# Kentron

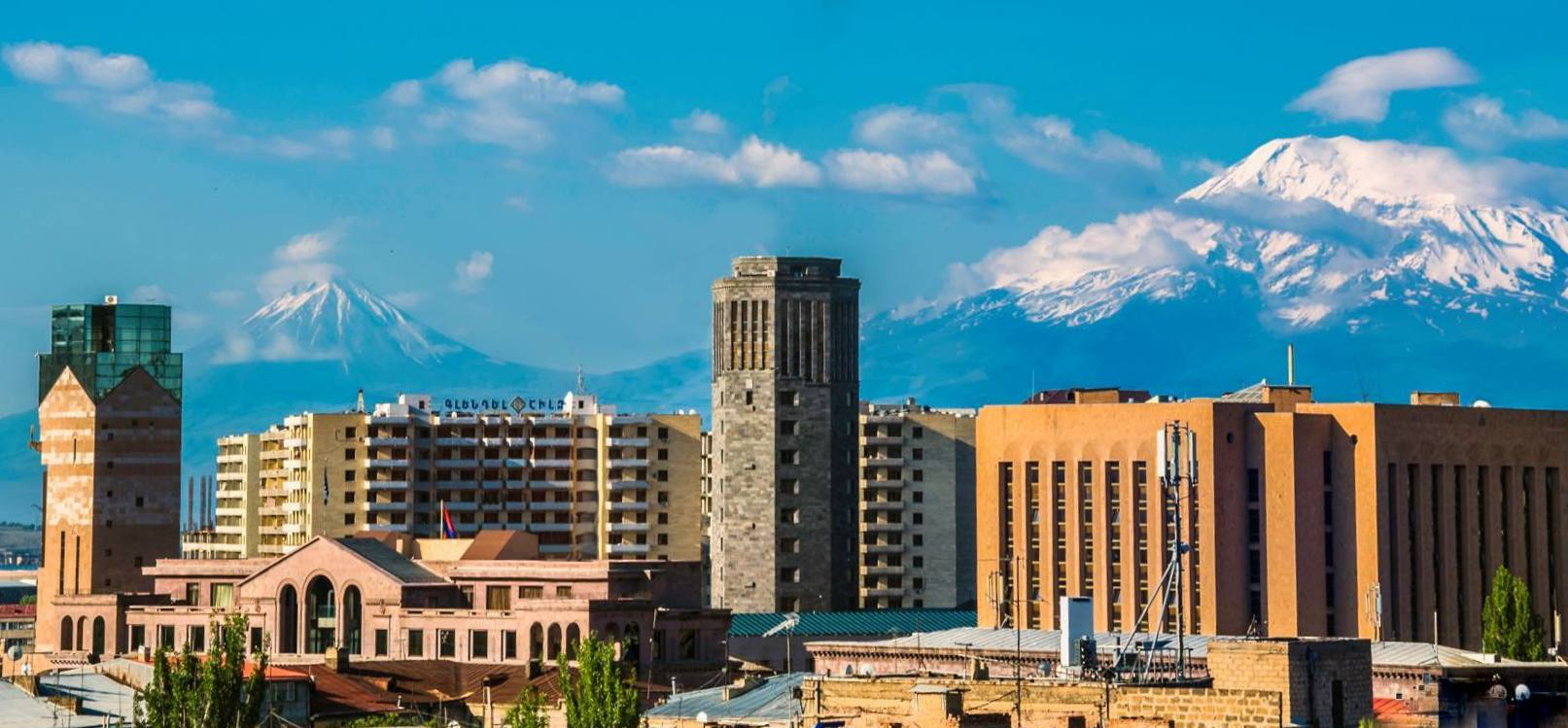
Panoramablick auf den Distrikt Kentron mit (von links nach rechts): Uhrturm des Rathauses, Ardschinbank (vorn), Glendale Hills Wohnhäuser (hinten), Turm der Jerewaner Brandy-, Wein- und Schnapsfabrik Ararat, Russische Botschaft, Berge des Ararat im Hintergrund

Kentron (armenisch Կենտրոն վարչական շրջան) ist einer der zwölf Distrikte Jerewans, der Hauptstadt Armeniens. Er umfasst die Innenstadt, das wirtschaftliche und politische Zentrum der Stadt. Die Volkszählung 2011 ergab eine Einwohnerzahl von 125.453.

## Etymologie
Das Wort kentron bedeutet wörtlich Zentrum auf Armenisch und hat dieselben etymologische Wurzeln wie das deutsche Wort, nämlich das altgriechische κέντρον (kéntron, „Zentrum“). Sein westarmenisches Pendant ist getron (armenisch կեդրոն).

## Überblick
Kentron grenzt im Westen an die Distrikte Adschapnjak und Malatia-Sebastia, im Süden an die Distrikte Schengawit und Erebuni, im Osten an den Distrikt Nor Nork und im Norden an die Distrikte Arabkir and Kanaker-Sejtun. Der Fluss Hrasdan fließt durch den westlichen Teil des Distriktes.
Der Distrikt ist inoffiziell in Viertel unterteilt: Noragjugh (armenisch Նորագյուղ), Pokr Kentron (armenisch փոքր կենտրոն), Nor Kilika (armenisch Նոր Կիլիկիա), Kond (armenisch Կոնդ), Dsoragjugh (armenisch Ձորագյուղ) und Ajgestan (armenisch Այգեստան).
Kond and Noragjugh gehören zu den sieben ursprünglichen Vierteln des alten Jerewan.

## Geschichte

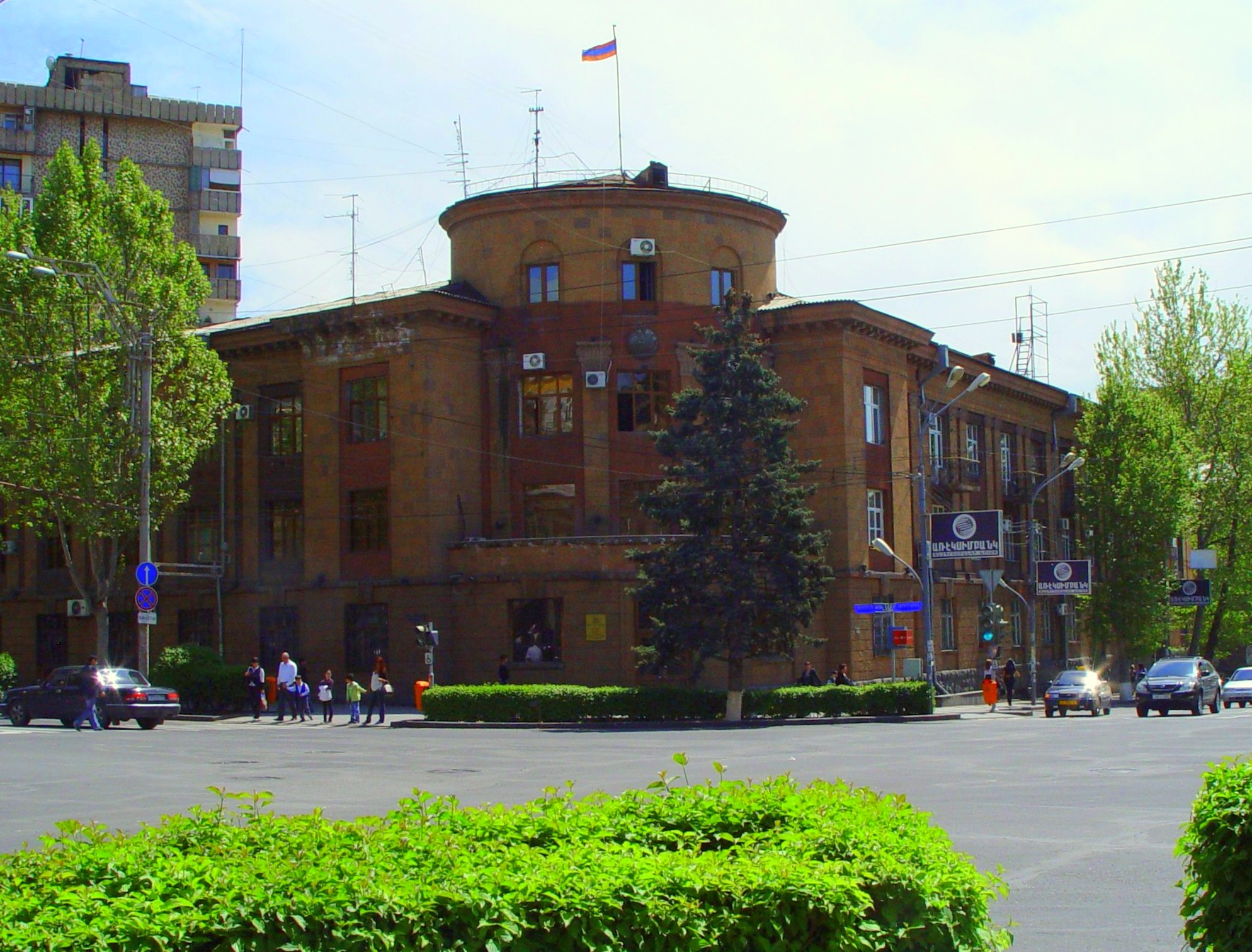
Rathaus Kentron

Nachdem Armenien 1920/21 Teil der Sowjetunion geworden war, war sie erste Stadt der Sowjetunion, für die ein Generalplan erstellt wurde. Der „Generalplan von Jerewan“ des Architekten Alexander Tamanjan wurde 1924 bestätigt. Er sah ursprünglich eine Einwohnerzahl von 150.000 vor. Die Stadt wurde schnell in eine moderne Industriemetropole mit über 1 Mio. Einwohnern umgewandelt. Außerdem wurden neue Bildungs-, Forschungs- und Kultureinrichtungen gegründet.
Tamanjan verband nationale Traditionen mit modernen urbanen Konstruktionen. Sein Entwurf sah eine kreisförmig-radiale Struktur vor, die sich in die bestehende Stadt integrierte und viele der bestehenden Straßen übernahm. Trotzdem wurden viele historische Gebäude des Stadtzentrums (dem heutigen Distrikt Kentron) abgerissen, einschließlich Kirchen, Moscheen, der Safawiden-Festung, Bädern, Basaren und Karawansereien.
Mit den Jahren wurde Kentron der am meisten entwickelte Distrikt Jerewans, was einem erheblichen Entwicklungsunterschied zu den anderen Distrikten der Stadt führte. Die meisten Bildungs-, Kultur- und Forschungseinrichtungen waren im Distrikt Kentron konzentriert.

## Parks

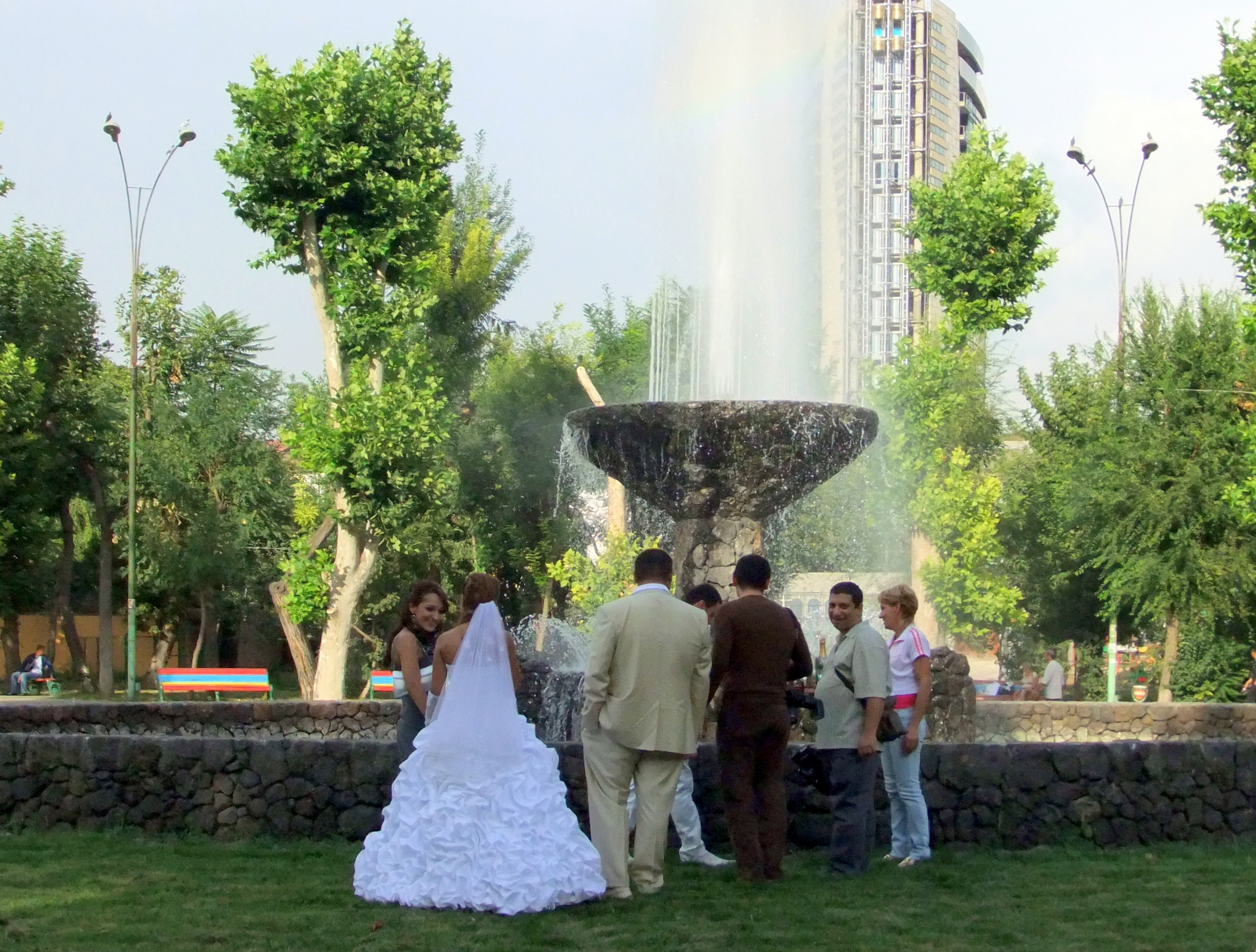
Hochzeitspaar an der zentralen Fontäne des Englischen Parks

Der Englische Park (armenisch Անգլիական այգի ⊙) wurde 1860 angelegt und bis 1920 der einzige öffentliche Park Jerewans. 1910 wurde er wesentlich umgestaltet. Das erste Fußballspiel in Armenien fand 1920 in diesem Park statt, als eine Mannschaft aus Jerewan und eine aus Alexandropol miteinander spielten. Nachdem Armenien Teil der Sowjetunion geworden war, wurde der Park nach der Kommune von Baku benannt. Nach dem Zerfall der Sowjetunion und der Unabhängigkeit Armeniens erhielt er seinen Namen zurück. Im Park gibt es viele Denkmäler und Wasserspiele.
Der Ringpark (armenisch Օղակաձեւ Զբոսայգի ⊙), seit 2005 auch Jugendpark erstreckt sich von der Kathedrale des Heiligen Gregor des Erleuchters im Süden über 5 km bis zum Poplawoksee im Norden. Es gibt zahlreiche Statuen, darunter für Alexander Sergejewitsch Gribojedow, Andranik Ozanian, Wardan Mamikonjan, Jeghische Tscharenz, Tigran Petrosjan, Mikajel Nalbandjan, Armen Tigranjan, Fridtjof Nansen, Awetik Issahakjan und Wahan Terjan.
Der Park der Liebenden (armenisch Սիրահարների զբոսայգի ⊙) aus dem 18. Jahrhundert umfasst 2,5 ha. Der Park hieß ursprünglich Kosernpark nach dem Jerewaner Viertel Kosern. 1949 wurde er umgestaltet und erhielt den Namen Puschkinpark. Ende der 1970er Jahre wurde er in Freundschaftspark umbenannt zu Ehren der Freundschaft der Völker der Sowjetunion untereinander. Nach dem Zerfall der Sowjetunion und der Unabhängigkeit Armeniens entschied der Jerewaner Stadtrat dem Park seinen heutigen Namen zu geben, da er seit der zweiten Hälfte des 20. Jahrhunderts ein beliebter Ort für Spaziergänge von Liebespaaren geworden war. 2005 bis 2008 wurde der Park nach Entwürfen des französisch-schweizerischen Architekten Pierre Rambach (1925–2003) umgestaltet. Es gibt ein Freiluft-Café und eine Amphitheater mit 215 Sitzen, in dem Filme gezeigt, Lesungen gehalten und Konzerte gegeben werden. 2010 wurde eine Statue für Geworg Emin errichtet.
Der Denkmalkomplex Zizernakaberd (armenisch Ծիծեռնակաբերդ ⊙) wurde 1965 bis 1968 auf dem gleichnamigen Hügel über dem Fluss Hrasdan zum Gedenken an den Völkermord an den Armeniern von 1915 erbaut. In den 1990er Jahren wurde ein unterirdische Museum gebaut und eine Gedenkmauer errichtet.
Der Chatschatur-Abowjan-Park (armenisch Խաչատուր Աբովյանի Պուրակ ⊙) wurde nach dem Vater der modernen armenischen Literatur Chatschatur Abowjan benannt. Der Park besteht aus einer dreieckigen Grünfläche und der kreisförmigen Innenfläche eines von der Abowjanstraße gebildeten Kreisverkehrs, in dessen Mitte ein Abowjandenkmal steht.
Weitere Parks im Distrikt Kentron sind der der Komitaspark (armenisch Կոմիտասի անվան զբոսայգի ⊙), der Schahumjanpark (armenisch Շահումյանի զբոսայգի ⊙) und der Missak-Manuschjani-Park (armenisch Միսաք Մանուշյանի անվան այգի, früher Maschtozpark armenisch Մաշտոցի պուրակ ⊙).

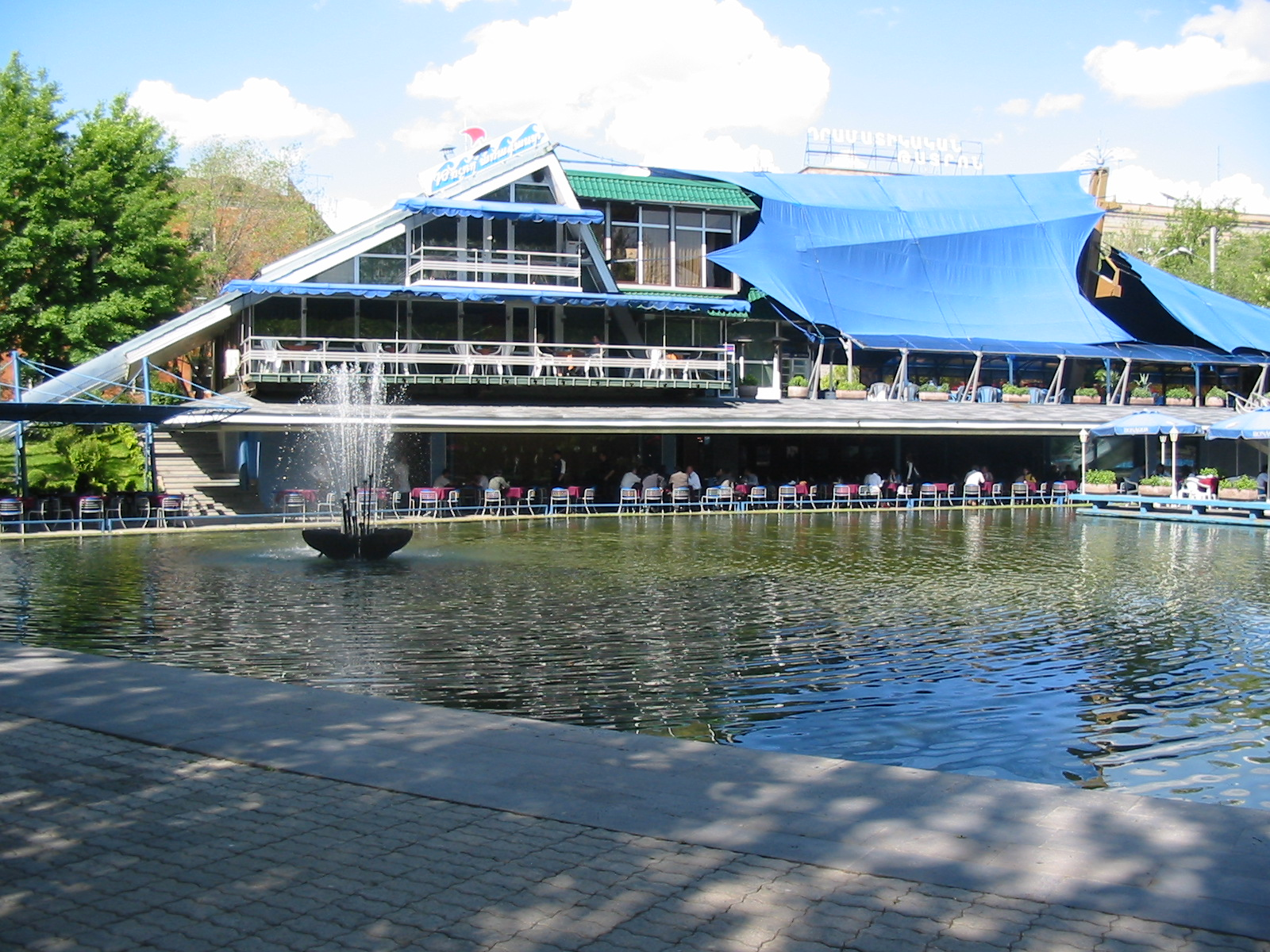
Poplawoksee im Ringpark
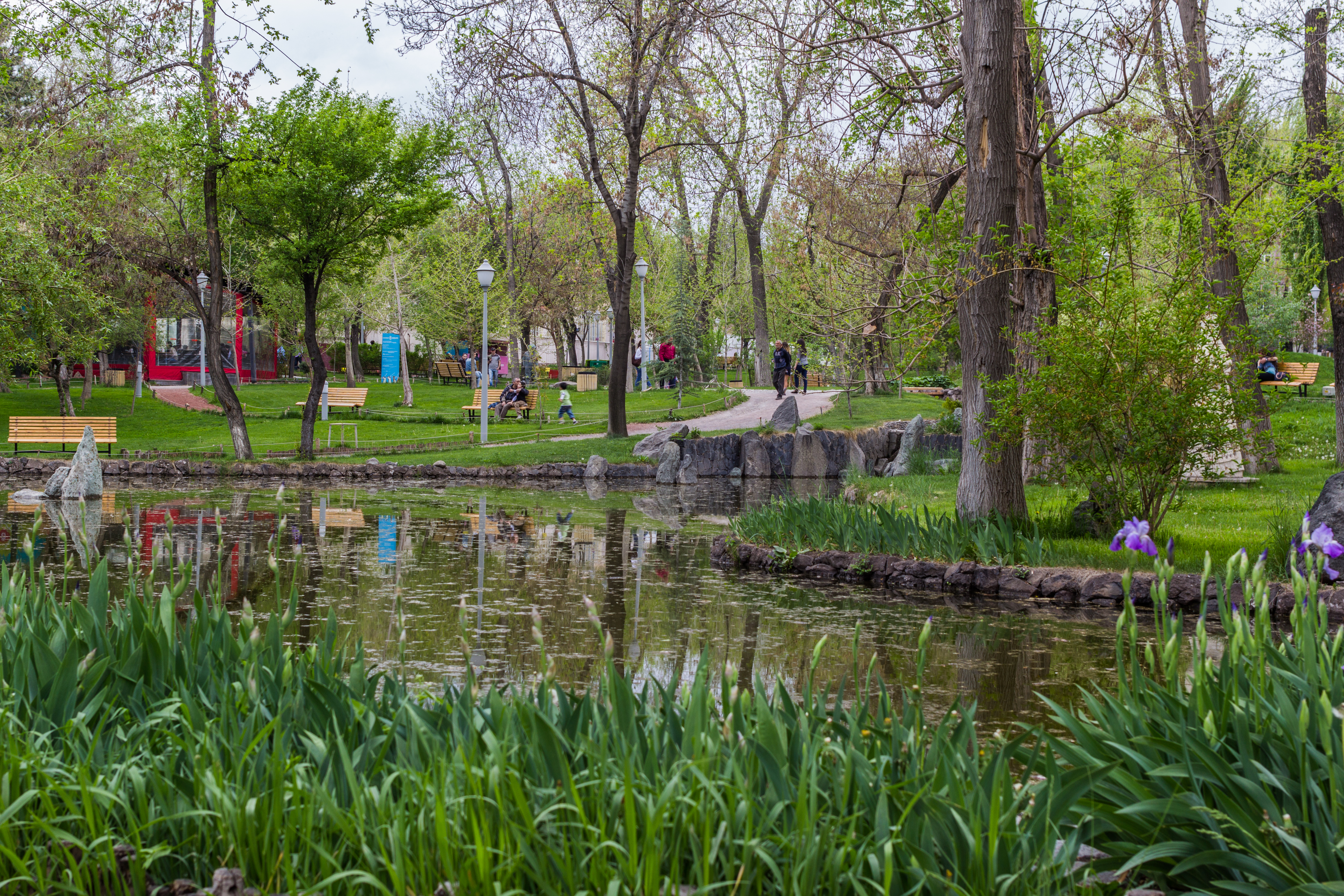
Park der Liebenden
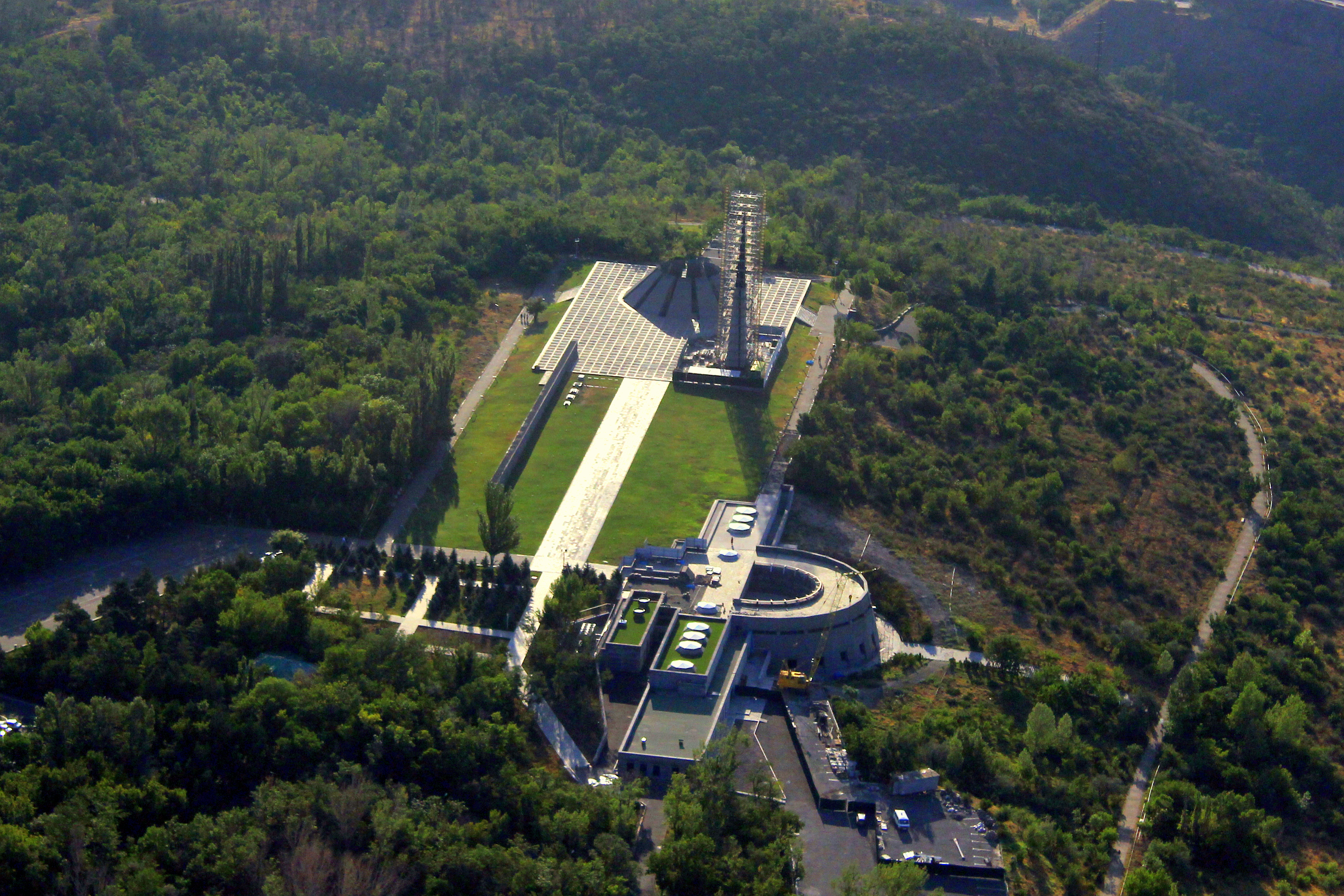
Luftbild des Denkmalkomplexes Zizernakaberd
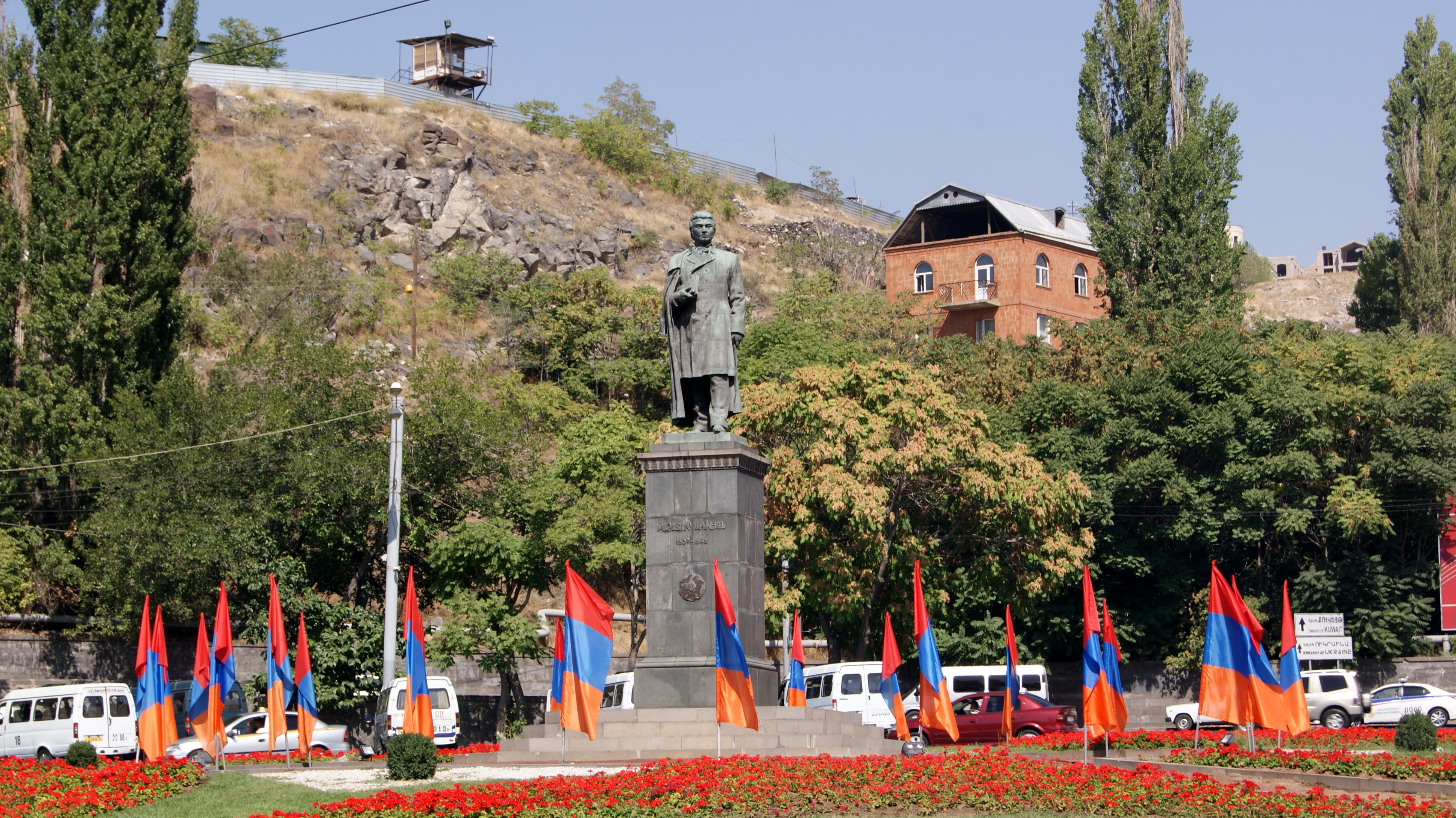
Chatschatur-Abowjan-Statue im Chatschatur-Abowjan-Park
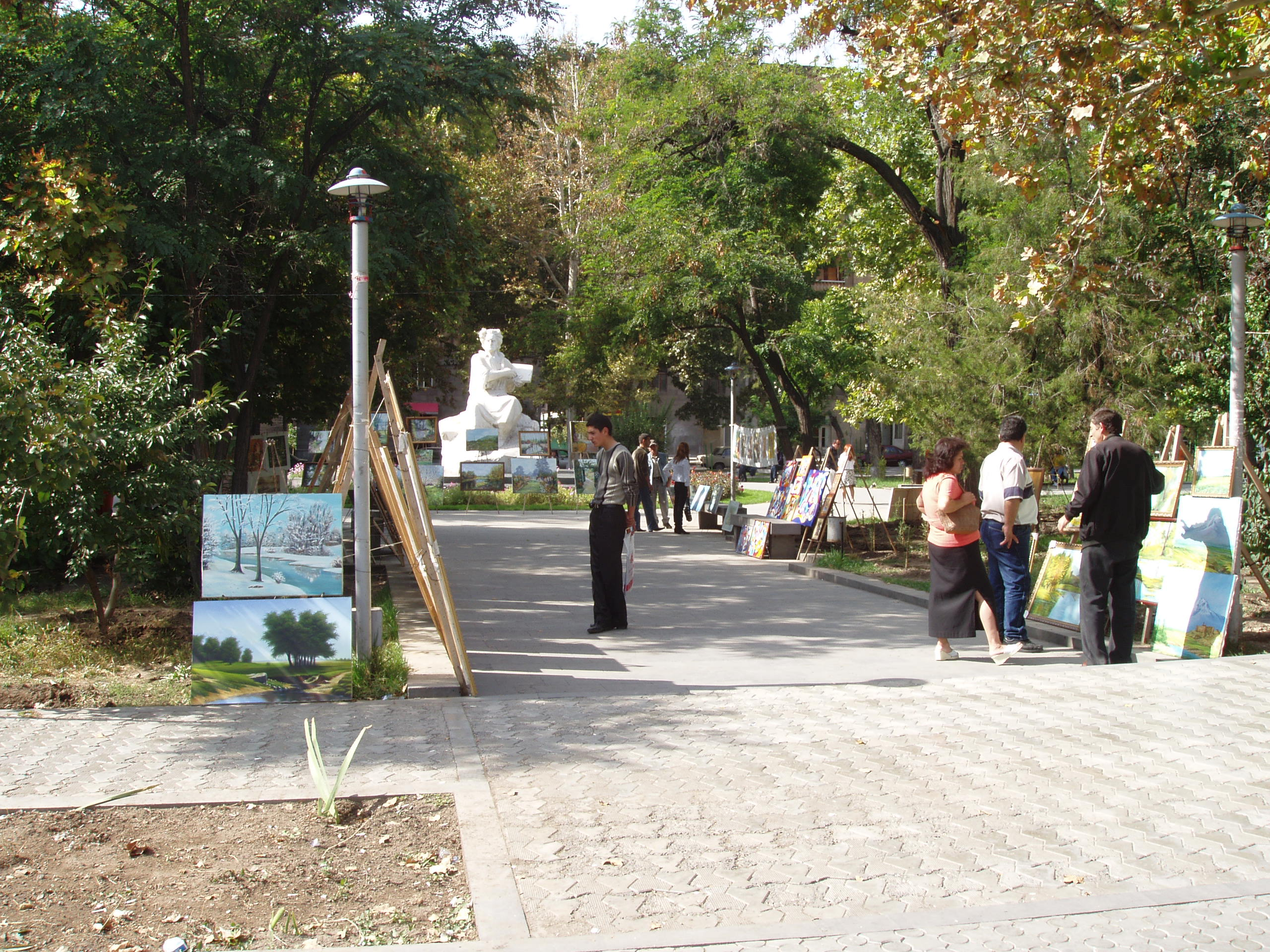
Martiros-Sarjan-Park mit Martiros-Sarjan-Statue am Französischen Platz

## Religiöse Architektur

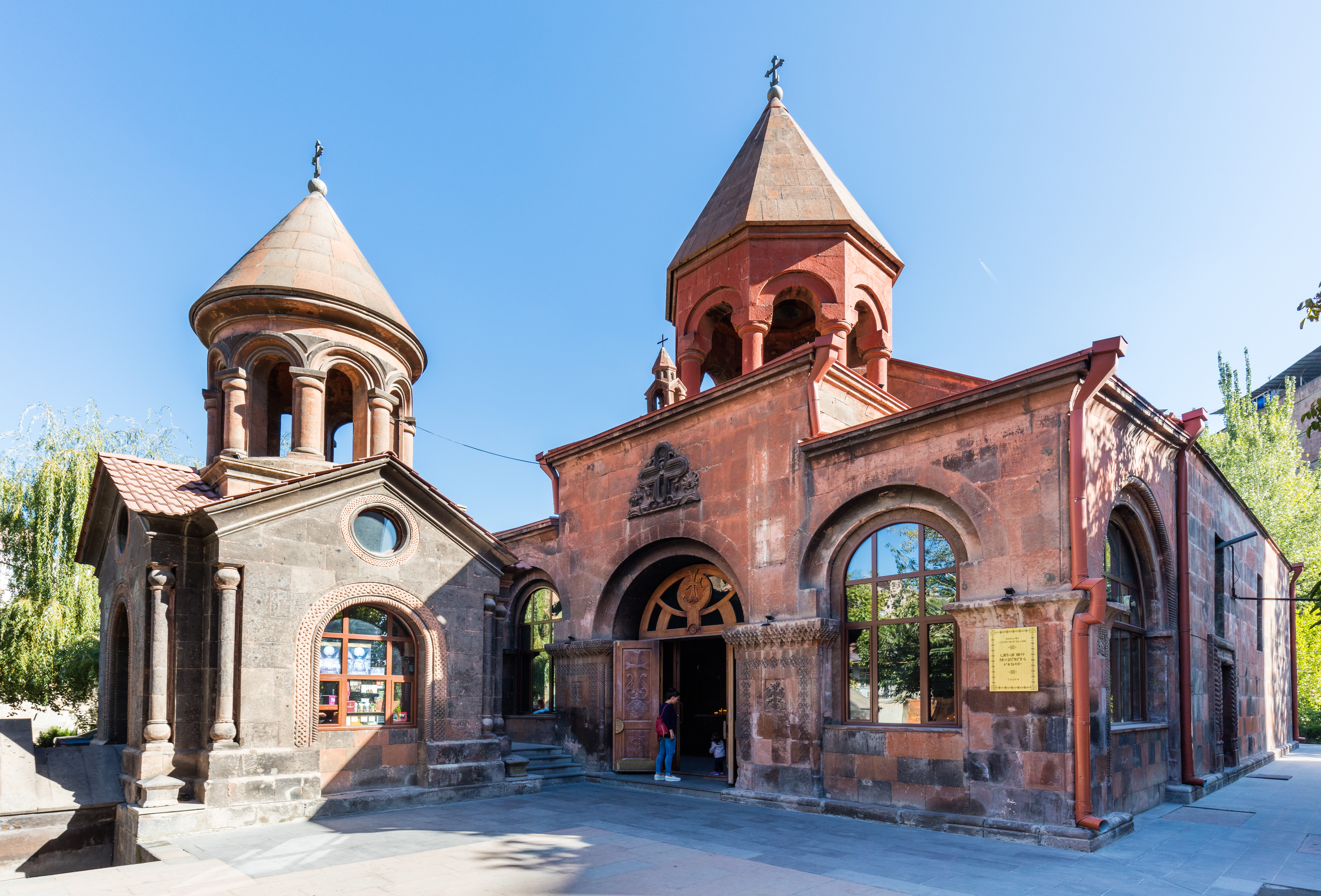
Sorawor-Kirche (rechts) und Sankt-Ananias-Kapelle (links), 2016

Die Kirche der Heiligen Muttergottes Sorawor, kurz Sorawar-Kirche (armenisch Երևանի Սուրբ Անանիա Առաքյալ անապատ ⊙) stammt aus dem 17. Jahrhundert. Die dreischiffige Basilika ohne Kuppel ist innen und außen schlicht gehalten. An den flachen Bereichen der Außenwände befinden sich Chatschkars aus dem 17. Jahrhundert. Der heutige Kirchenkomplex wurde 1693/1694 auf den Fundamenten des beim großen Erdbeben von 1679 zerstörten Klosters errichtet. Zu Zeiten der Armenischen SSR diente der Gebäudekomplex verschiedenen nichtkirchlichen Zwecken. 1970 wurde er jedoch an die Kirche rückübertragen und vollständig renoviert.
Die Sankt-Sarkis-Kathedrale (armenisch Սուրբ Սարգիս Մայր Եկեղեցի ⊙) wurde 1835 bis 1842 an Stelle von Vorgängerbauten aus frühchristlicher Zeit errichtet. 1972 erfolgte eine umfassende Erneuerung nach Plänen des Architekten Raphael Sarkisowitsch Israelian. Dabei wurde die Fassade mit orangefarbenem Ani-Tuff verkleidet und mit dreieckigen Nischen versehen.
Die Katoghike-Kirche (armenisch Կաթողիկե Սուրբ Աստվածածին եկեղեցի ⊙) wurde 1264 errichtet. Sie überstand vermutlich als einzige Kirche Jerewans das große Erdbeben von 1679. Von 1693 bis 1695 wurde sie mit einer großen kuppellosen dreischiffige Basilika überbaut. Als die Basilika 1936 zu Gunsten von Wohnbebauung und einem linguistischen Institut abgerissen wurde, kam die alte Kirche wieder zum Vorschein. Nach Protesten der Bevölkerung blieb zumindest die kleine Kirche mit einer Grundfläche von 5,4 × 7,5 m erhalten.
Die Blaue Moschee (armenisch Կապույտ մզկիթ ⊙) ist die einzige noch genutzte Moschee Armeniens. Der Gebäudekomplex wurde 1765/1766 errichtet. 1827 war sie die wichtigste der acht Moscheen Jerewans. 1931 ließ die sowjetische Verwaltung die Moschee schließen und brachte hier das Stadtmuseum unter. In Folge des Bergkarabachkonflikts verließen zwischen 1988 und 1991 fast alle Muslime Armenien in Richtung Aserbaidschan. Trotzdem wurde die Moschee nach dem Zerfall der Sowjetunion und der Unabhängigkeit Armeniens wieder religiös genutzt. 1995 erwarb die Regierung des Iran die Gebäude und ließ sie zu einer schiitischen Moschee umbauen. Für das Stadtmuseum wurde ein neues Gebäude errichtet.
Die Johannes-der-Täufer-Kirche (armenisch Սուրբ Հովհաննես Մկրտիչ Եկեղեցի ⊙) ist eine dreischiffige Basilika. Sie wurde 1710 an Stelle einer mittelalterlichen Kirche errichtet, die beim großen Erdbeben von 1679 zerstört worden war. In den 1980er Jahren durfte die Kirche vollständig saniert werden. Die Außenwände wurden mit Tuffstein verkleidet und im Innern wurde unter anderem der Boden mit Marmor ausgelegt. Außerdem erhielt die Kirche einen Glockenturm.
Die Kathedrale des Heiligen Gregor des Erleuchters (armenisch Սուրբ Գրիգոր Լուսավորիչ մայր եկեղեցի ⊙) wurde von 1997 bis 2001 errichtet. Sie ist die größte Kathedrale der Armenisch Apostolischen Kirche. Die Kathedrale ist ein Komplex aus drei Kirchen: der Hauptkirche mit 1700 Plätzen, und den Kapellen für Trdat III. dem König und Aschchen der Königin mit jeweils 150 Plätzen. Die Hauptkirche ist bis zur Spitze des Kreuzes 54 m hoch. Der Glockenturm hat mehr als 30 Bögen.
Die Sankt-Annen-Kirche (armenisch Սուրբ Աննա Եկեղեցի ⊙) wurde 2015 eröffnet. Der kreuzförmige Bau hat eine Kuppel. Der Glockenturm befindet sich über dem Eingang.

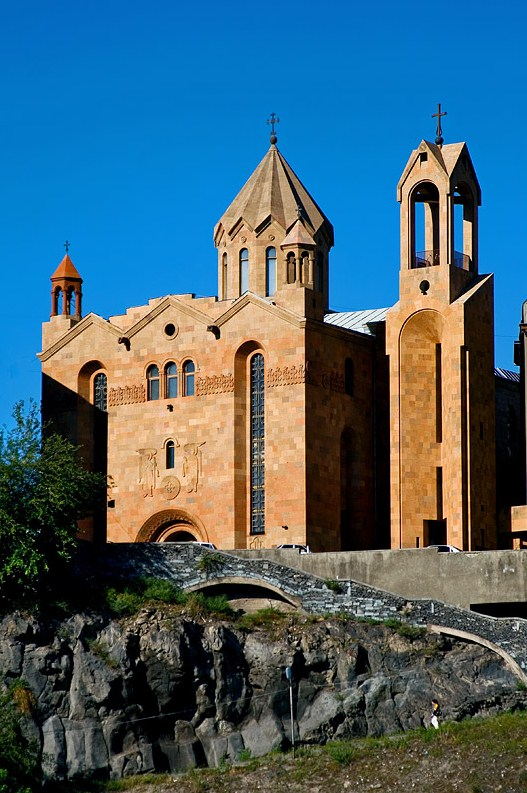
Sankt-Sarkis-Kathedrale, 2008
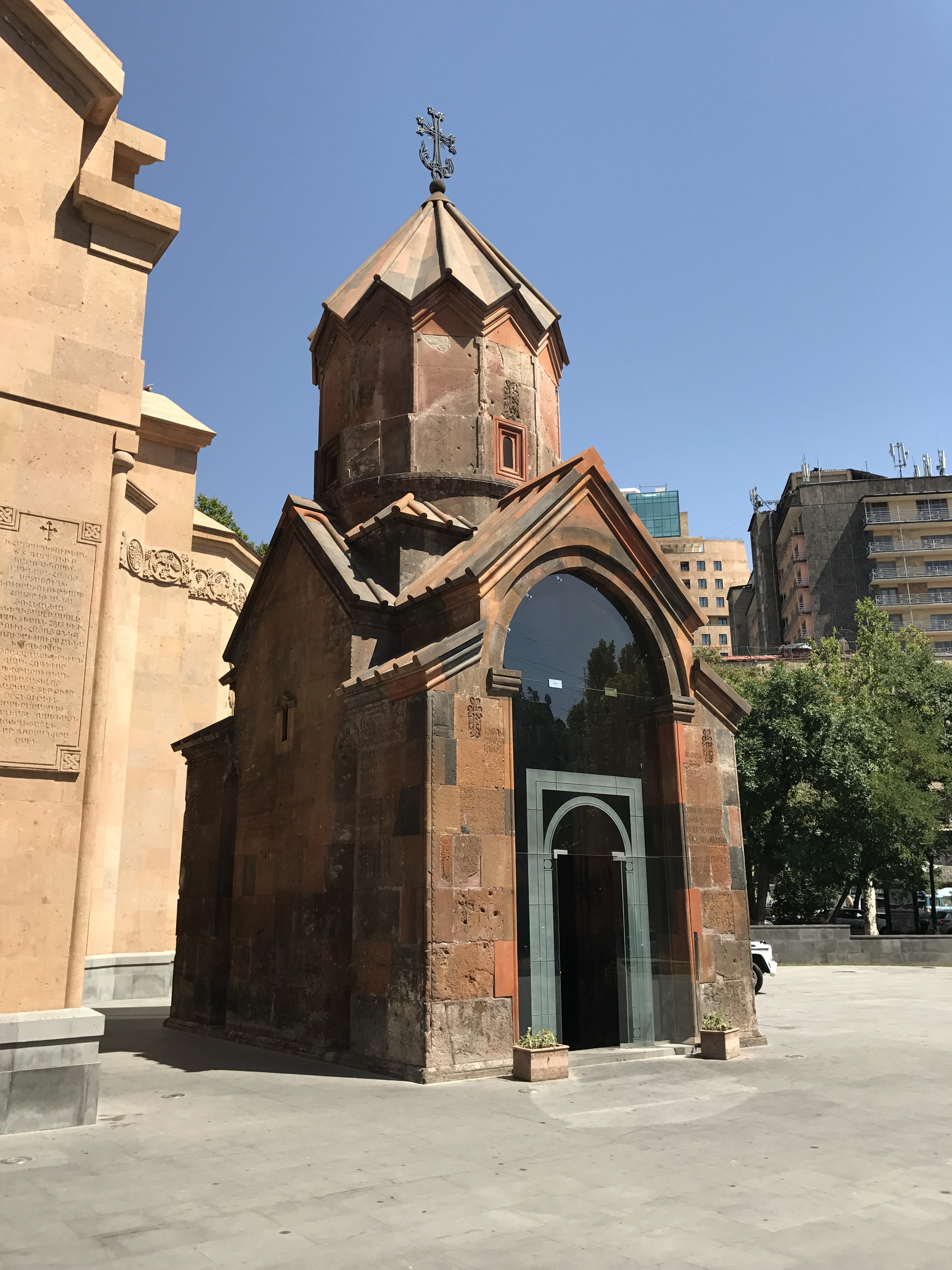
Katoghike-Kirche, 2017
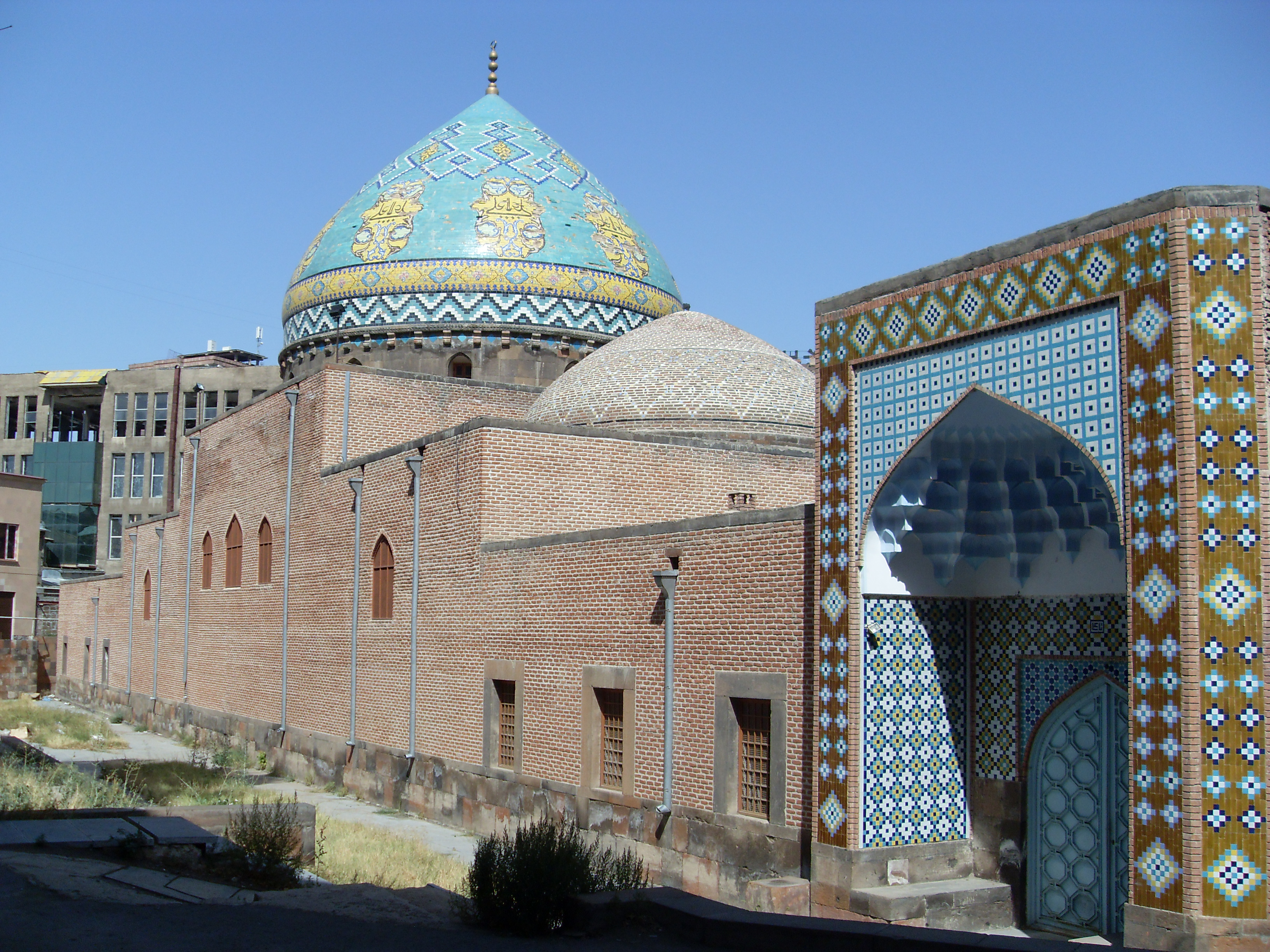
Blaue Moschee, 2007
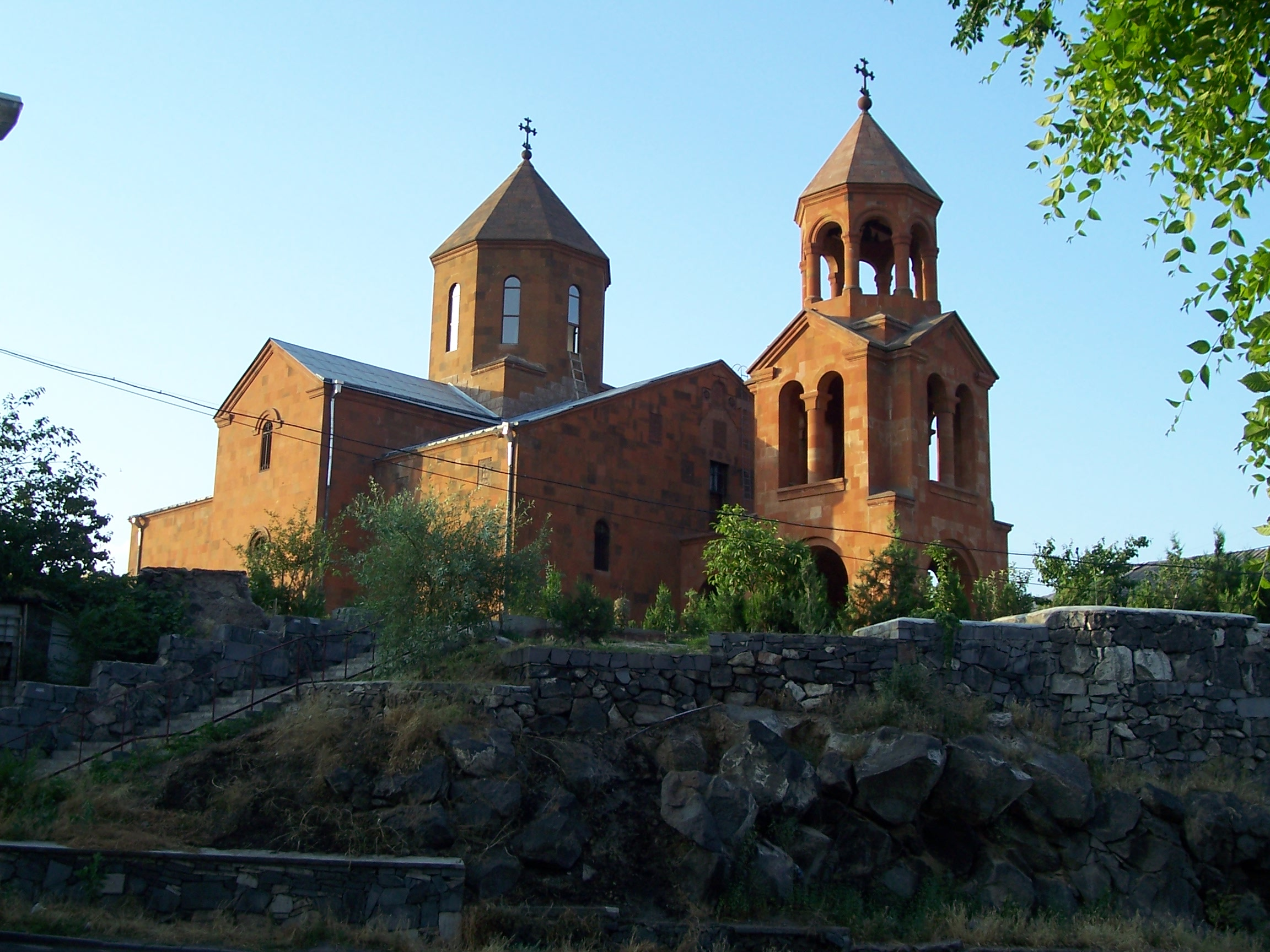
Johannes-der-Täufer-Kirche, 2004
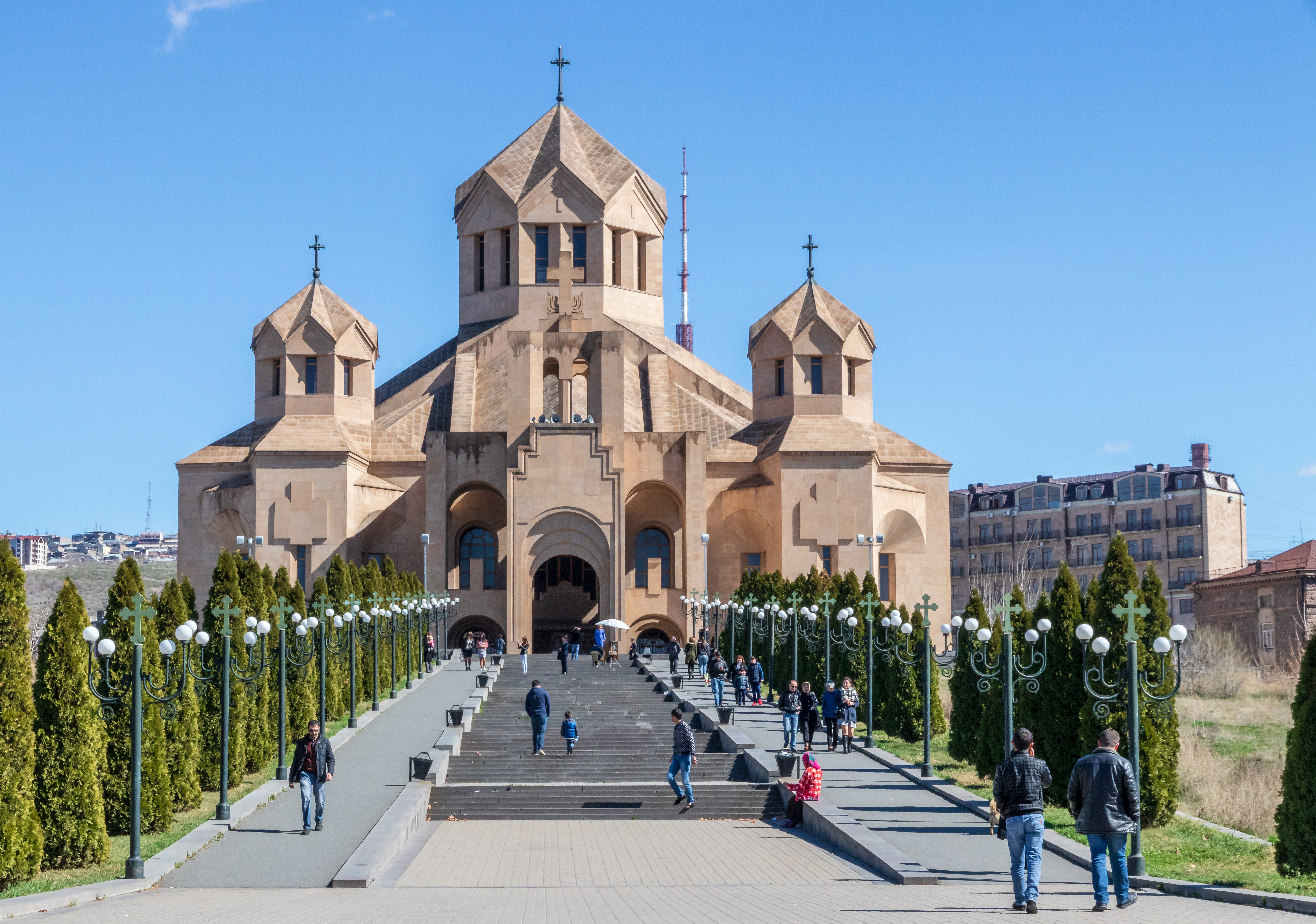
Kathedrale des Heiligen Gregor des Erleuchters, 2018
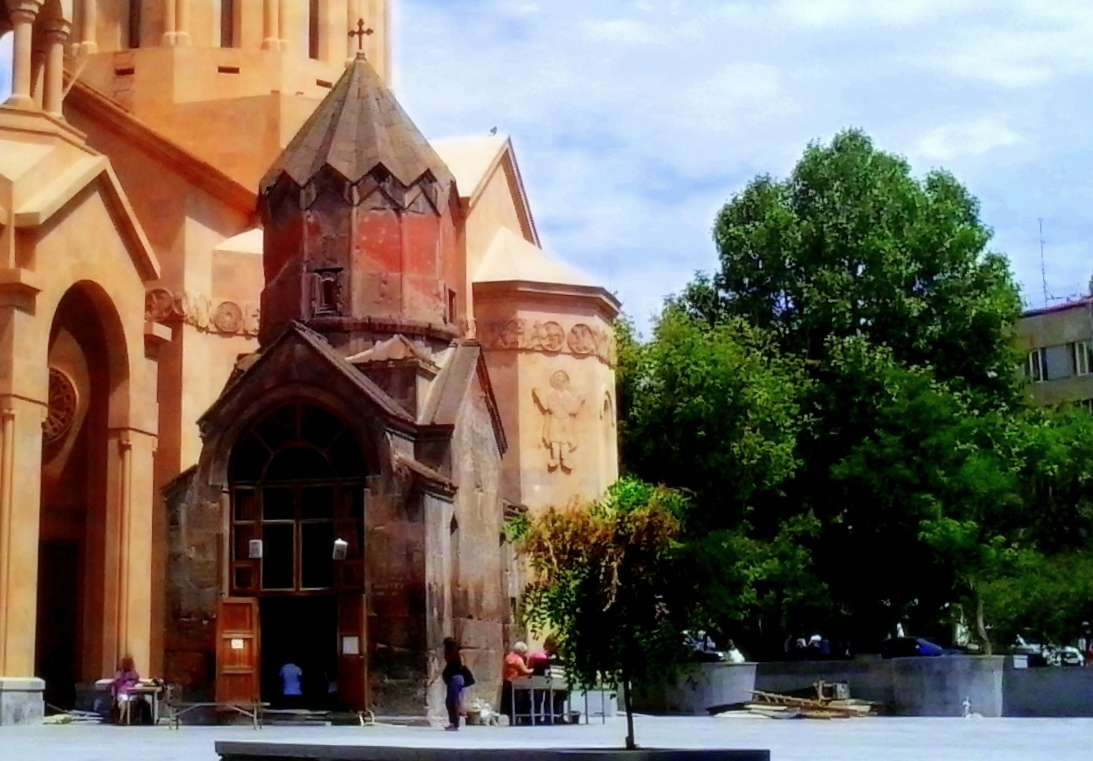
Sankt-Annen-Kirche, 2014

## Kultureinrichtungen

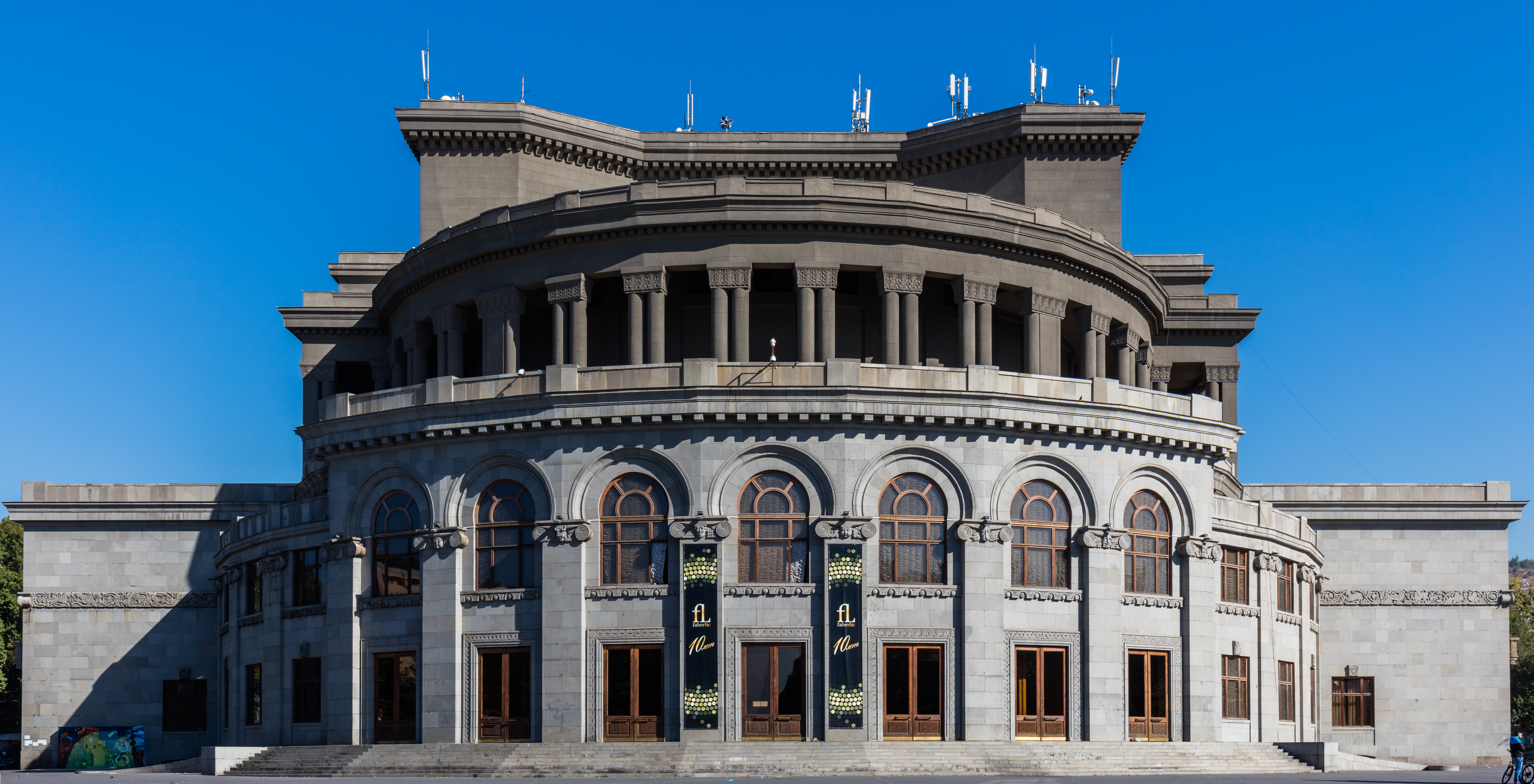
Jerewaner Operntheater, 2016

Die Armenische Nationalbibliothek (armenisch Հայաստանի ազգային գրադարան ⊙) geht auf die 1832 gegründete Bibliothek des Jerewaner Gymnasiums zurück, die in der Sowjetzeit 1925 bis 1990 nach Alexander Mjasnikow benannt war. Das neoklassizistische Hauptgebäude wurde 1939 nach Plänen des Architekten Alexander Tamanjan errichtet. Unter den 6,3 Mio. Medien befindet sich mit dem 1512 in Venedig gedruckten Urbatagirk das älteste Druckwerk in armenischer Sprache.
Die Nationalgalerie Armeniens (armenisch Հայաստանի ազգային պատկերասրահ ⊙) ist die größte Kunstsammlung Armeniens. Das 1977 fertiggestellte Gebäude am Platz der Republik entstand nach Entwürfen von Mark Grigorian und Eduard Sarapjan. Den Grundstock der Sammlung bildeten 1921 Dutzende Werke aus einer Ausstellung armenischer Künstler. Die Sammlung umfasst mittlerweile rund 26.000 Werke von antiken urartäischen Fresken über mittelalterliche armenische Kirchenkunst bis zu neuzeitlicher Kunst von armenischen, russischen und westeuropäischen Künstlern.
Das Jerewaner Operntheater (armenisch Ա. Սպենդիարյանի անվան օպերայի և բալետի ազգային ակադեմիական թատրոն ‚Armenisches Nationales Akademischen Theater für Oper und Ballett „Aleksandr Spendiarjan“‘ ⊙) wurde nach Plänen des Architekten Alexander Tamanjan errichtet und am 20. Januar 1933 mit einer Aufführung von Almast in armenischer Sprache, der einzigen Oper des armenischen Komponisten Aleksandr Spendiarjan, eröffnet. Kurz darauf wurde ein Ballet gegründet; 1935 wurde als erste Ballettaufführung Peter Tschaikowskis Schwanensee gegeben. Das Operntheater bietet zwei Säle: die Aram-Chatschaturjan-Konzerthalle mit 1400 Sitzen und das Opern- und Ballett-Nationaltheater Aleksandr Spendiarjan mit 1200 Sitzen.
Das Aram-Chatschaturjan-Haus (armenisch Արամ Խաչատրյանի տուն-թանգարան ⊙) ist ein zu einem Museum umgestaltetes Wohnhaus das Komponisten Aram Chatschaturjan. Chatschaturjan bewohnte das Haus, wenn er Jerewan besuchte. In den 1970er Jahren wurde es nach Plänen des Architekten Edward Altunjan zu einem Museum ungestaltet. Chatschaturjan überließ dem Museum Manuskripte, Briefe und andere Erinnerungsstücke. In dem mehrstöckigen Haus gibt es einen Konzertsaal mit einem Bechstein-Flügel, in dem regelmäßig Konzerte stattfinden.
Das Matenadaran (armenisch Մատենադարան; vollständige Bezeichnung armenisch Երևանի Մեսրոպ Մաշտոցի անվան Մատենադարան ‚Mesrop-Maschtoz-Institut für alte Manuskripte‘ ⊙) ist das Zentralarchiv für alte armenische Handschriften. Die Sammlung geht auf das Archiv des Katholikats der Armenischen Apostolischen Kirche in Etschmiadsin zurück. Die Sowjetischen Behörden enteigneten es 1920 und brachten es nach Moskau. 1939 kam es zurück nach Jerewan. Zwischen 1945 und 1957 wurde ein neues Gebäude für das Archiv errichtet. Es bewahrt 17.000 Manuskripte und 30.000 andere Dokumente. Allein zur armenischen Sammlung gehören 2500 Manuskripte mit armenischer Buchmalerei.
Das Staatliche Jerewaner Puppentheater Howhannes Tumanjani (armenisch Երևանի Հովհաննես Թումանյանի անվան Պետական Տիկնիկային Թատրոն ⊙) wurde am 1. Juni 1935 von der Regisseurin Sofja Bedschanjani, der Maler Geworg Arakeljan und den Schauspielern Pawlos Borojan und Araksja Arabjani eröffnet. Waria Stepanjan wurde die erste Leiterin des in der Halle der Kathedrale des Heiligen Gregor des Erleuchters untergebrachten Theaters. 1938 wurde das Puppentheater nach dem armenischen Dichter Howhannes Tumanjan benannt. Das Puppentheater wurde 1950 geschlossen, aber am 27. Juli 1957 unter Jerwand Manarjan im Haus Leninallee 43 wieder eröffnet. Seit 1975 befindet sich das Puppentheater an seinem heutigen Standort an der Sajat-Nowa-Allee. Im Theater befindet sich außerdem das Puppenspielmuseum Pawlos Borojan mit etwa 200 Exponaten.
Der Komitas Kammermusiksaal (armenisch Կոմիտասի անվան կամերային երաժշտության տուն ⊙) wurde nach Plänen des armenischen Architekten Stepan Kjurktschjan erbaut und 1977 eröffnet. Die äußere Form erinnert an eine dreischiffige armenische Basilika. Die Wände sind mit traditionellen armenischen Ornamenten verziert. An der Rückseite befindet sich ein großes Wasserbecken mit Springbrunnen. Im Innern gibt es neben Eingangshalle, Vestibül und Foyer eine Konzerthalle mit 200 Plätzen mit freitragender Decke und ohne bauliche Trennung zwischen Orchester und Publikum. Innenwände und Leuchter wurden ebenfalls durch den Architekten Stepan Kjurktschjan gestaltet. Die Orgel wurde nach dem Vorbild von niederländischen Orgeln aus dem 17. Jahrhundert entworfen, um darauf Barockmusik zu spielen. Sie war eine der wenigen Orgeln, die in der Sowjetunion genutzt wurden. Das Instrument mit 4000 Pfeifen wurde 1979 installiert und 2007 renoviert.
Das Armenische Historische Museum (armenisch Հայաստանի պատմության թանգարան ⊙) wurde am 9. September 1919 durch die Armenische Nationalversammlung gegründet und am 20. August 1920 eröffnet. Es verfügt über hat Abteilungen für Archäologie, Numismatik, Ethnografie, Moderne Geschichte und Restauration. Zur ursprünglichen Sammlung gehörten 15.289 Objekte. 1935 wurden zwei Museen ausgegründet: die heutige Armenische Nationalgalerie und das heutige Museum für Literatur und Kunst Jeghische Tscharenz. Die Bauarbeiten am heutigen Gebäude am Platz der Republik begannen in den 1950er Jahren und endeten 1977 mit der Fertigstellung der Nationalgalerie. 1978 wurde das Staatliche Museum für Ethnografie ausgegründet. Die Sammlung wird stetig durch archäologische Funde aus ganz Armenien ergänzt und umfasste 2018 etwa 400.000 Objekte.
Das Cafesjian-Zentrum der Künste (armenisch Գաֆէսճեան արվեստի կենտրոն ⊙) befindet sich in und um die Jerewaner Kaskade, eine monumentalen Kalksteintreppe mit mehrstufigen Wasserfällen. Die Cafesjian Museum Foundation wurde im April 2002 von dem US-amerikanisch-armenischen Juristen und Mäzen Gerard Cafesjian und der armenischen Regierung gegründet, die die halbfertige Kaskade als Bauplatz zur Verfügung stellte. Das im November 2009 eröffnete Museum bietet entsprechend der Vision ihres Gründers Cafesjian eine große Bandbreite an Ausstellungen. Den Grundstock der Exponate bildet Cafesjians Sammlung moderner Kunst. Neben der Ausstellung gibt es Vorlesungen, Filmvorführungen, Konzerte und viele Bildungsangebote. Im Außenbereich werden Werke aus dem Cafesjian Skulpturengarten gezeigt.
2005 bezog das Jerewaner Historische Museum (armenisch Երևանի Պատմության Թանգարան ⊙) sein heutiges, an das Jerewaner Rathaus angebaute Gebäude. Zuvor war es nacheinander in den Gebäuden der Jerewaner Feuerwache, der Blauen Moschee, dem Hripsimjanmädchengymnasium und zuletzt der Schule Nr. 1 untergebracht. Die Sammlungen umfassten 2017 mehr als 94.000 Objekte, aufgeteilt in Archäologie, Ethnografie, Numismatik, Schöne Künste, Schriftstücke und Fotografie.
Der Denkmalkomplex zum Gedenken der Opfer des Völkermords an den Armeniern 1915 „Zizernakaberd“ (armenisch Հայոց ցեղասպանության զոհերի հուշահամալիր ⊙) thront auf einem Hügel. Der 1966–1968 errichtete Komplex besteht aus einem 44 m hohen Obelisken, zwölf Pylonen um eine ewige Flamme, einer 100 m langen Mauer mit den Namen der Städte und Dörfer, in denen Opfer des Völkermords wohnten und dem 1995 eröffneten Armenischen Völkermord-Museum.
Das Sergei-Paradschanow-Museum (armenisch Սերգեյ Փարաջանովի թանգարան ⊙) ehrt den sowjetisch-armenischen Regisseur und Künstler Sergei Paradschanow. Es wurde 1988 gegründet. Paradschow selbst wählte den Ort und das Aussehen des Museums. Wegen des Erdbebens von Spitak 1988 und sozialer und ökonomischer Probleme konnte das Museum erst 1991, ein Jahr nach dem Tod das Ausnahmekünstlers eröffnet werden. In dem zweigeschossigen Gebäude im kaukasischen Stil werden 1.400 Stücke ausgestellt. Das Museum organisiert Wechselausstellungen, Veröffentlichungen und Ehrenempfänge, unter anderem für das jährliche internationale Filmfestival „Goldene Aprikose“.
Die Nationale Kinderbibliothek Chnko Aper (armenisch Խնկո-Ապոր Անվան Ազգային Մանկական Գրադարան ⊙) wurde 1933 gegründet und erhielt nach dessen Tod 1935 den Namen des armenischen Kinderbuchautoren Chnko Aper. 1980 bezog sie ein Gebäude in der Terjanstraße in der Nähe des Schwanensees des Jerewaner Operntheaters. Er gibt 500.000 Medieneinheiten, eigene Abteilungen für chinesische, iranische und deutsche Kinderliteratur und einen Lesesaal mit 100 Plätzen.
Das Armenische Zentrum für Moderne Experimentalkunst (armenisch Նորարար փորձառական արվեստի կենտրոնը (ՆՓԱԿ) ⊙) wurde unmittelbar nach dem Zerfall der Sowjetunion 1992 von der US-amerikanisch-armenischen Künstlerin und Dichterin Sonja Balassanian unter Mithilfe ihres Mannes, des Architekten und Städteplaners Edward Balassanian gegründet. Als physisches Zentrum wurden 1996 Räume in der Faustus-von-Byzanz-Allee angemietet, die ab 2002 von der armenischen Regierung per Dekret unbegrenzt kostenlos zur Verfügung gestellt wurden. Man begann 1992 mit einer Ausstellung pro Jahr und entwickelte sich zu einem vitalen Zentrum mit über 20 Veranstaltungen im Jahr. 1995 organisierte das Zentrum den historisch ersten Armenischen Pavillon auf der Biennale di Venezia. Auch die folgenden sieben Pavillons wurden vom Armenischen Zentrum Experimentalkunst gestaltet.

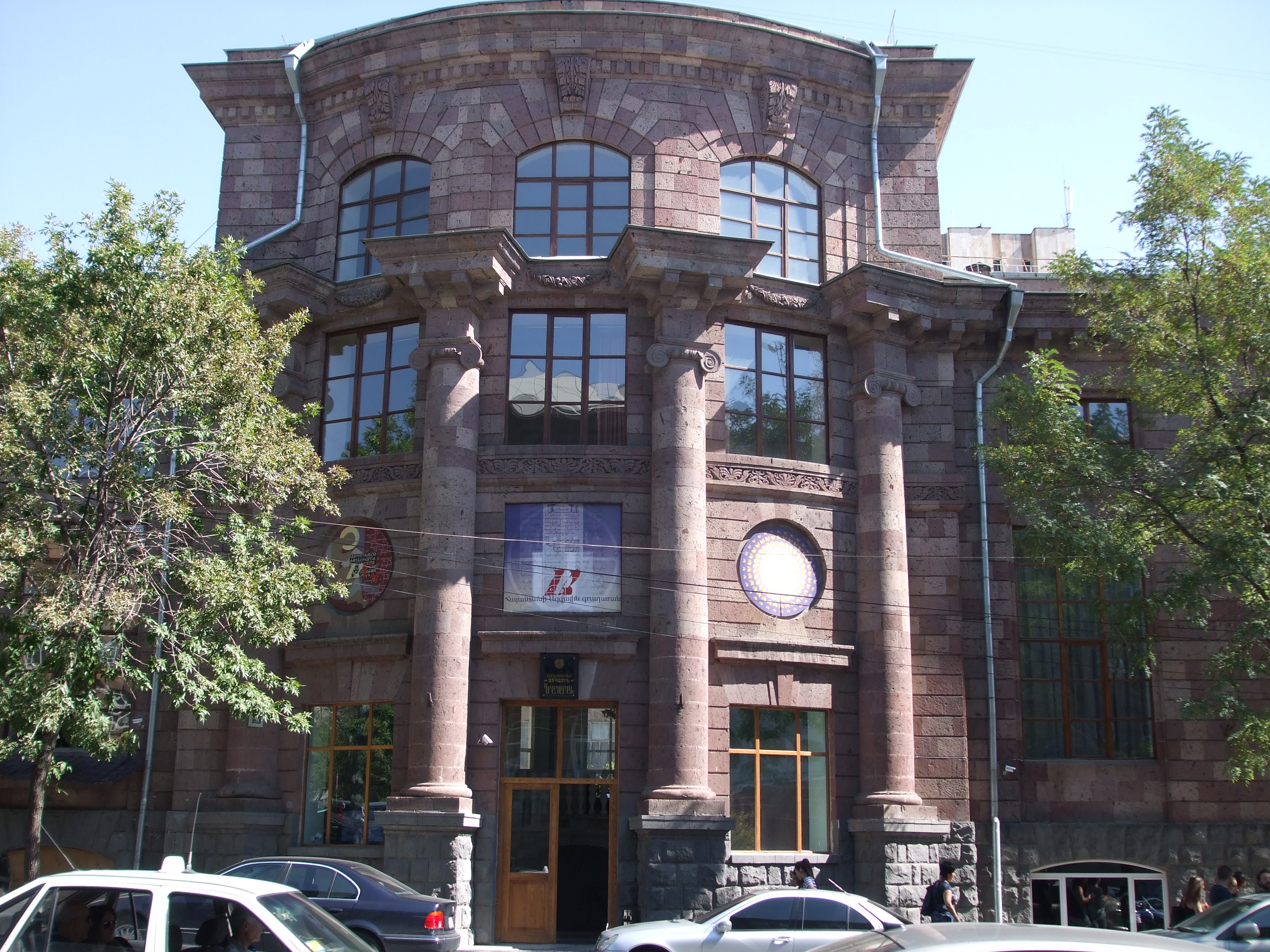
Armenische Nationalbibliothek, 2005
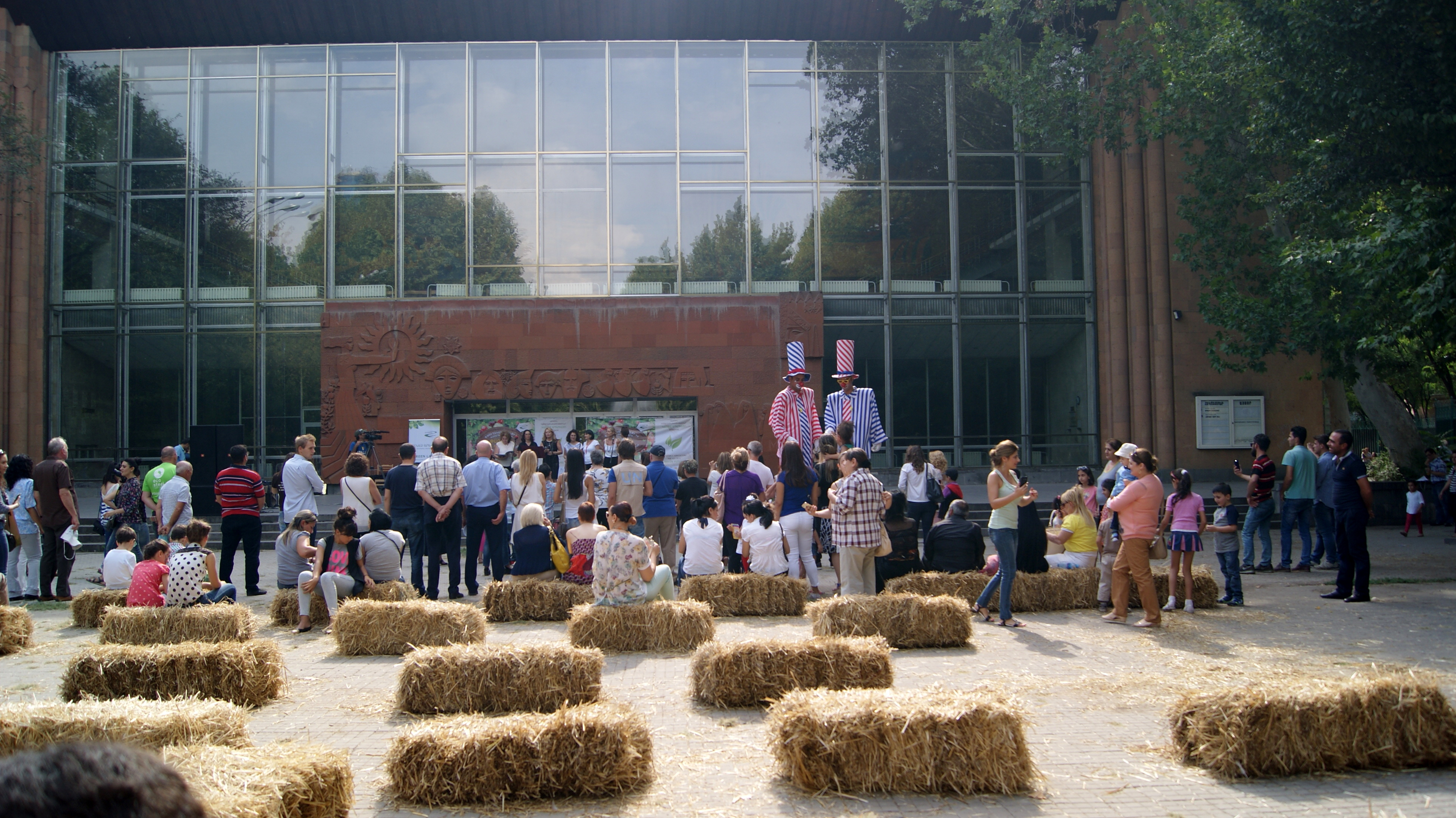
Nationales Akademischen Theater Gabriel Sundukjani, 2015
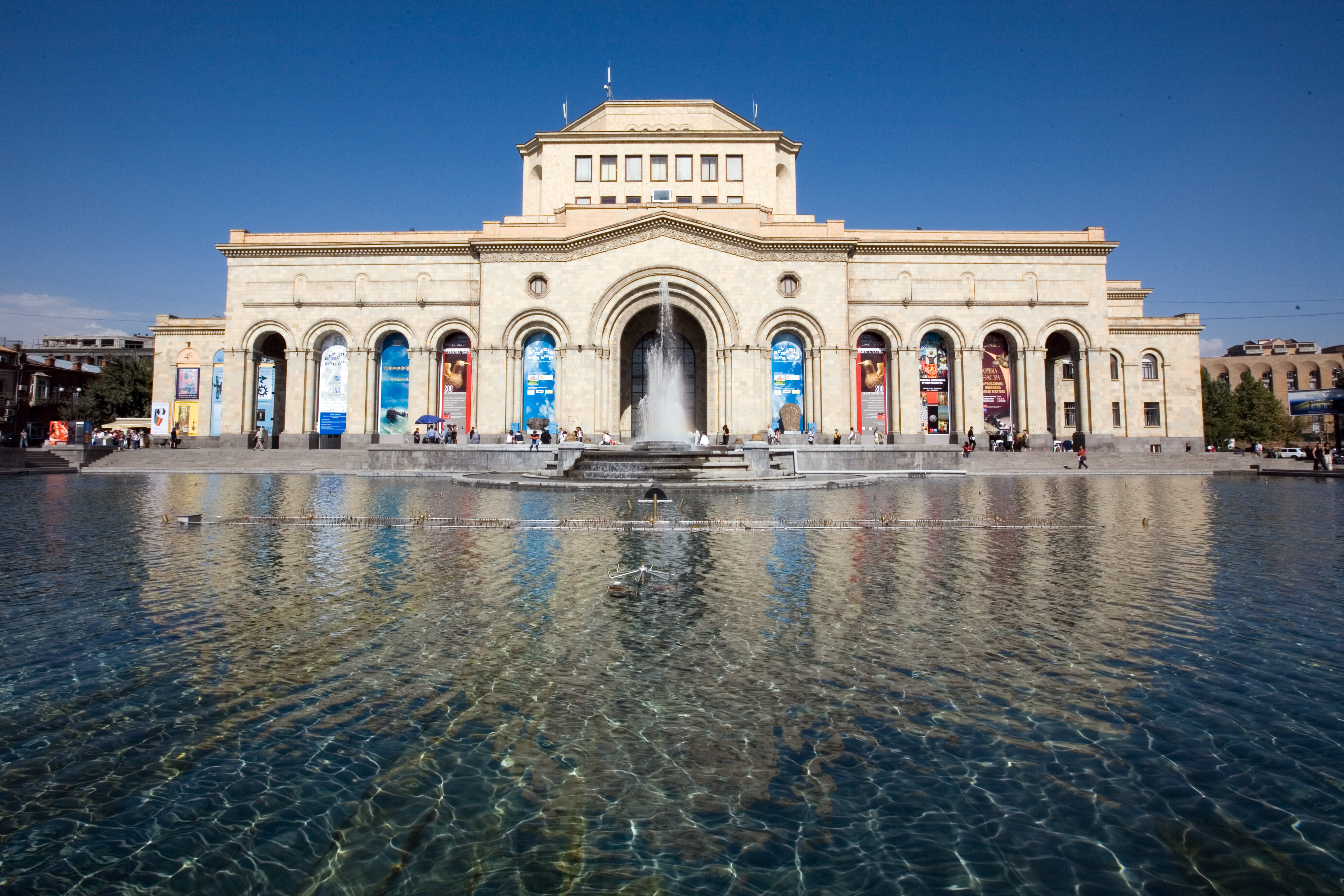
Armenische Nationalgalerie, 2007
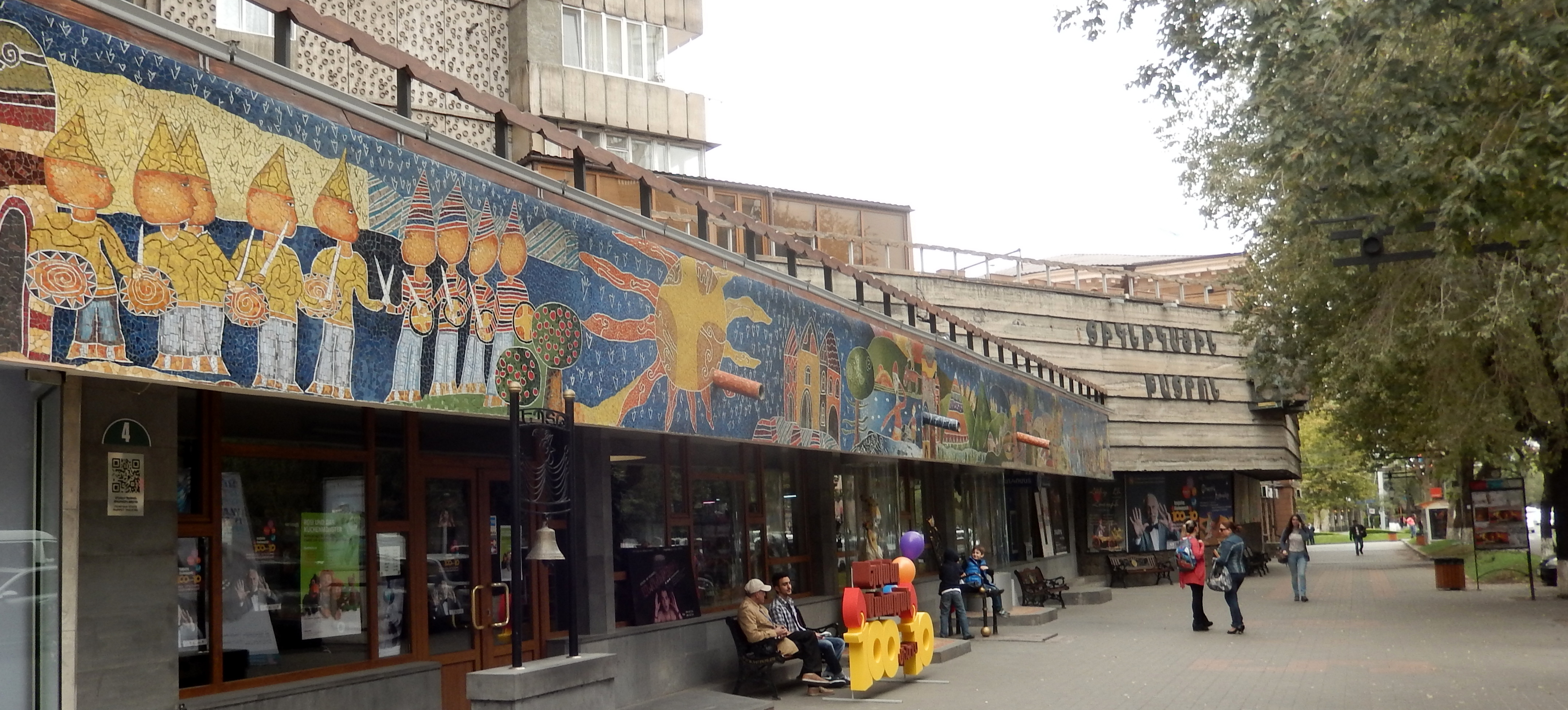
Staatliches Jerewaner Puppentheater Howhannes Tumanjani, 2014
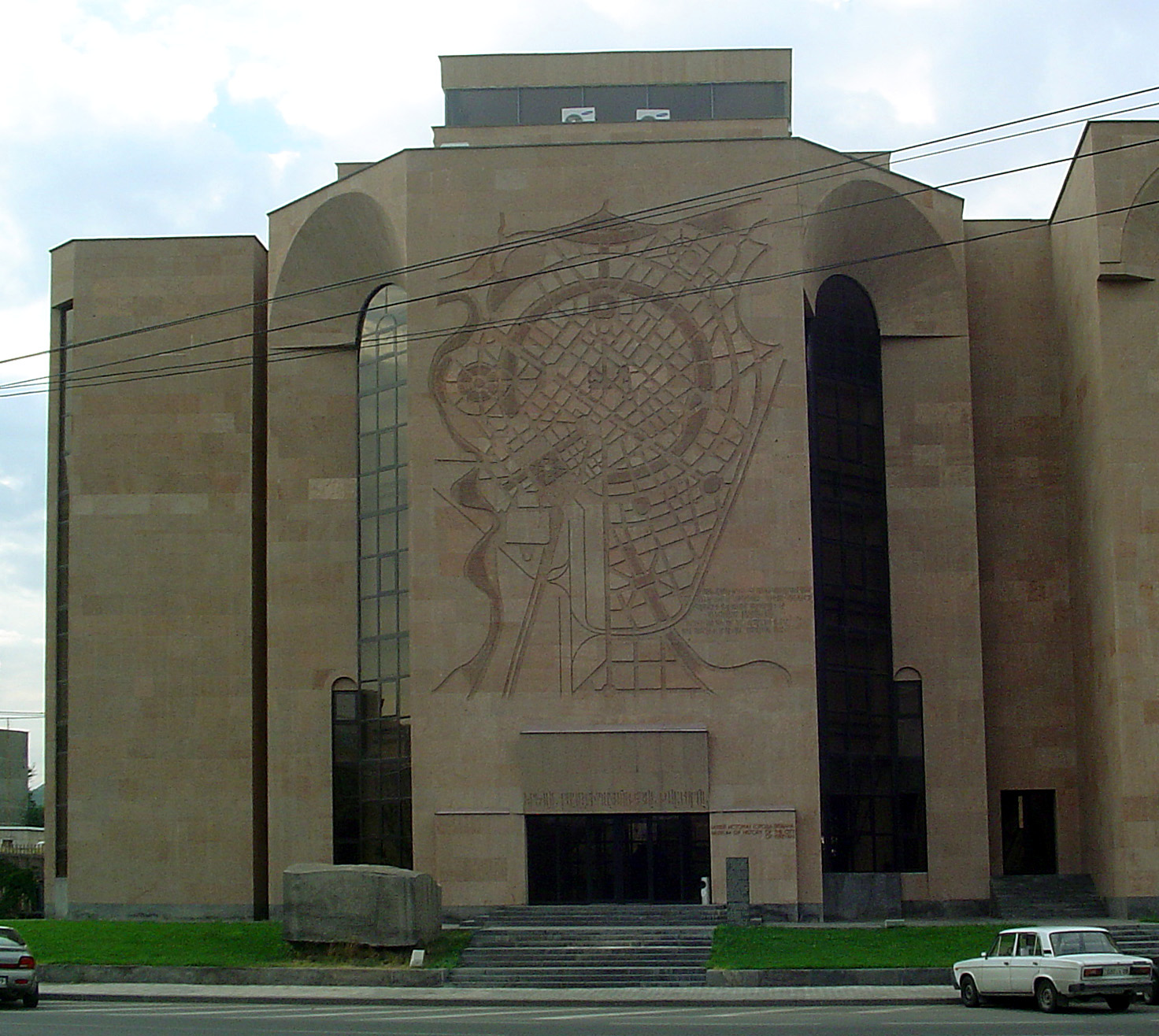
Jerewaner Historisches Museum, 2007
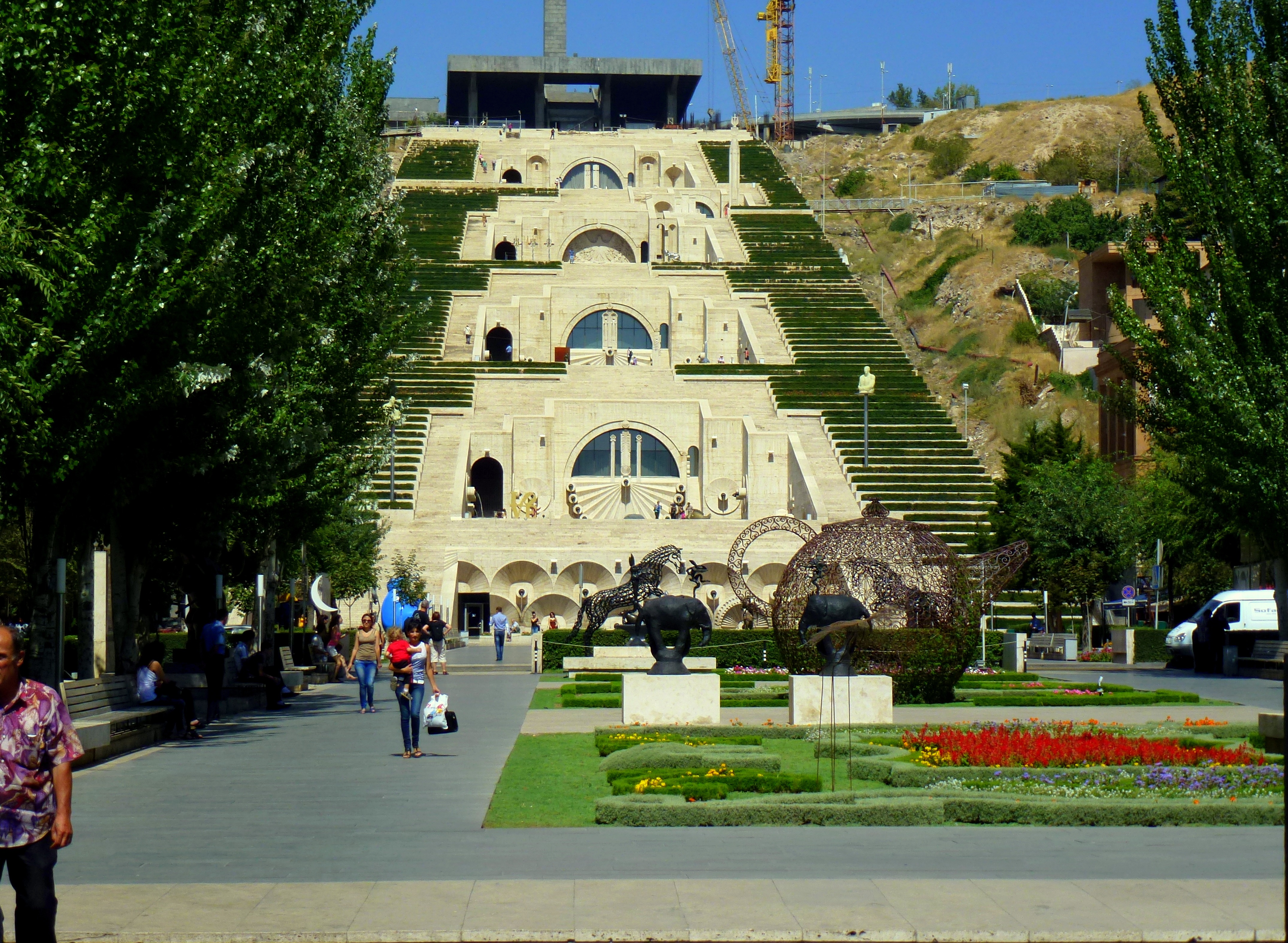
Gafestscheankunstmuseum an der Jerewaner Kaskade, 2013
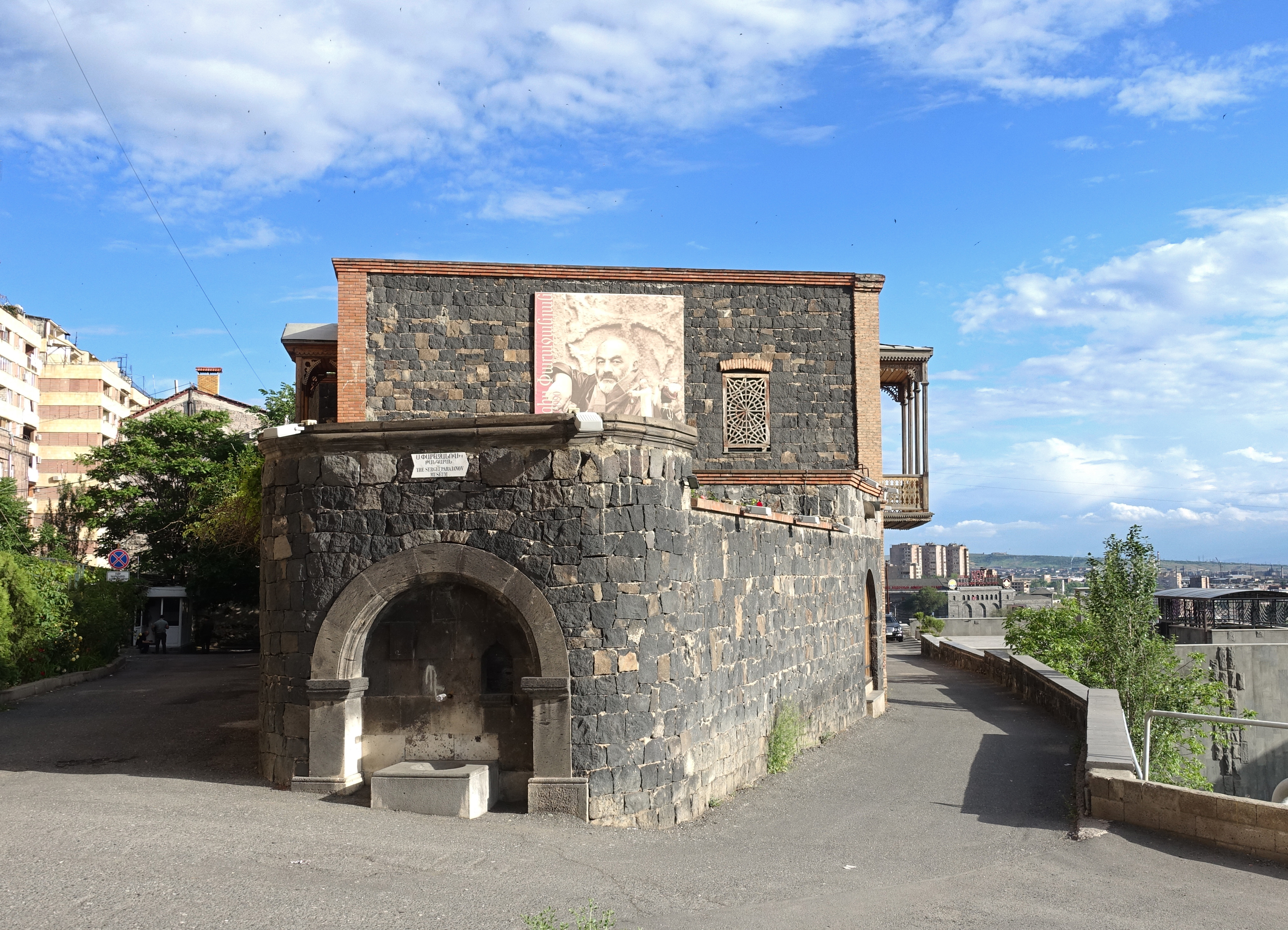
Sergei-Paradschanow-Museum, 2018
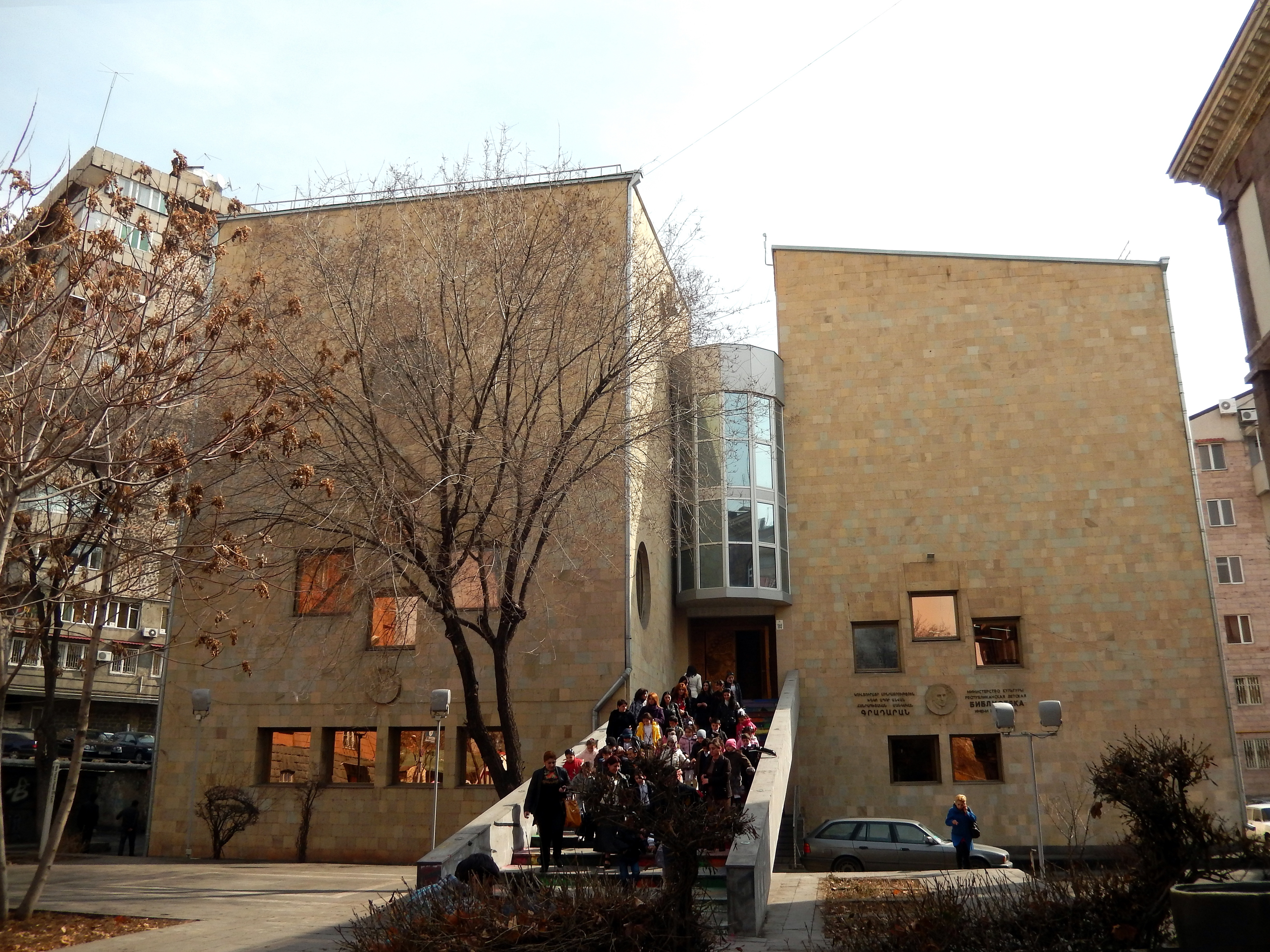
Nationale Kinderbibliothek Chnko Aoer, 2014
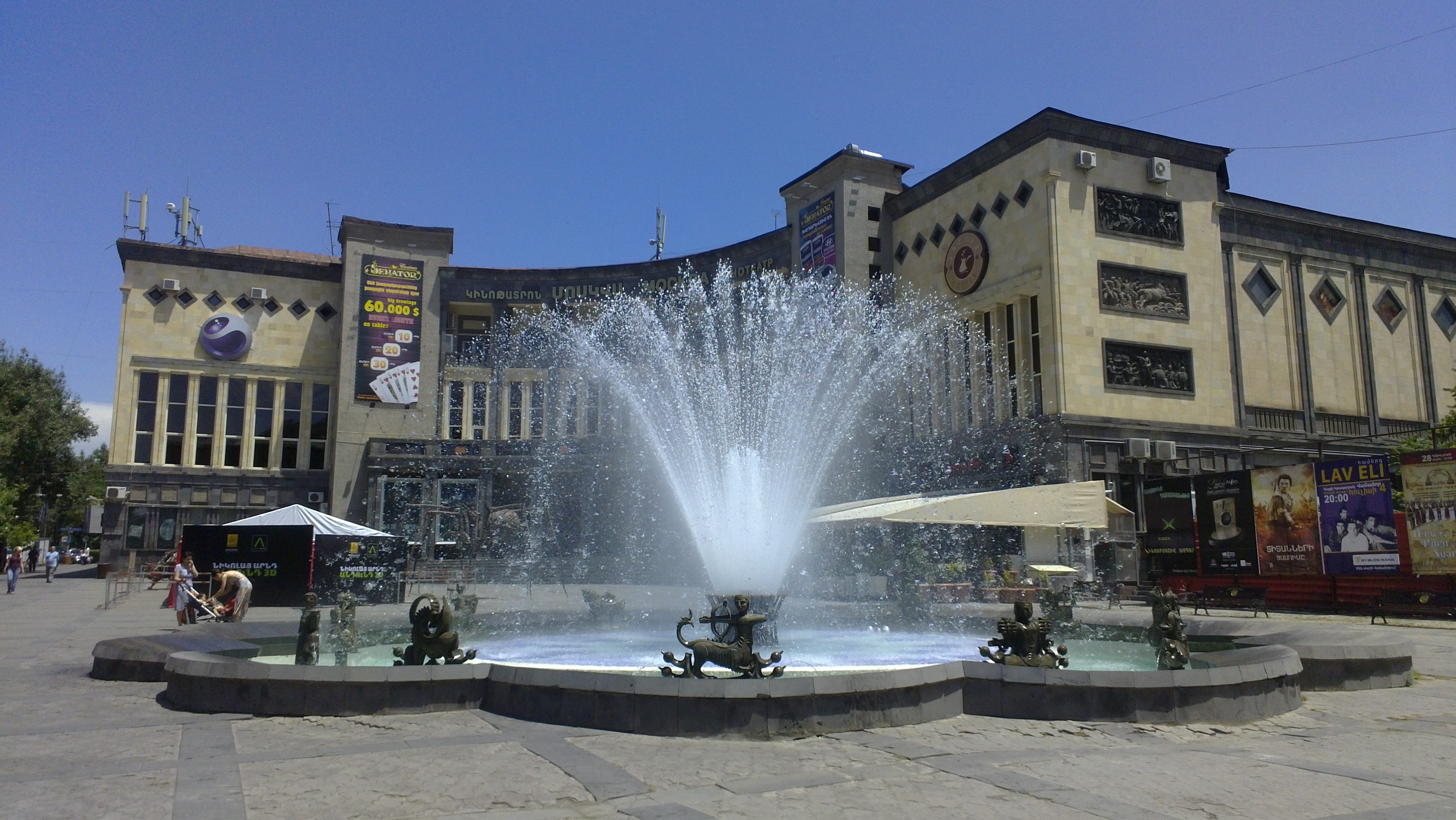
Kino Moskau, 2012
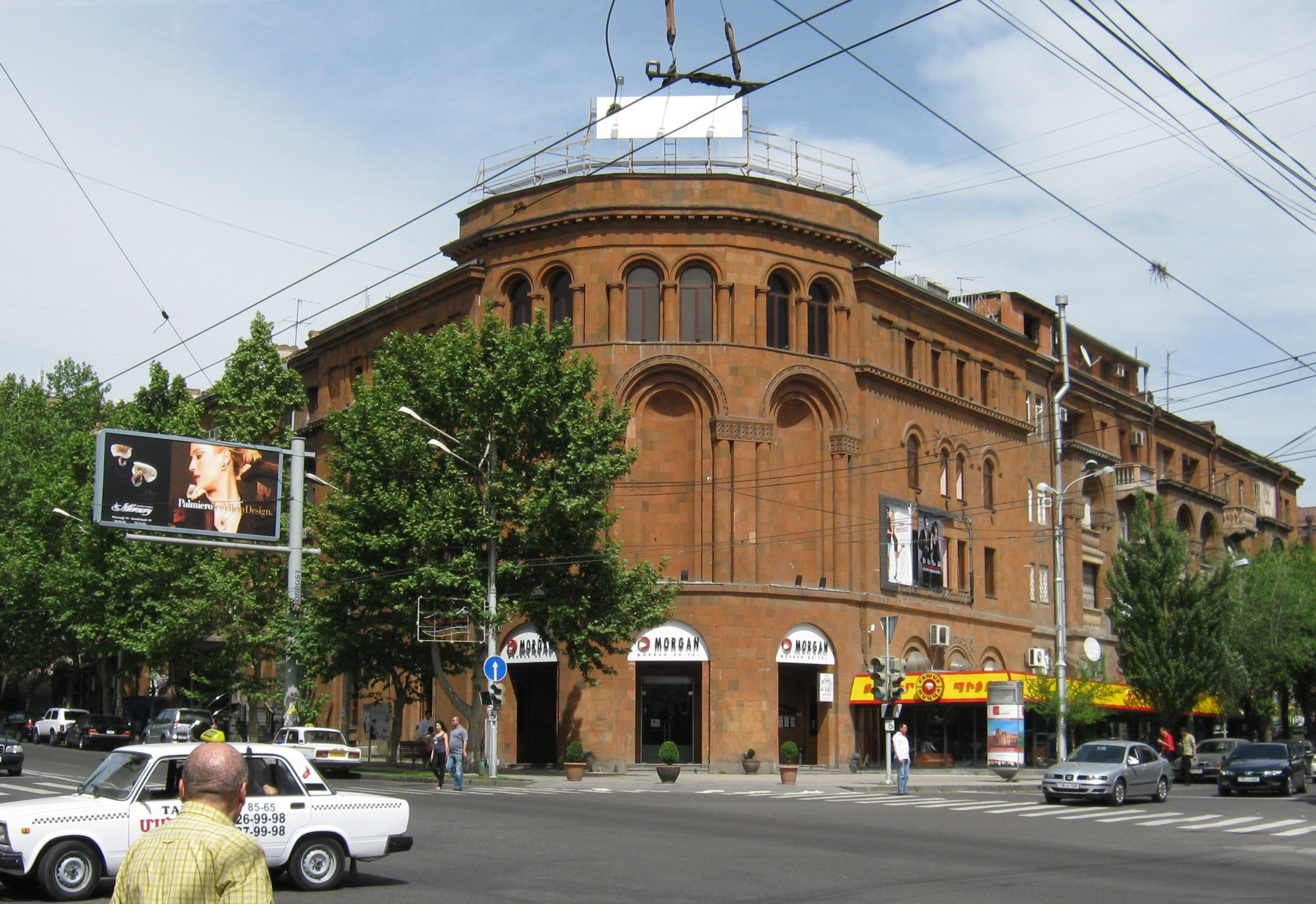
Kino Nairi, 2010
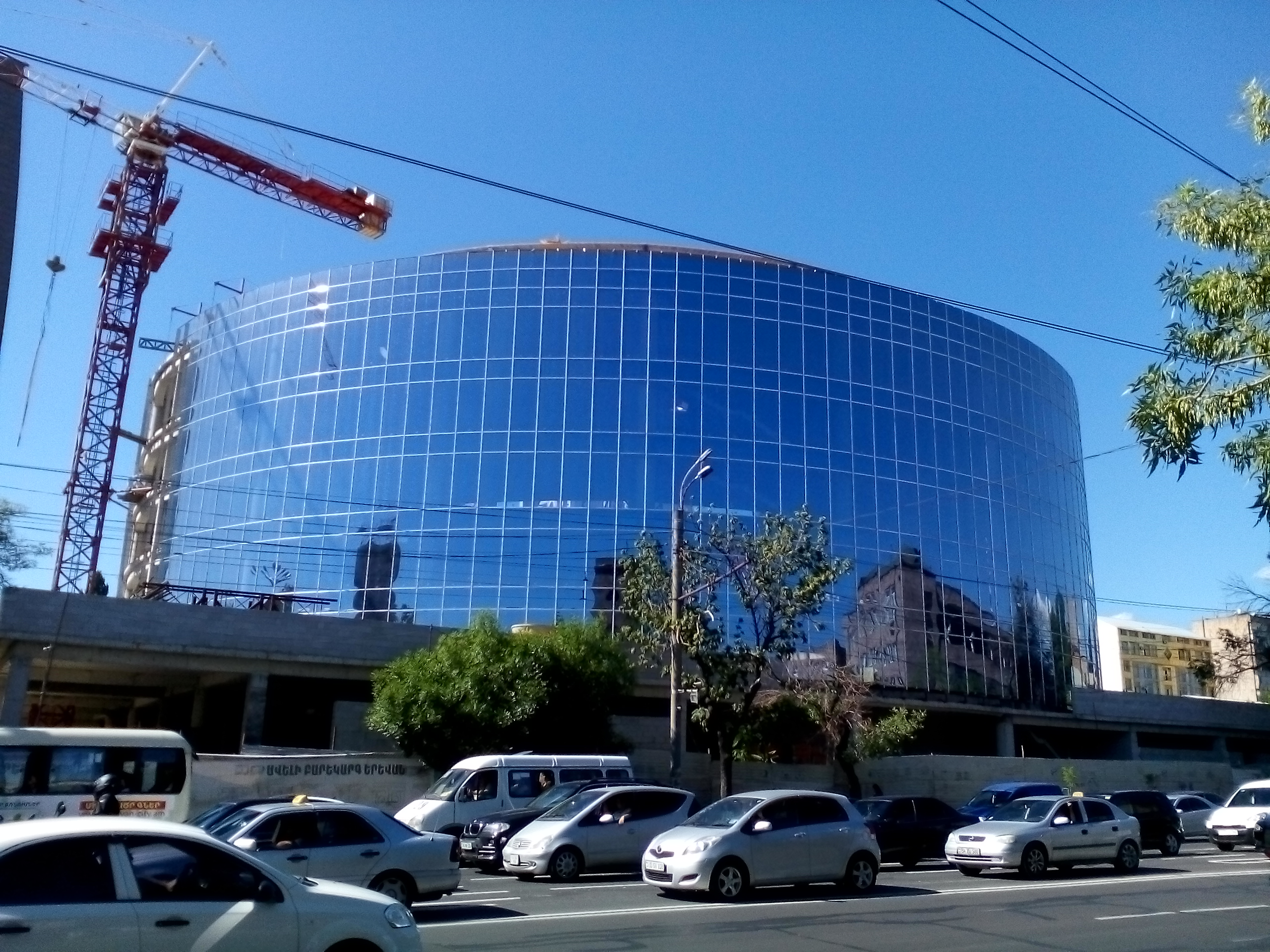
Jerewaner Zirkus, 2017
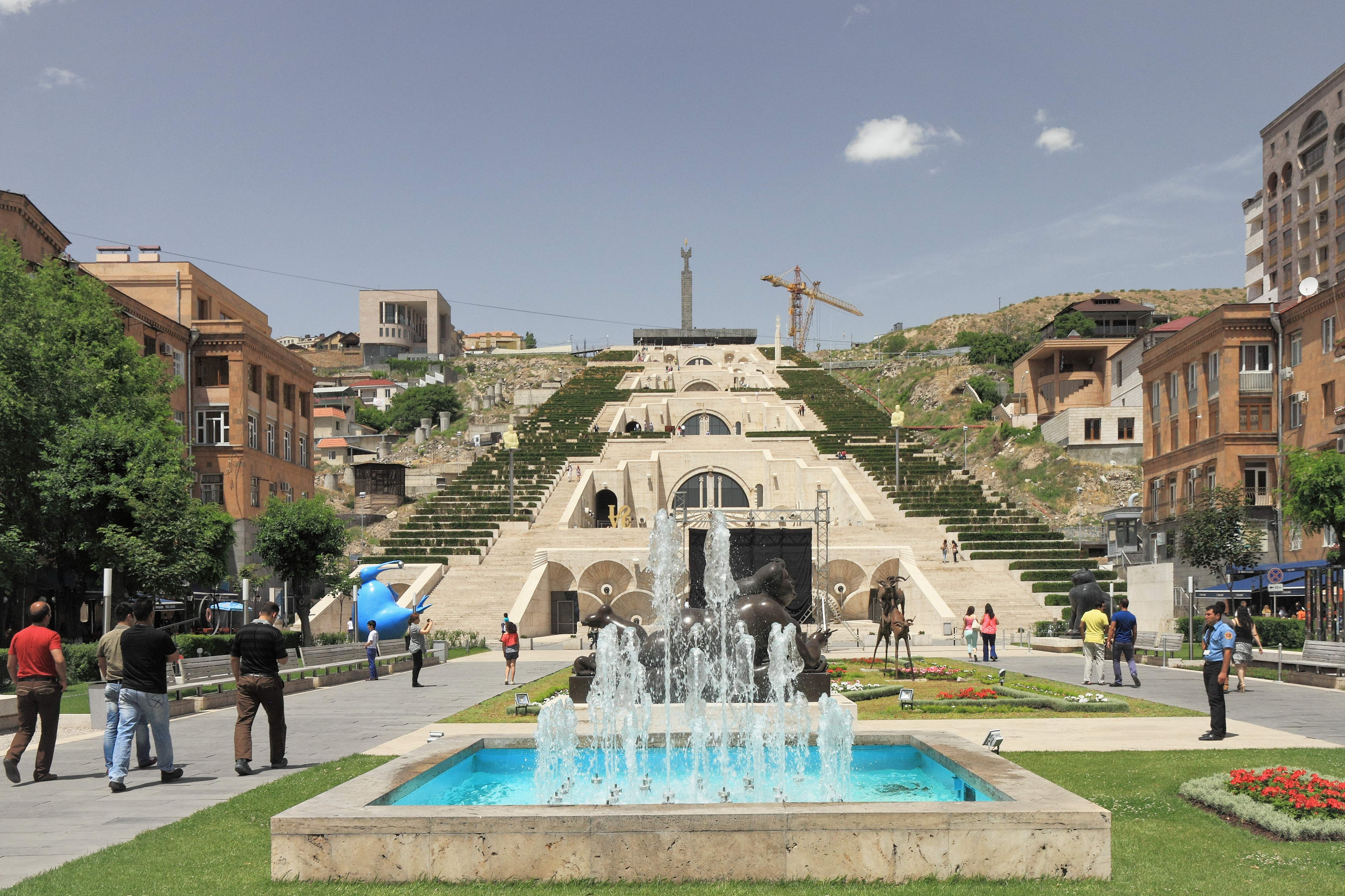
Jerewaner Kaskade, 2014
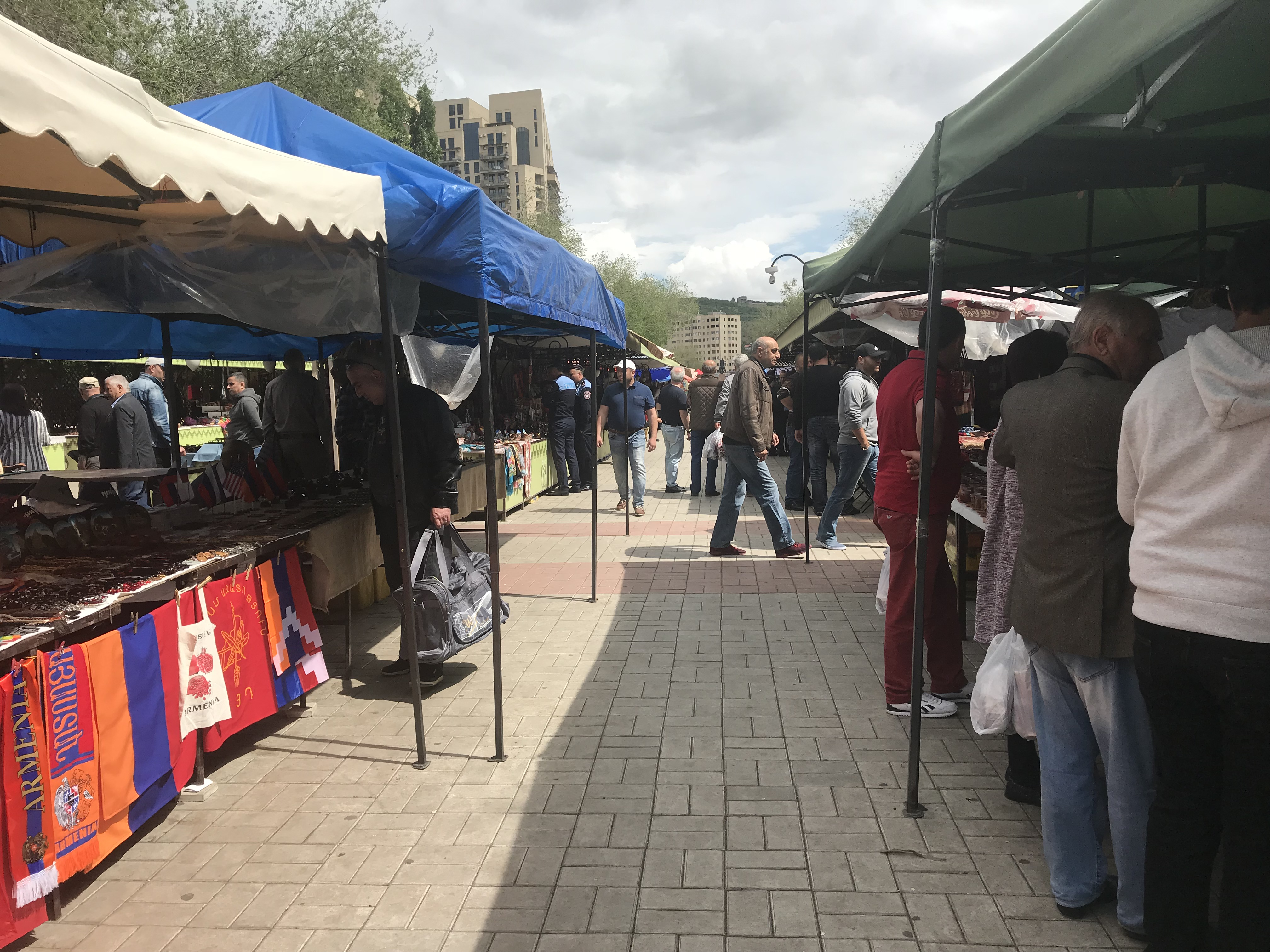
Jerewaner Vernissage, 2017
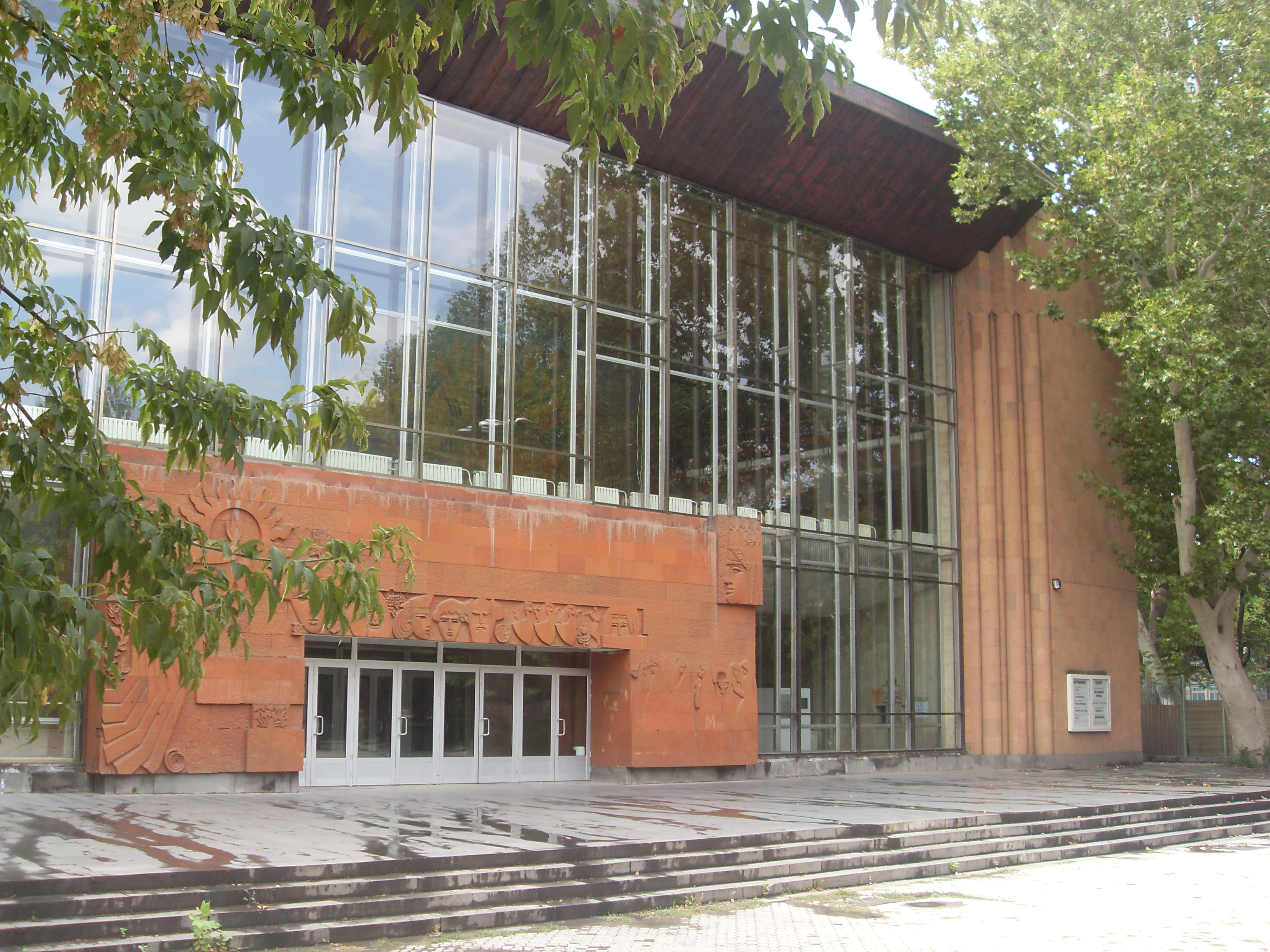
Nationales Akademisches Theater Gabriel Sundukjani, 2013
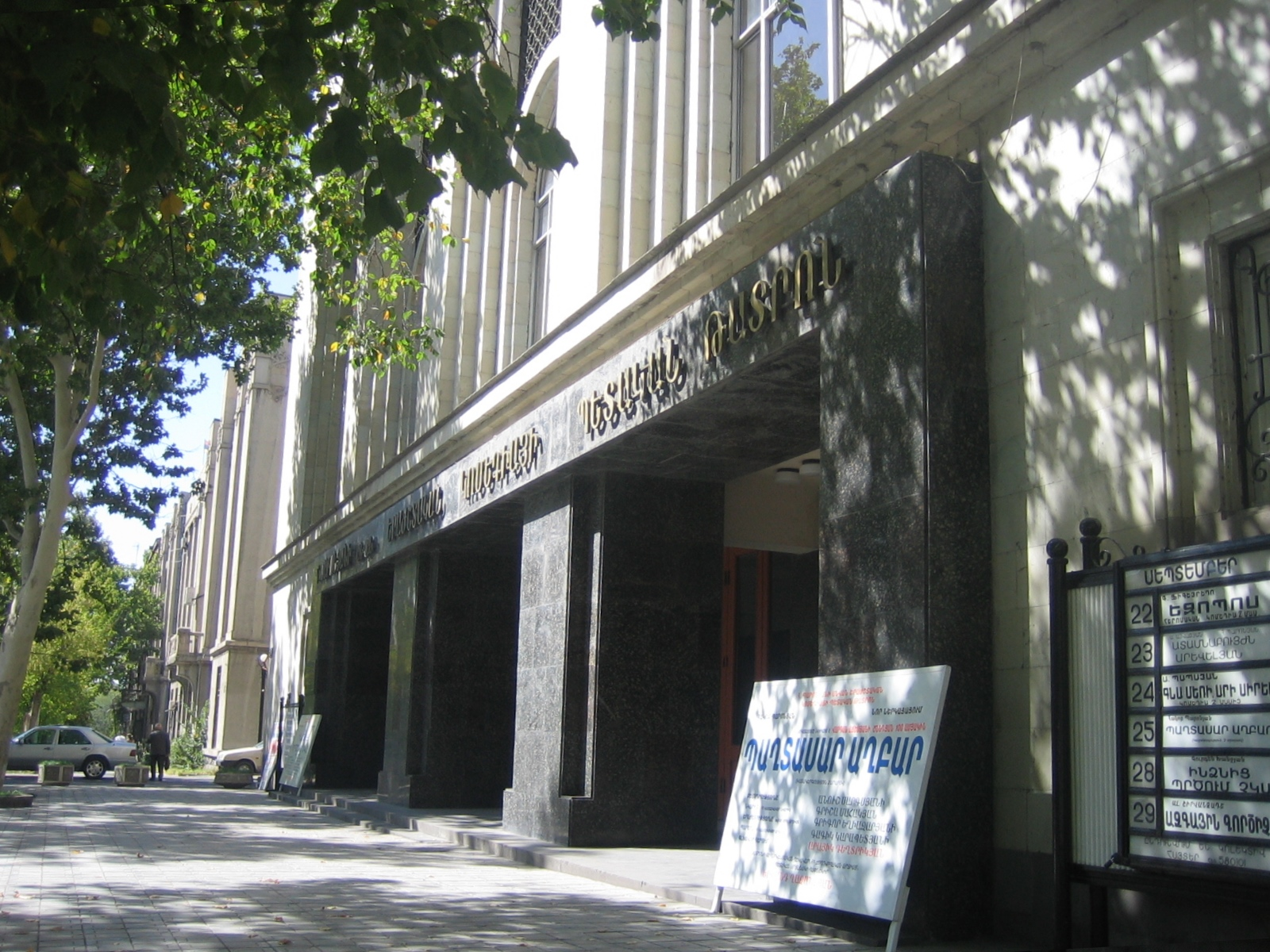
Staatliche Musical- und Comedy-Theater Hakob Paronjani, 2006
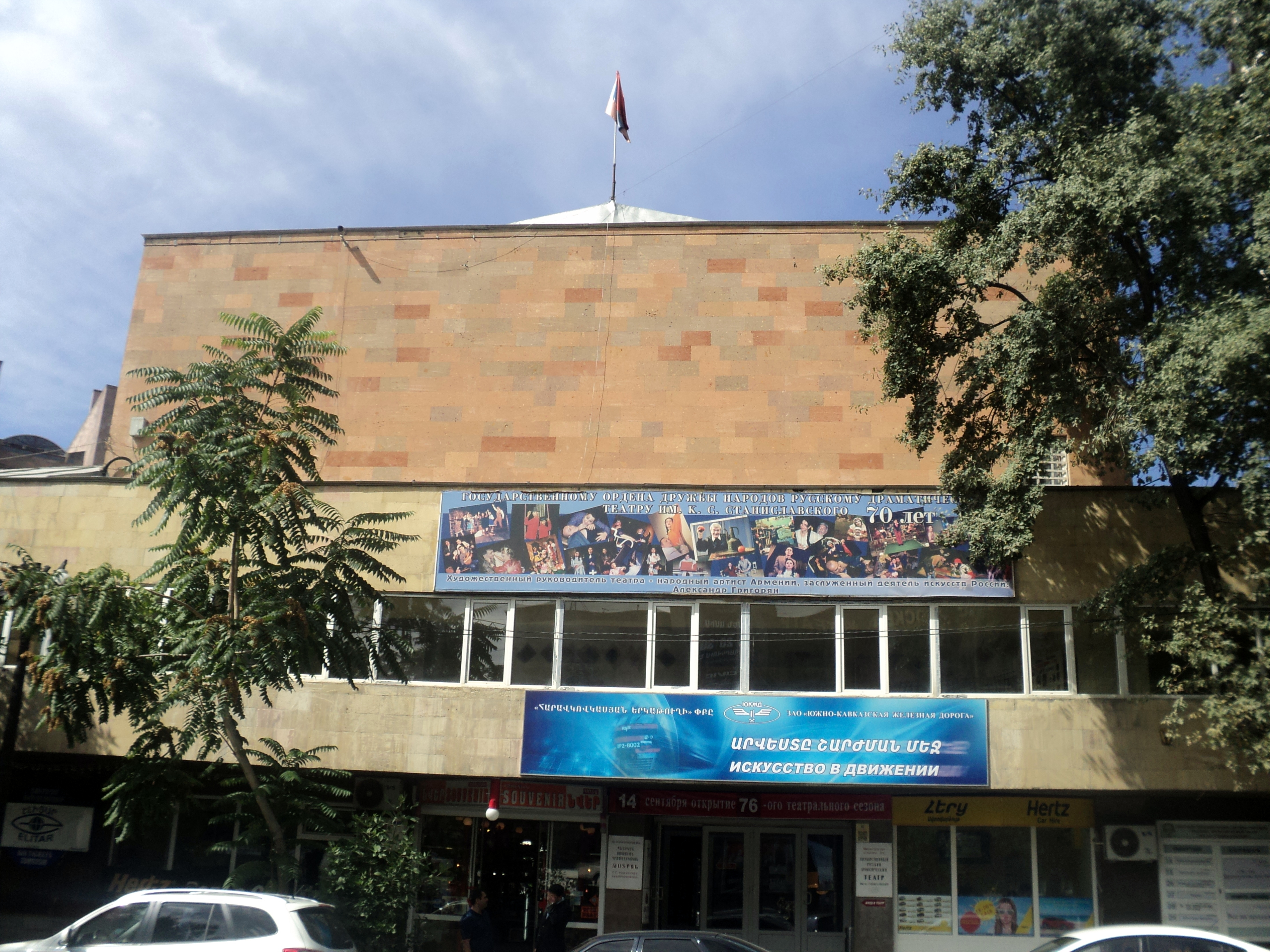
Russische Theater Konstantin Stanislawski, 2013
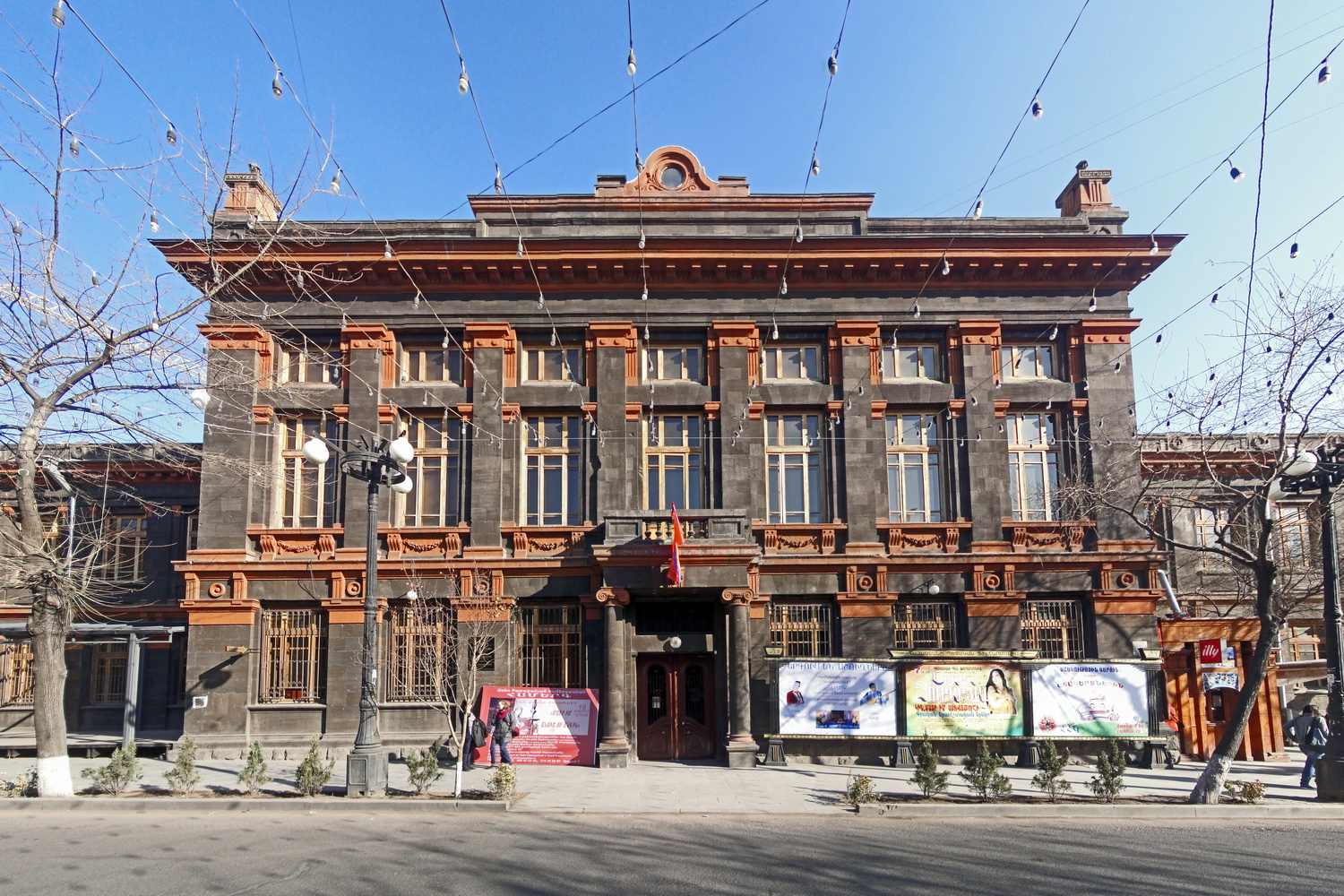
Konzerthalle Arno Babadschanjan

Das Moskau-Kino (armenisch Մոսկվա կինոթատրոն ⊙) entstand 1936 an der Stelle der im November 1930 auf Geheiß der sowjetischen Behörden abgerissenen Peter-und-Paul-Kirche. Das Gebäude im sowjetisch-klassizistischen Stil wurde nach Entwürfen der Architekten Tiran Jerkanjan und Geworg Kotschar errichtet, 1960 von Geworg Kotschar und Telman Geworgjan umgestaltet und erhielt 1983 eine neue Fassade mit Motiven der sowjetischen Filme Tschapajew, Pepo, Dawit Bek und Die Farbe des Granatapfels. 1999 privatisiert, wurde es im September 2000 vollständig saniert wiedereröffnet. Das Kino verfügt über vier Säle: Großer Roter Raum (352 Plätze), Kleiner Blauer Raum (35 Plätze), VIP (35) und ein Freilichtkino (außer Funktion). Seit 2004 ist das Moskau-Kino Hauptspielort des jährlichen internationalen Filmfestivals „Goldene Aprikose“.
Das 1920 eröffnete Kino Nairi (armenisch Նաիրի կինոթատրոն ⊙) ist das älteste Kino Jerewans. 1926 wurde hier der erste sowjetisch-armenische Filme Sare uraufgeführt. Das heutige Gebäude wurden 1952–1954 nach Entwürfen des Architekten Alexander Tamanjan erbaut und verfügt über zwei Säle. Es ist das zweitgrößte Kino Jerewans.
Der Zirkus Jerewan (armenisch Երևանի կրկես ⊙) wurde an einer Stelle gebaut, an der sich bereits in den 1930er Jahren ein temporäres Zirkusrund aus Holz befand. 1939 entstand ein festes Gebäude, das 1962 durch einen Neubau ersetzt wurde. Das Haus war 2011 stark renovierungsbedürftig, wurde 2012 gesprengt und 2014 durch den heutigen Bau ersetzt. Die Kuppelhöhe beträgt 21 m. Es gibt 1700 Zuschauerplätze.
Die Jerewaner Kaskade (armenisch Կասկադ համալիր ⊙) ist ein monumentaler Komplex aus Freitreppen, Kaskaden und dem Cafesjian-Zentrum der Künste mit Ausstellungsräumen und einem Skulpturengarten. Die Anlage wurde seit 1971 erbaut und war 1980 zum Teil fertiggestellt. In der zweiten Bauphase von 2002 bis 2009 entstand das Zentrum der Künste.
Die Jerewaner Vernissage (armenisch Վերնիսաժ ⊙) ist Freiluftkunstmarkt entlang der Aram- und der Faustus-von-Byzanz-Straße. Er erstreckt sich über 350 m von der Metrostation Platz der Republik bis zur Wardan-Mamikonjan-Statue. Der Markt ist an den Wochenenden geöffnet. Die Tradition geht zurück bis in die 1980er Jahre. Es gibt Holzschnitzereien, Bilder, traditionelle Teppiche, Münzen, Medaillons, Bücher, Schmuck und Musikinstrumente.
Weitere Kultureinrichtungen im Distrikt Kentron sind das am 25. Februar 1922 eröffnete Nationale Akademische Theater Gabriel Sundukjani (armenisch Գաբրիել Սունդուկյանի անվան ազգային ակադեմիական թատրոն ⊙), das am 22. Juni 1942 eröffnete Staatliche Musical- und Comedy-Theater Hakob Paronjani (armenisch Հակոբ Պարոնյանի անվան պետական երաժշտական կոմեդիայի թատրոն ⊙), das 1937 eröffnete Russische Theater Konstantin Stanislawski (armenisch Կոնստանտին Ստանիսլավսկու անվան ռուսական պետական դրամատիկական թատրոն ⊙) und die 1900 erbaute Konzerthalle Arno Babadschanjan (armenisch Առնո Բաբաջանյան համերգասրահ ⊙).

## Verkehr

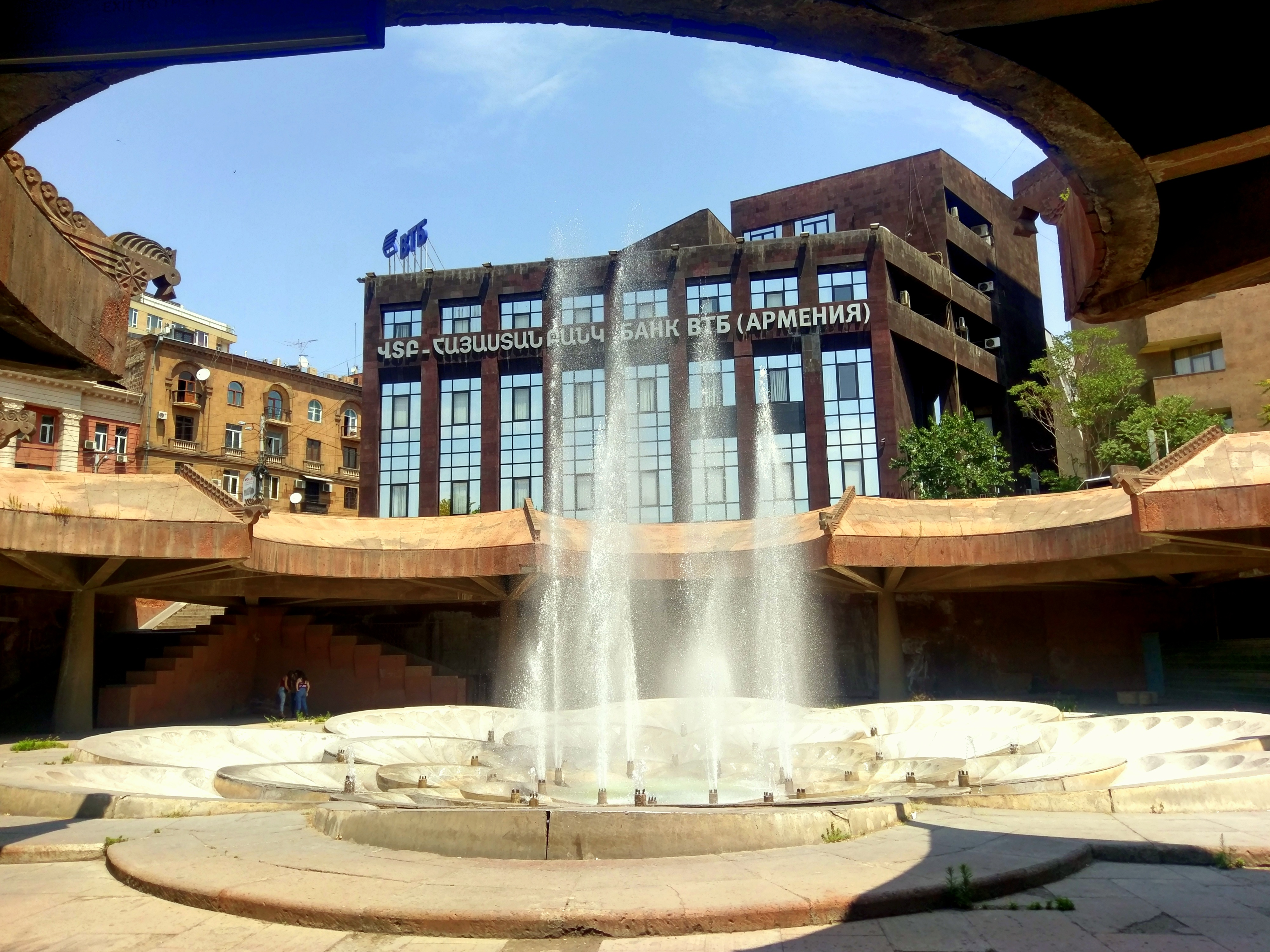
Springbrunnen an der Metrostation Platz der Republik

Der Distrikt Kentron wird mit einem öffentlichen Verkehrsnetz aus Bussen und Oberleitungsbussen versorgt.
Die einzige Linie der Metro Jerewan hat vier Stationen im Distrikt Kentron. Von Nord nach Süd sind das: Marschall-Baghramjan-Station (armenisch Մարշալ Բաղրամյան ⊙), Jeritassardakan-Station (armenisch Երիտասարդական ⊙), Station Platz der Republik (armenisch Հանրապետության Հրապարակ ⊙) und General-Andranik-Station (armenisch Զորավար Անդրանիկ ⊙).
Das Straßennetz wird von den Umrissen des historischen Stadtkerns geprägt. Um das Zentrum herum führen teils zweispurig Moskauer Straße, Chandschjanstraße, Agatangeghossstraße, Grigor-Lussawortsch-Straße und Sarjanstraße. Große Zubringerstraßen sind unter anderem Marschall-Baghramjan-Allee, Mjasnikjanallee, Tigran-Mez-Allee, Admiral-Issakow-Straße und Atenkstraße. Wichtige Plätze sind Platz der Republik, Französischer Platz, Charles-Aznavour-Platz, Sacharowplatz und Freiheitsplatz.

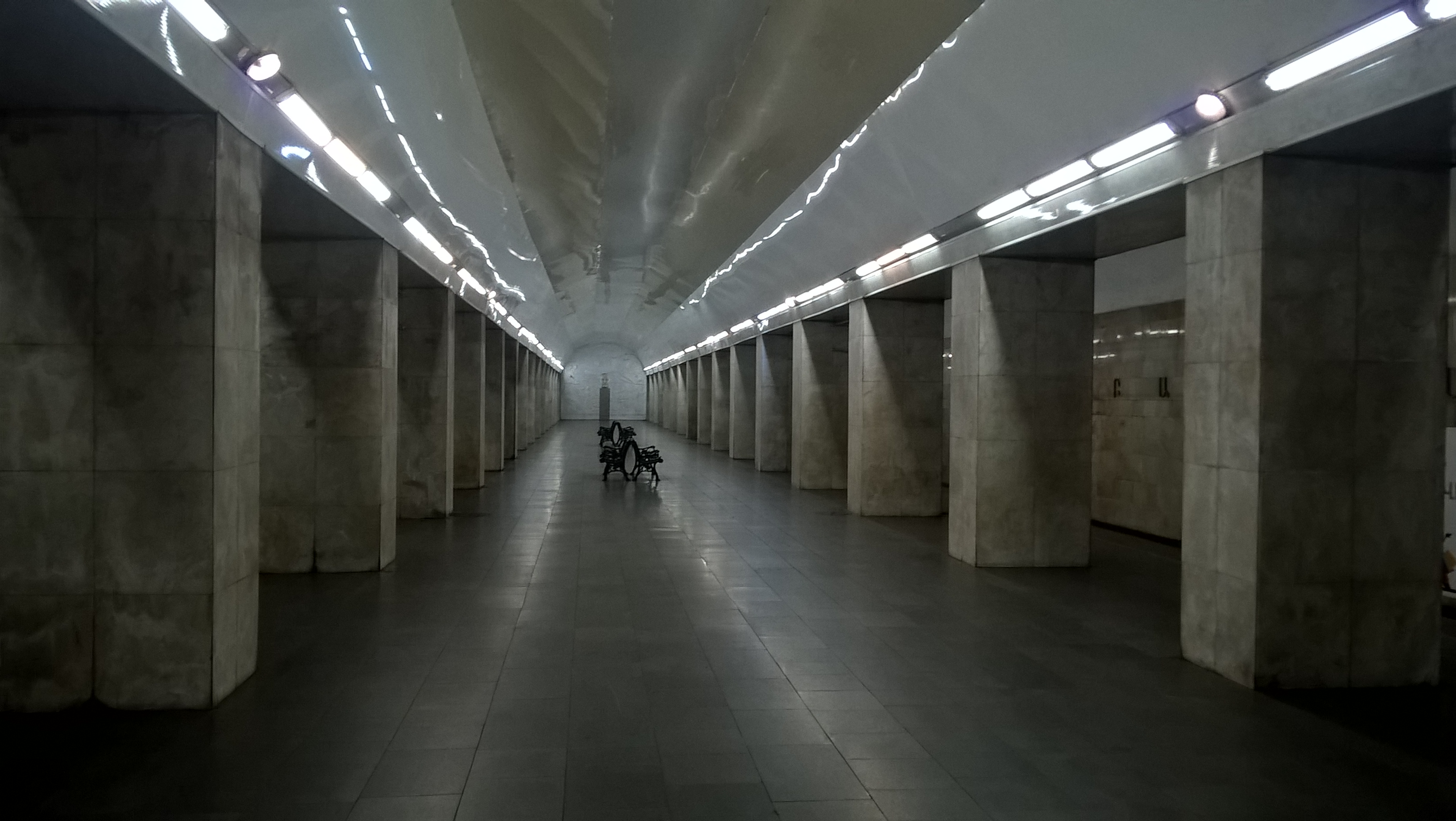
Marschall-Baghramjan-Station, 2016
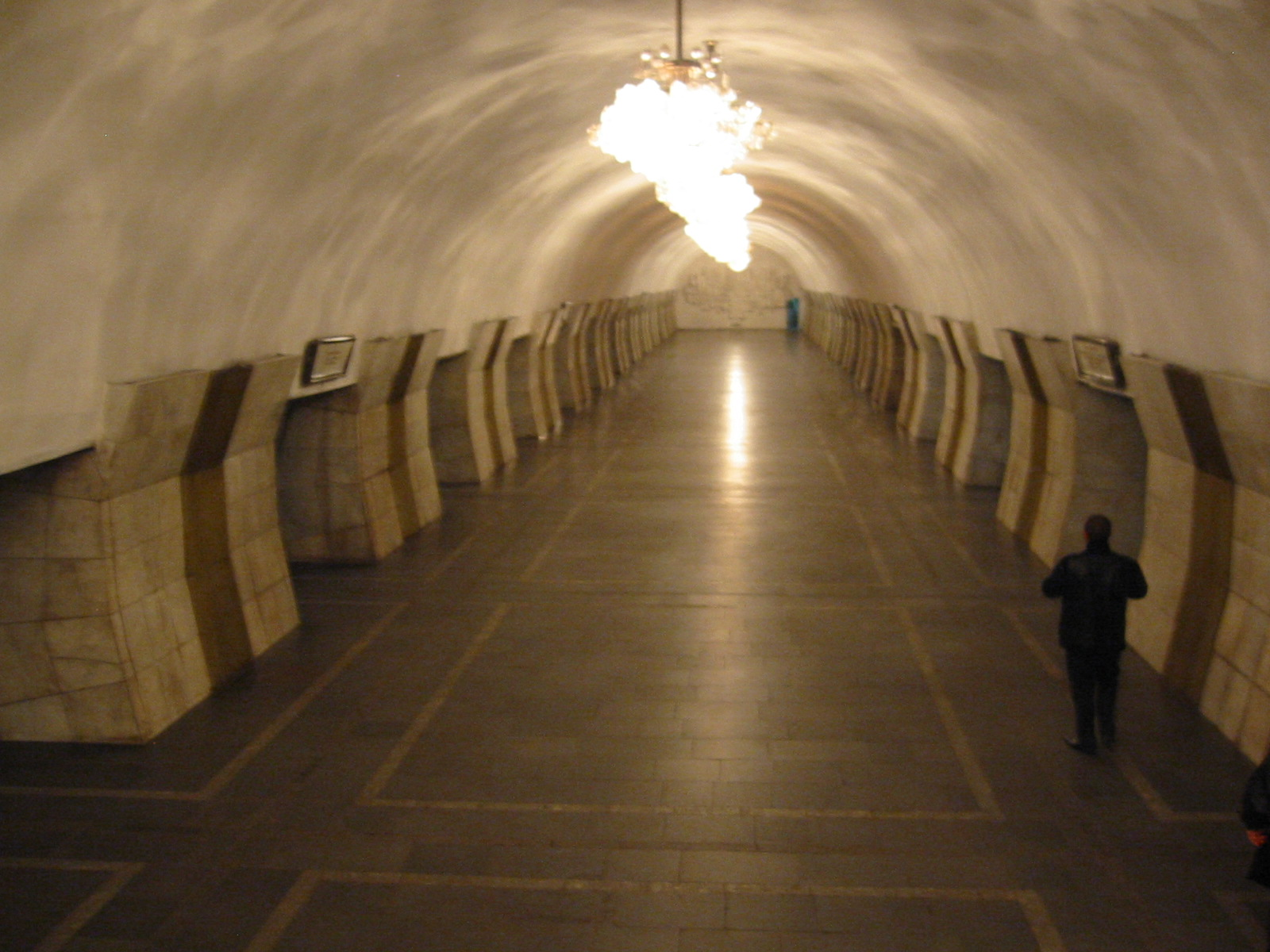
Jeritassardakan-Station, 2016
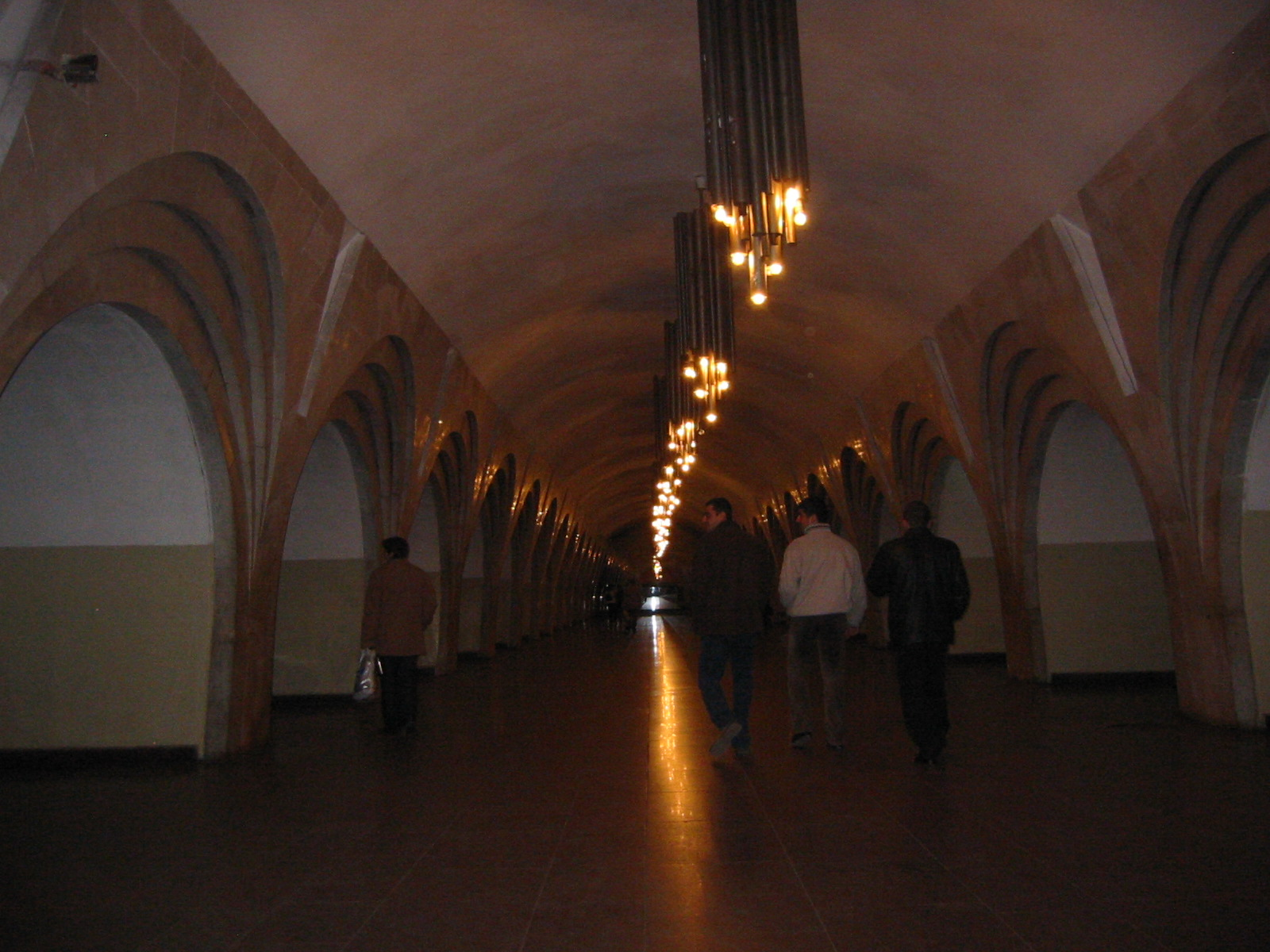
Station Platz der Republik, 2016
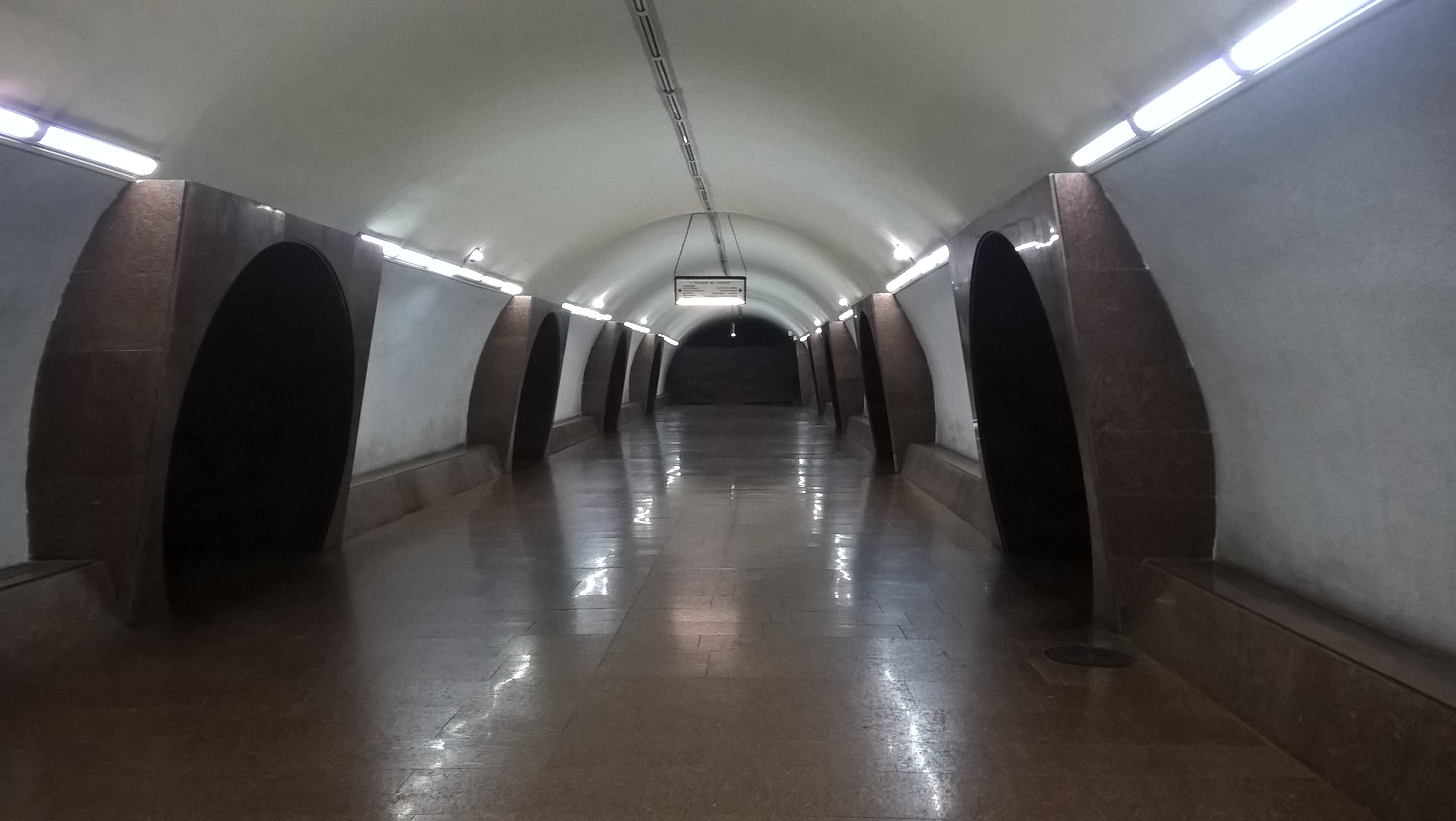
General-Andranik-Station, 2016
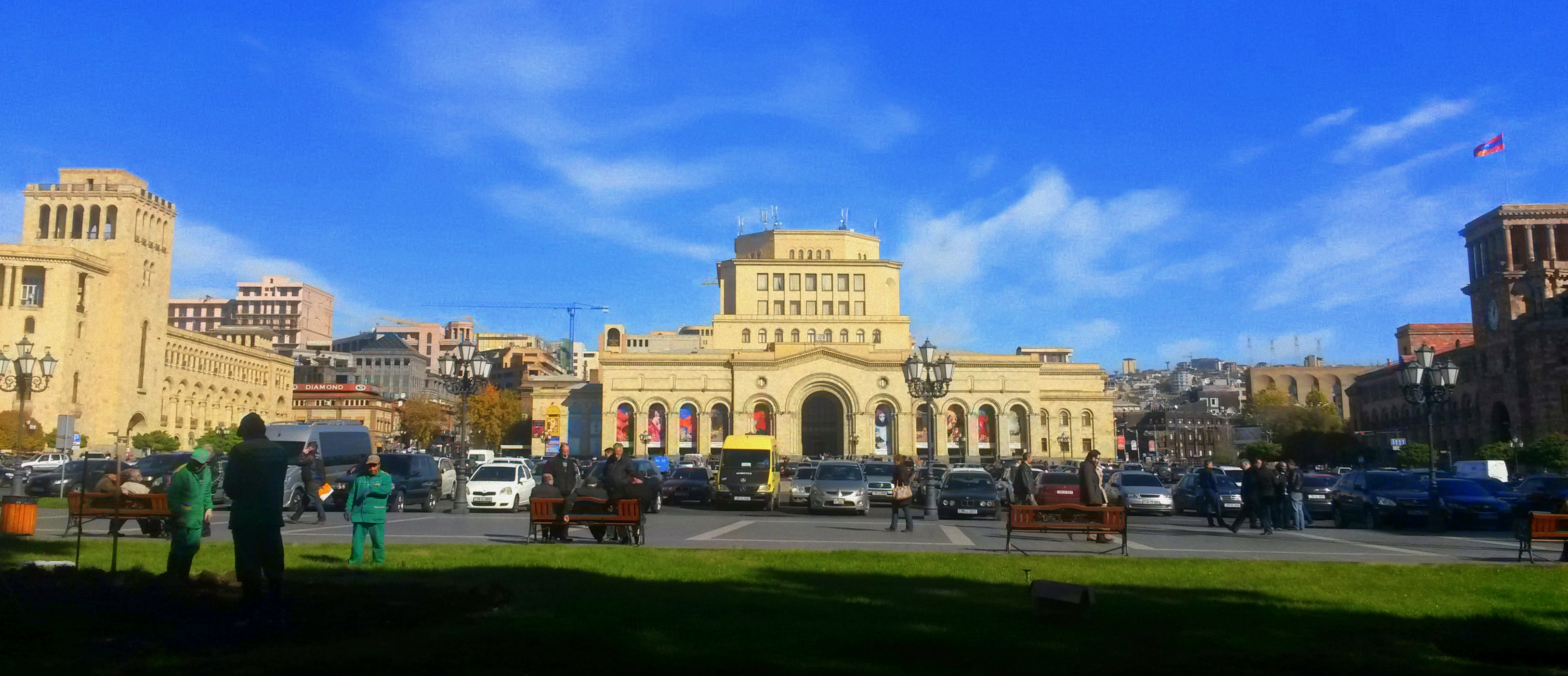
Platz der Republik, 2015
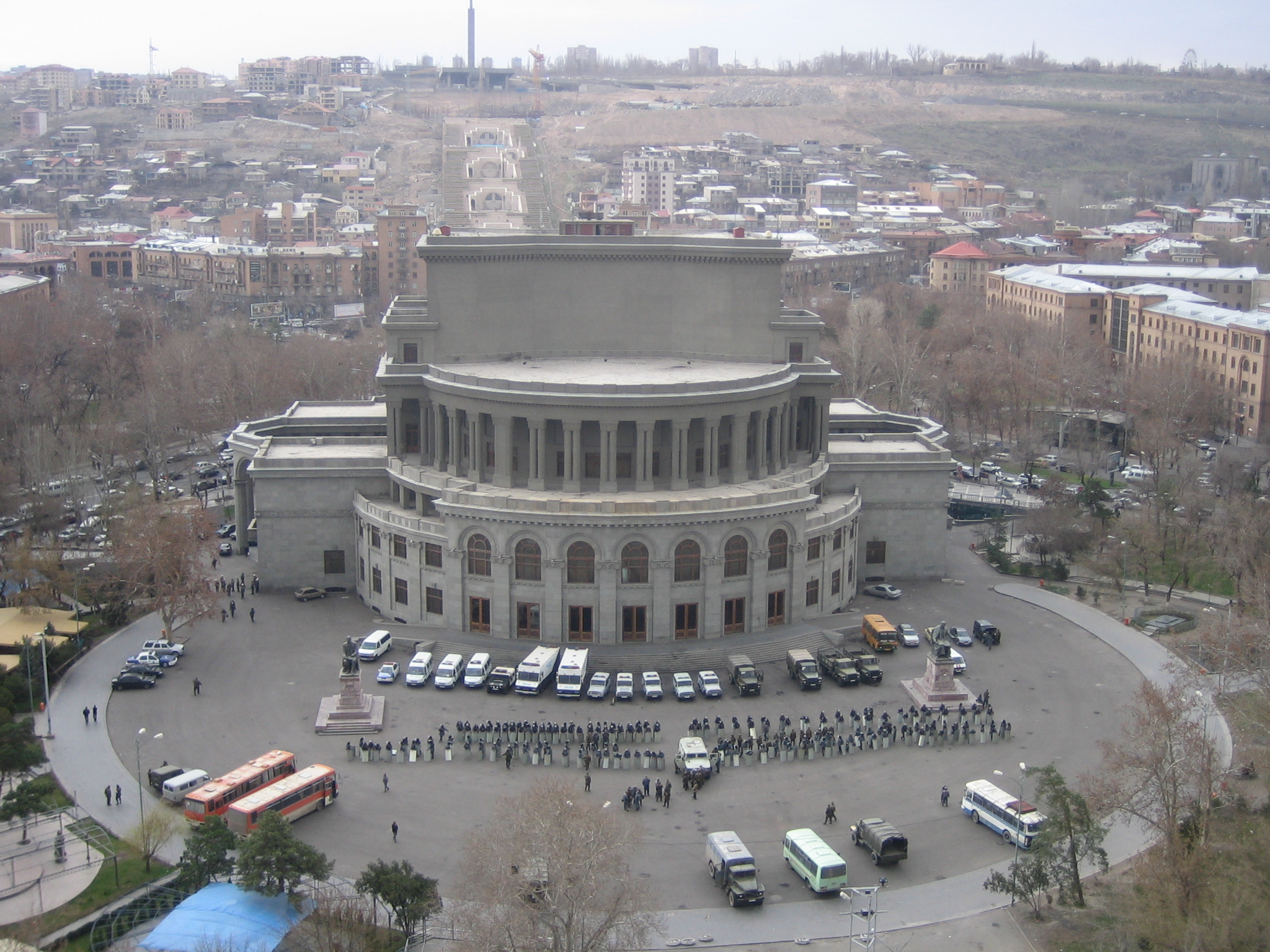
Platz der Freiheit, 2008
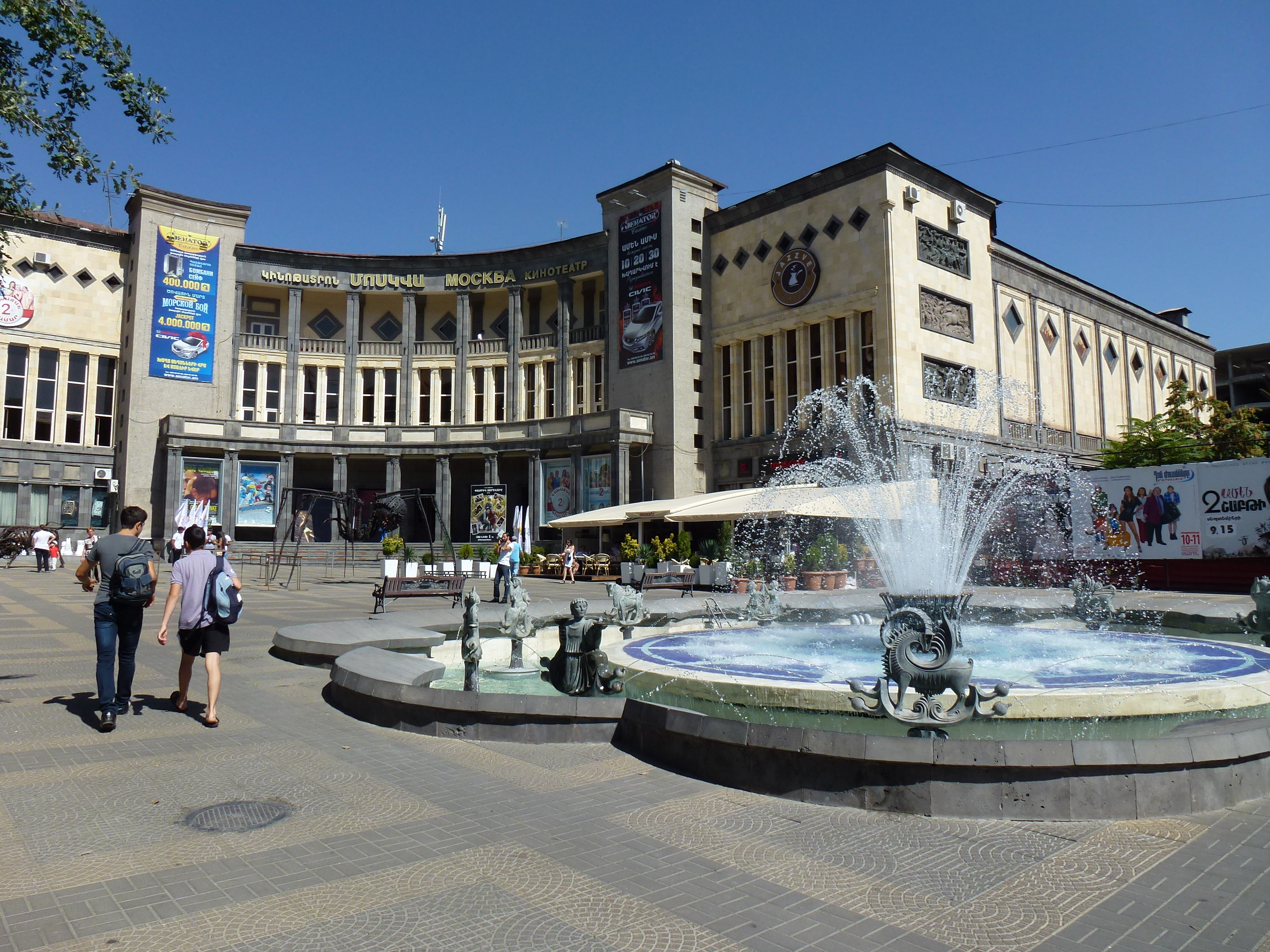
Charles-Aznavour-Platz, 2013
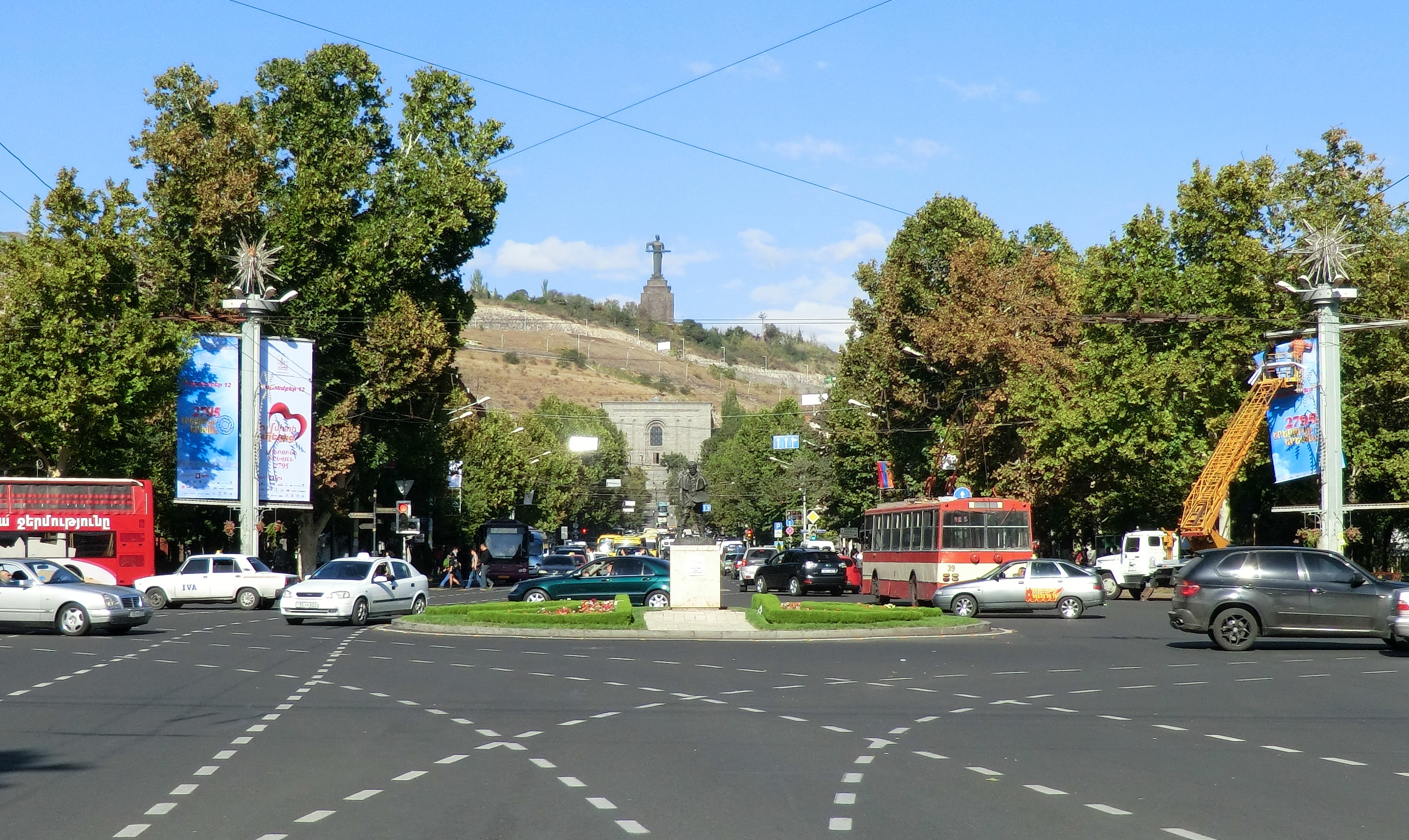
Französischer Platz, 2013

## Wirtschaft

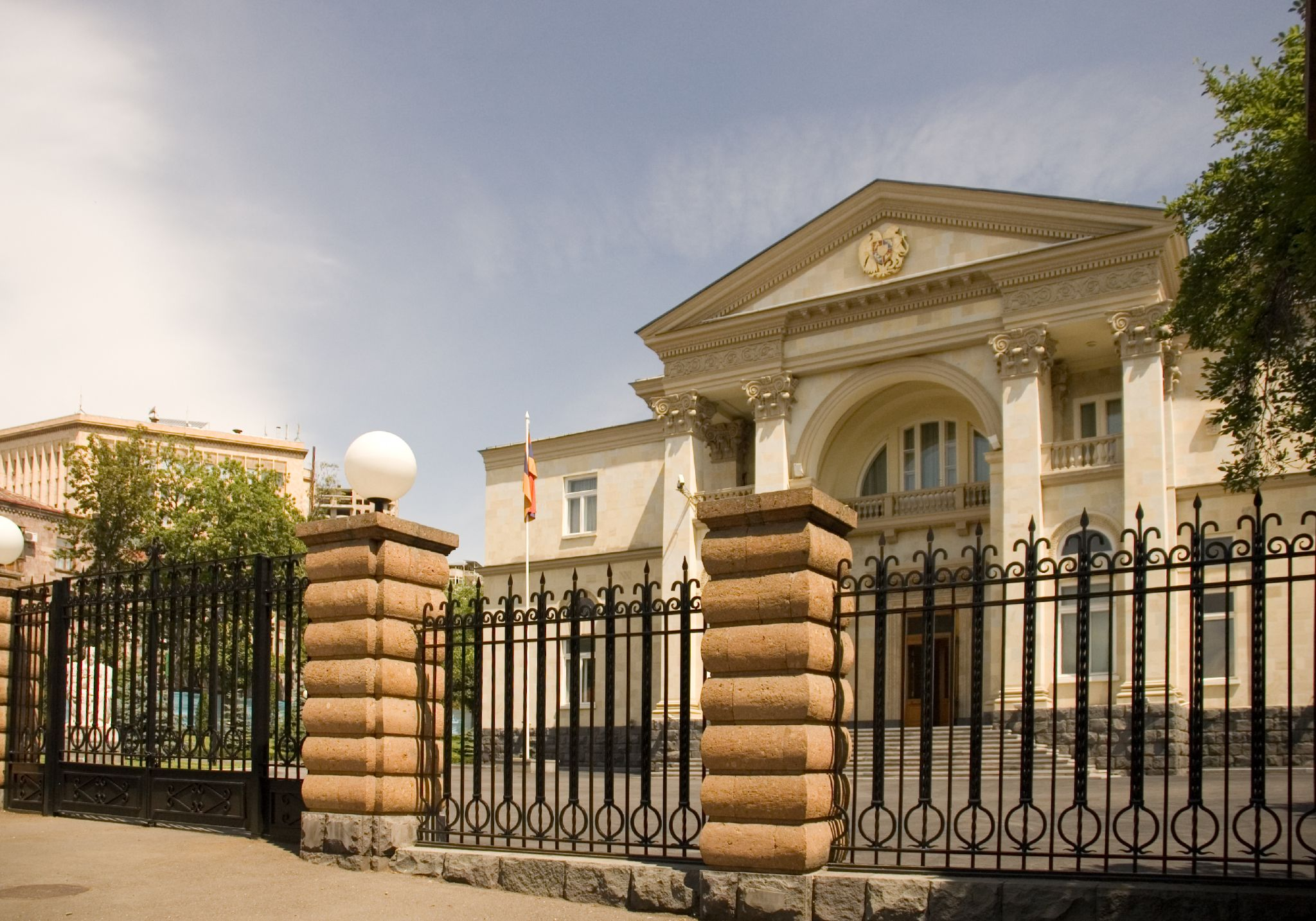
Residenz des Präsidenten Armeniens, 2007

Im Distrikt Kentron überwiegen Büro- und Regierungsbauten, in denen Banken, Regierungsstellen und Bildungseinrichtungen ihren Sitz haben. Entlang der Hauptverkehrsstraße dominiert gehobener Einzelhandel. Zudem wurden hier die Verwaltungsgebäude der Republik Armenien eingerichtet, einschließlich des 1985 erbauten Präsidentenpalastes (armenisch Հայաստանի նախագահի նստավայր ⊙), des 1948 bis 1950 für das Zentralkomitee der Kommunistischen Partei der Sowjetunion errichteten Gebäudes der Armenischen Nationalversammlung (armenisch Ազգային ժողով ⊙), des Hauptsitzes der Armenischen Zentralbank (armenisch Հայաստանի Հանրապետության Կենտրոնական բանկ ⊙), des Nationalen Sicherheitsdienstes (armenisch Հայաստանի Հանրապետության Ազգային Անվտանգության Ծառայություն ⊙) und der meisten Ministeriumsgebäude.
Es gibt einige wenige produzierende Betriebe, darunter die Jerewaner Brandy-, Wein- und Schnapsfabrik Ararat (armenisch Երևանի Արարատ կոնյակի-գինու-ողու կոմբինատ ⊙) und die Yerevan Brandy Company (armenisch Երևանի կոնյակի գործարան ⊙), die sich beide auf die gleichen Wurzeln berufen.

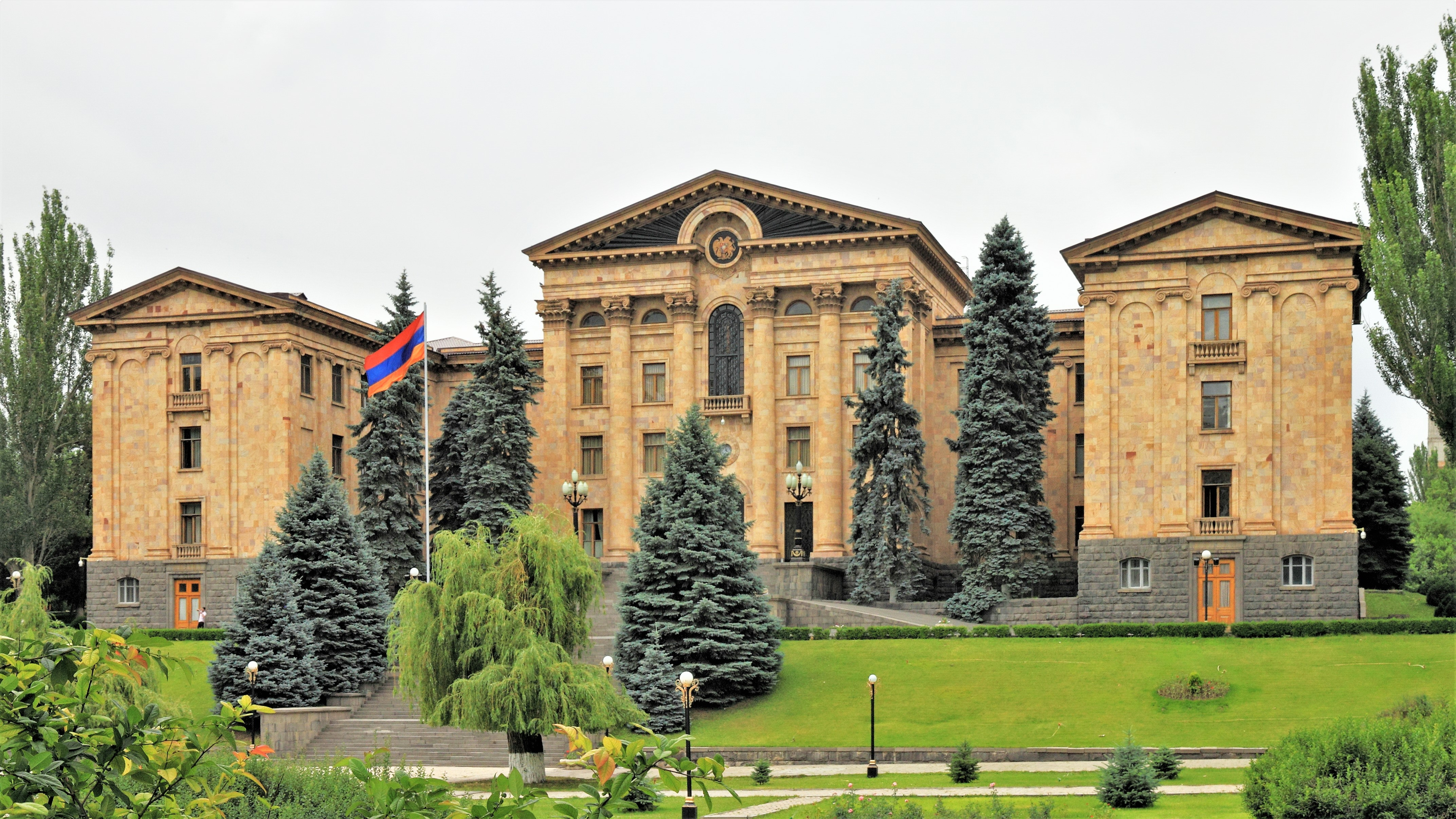
Armenische Nationalversammlung, 2014
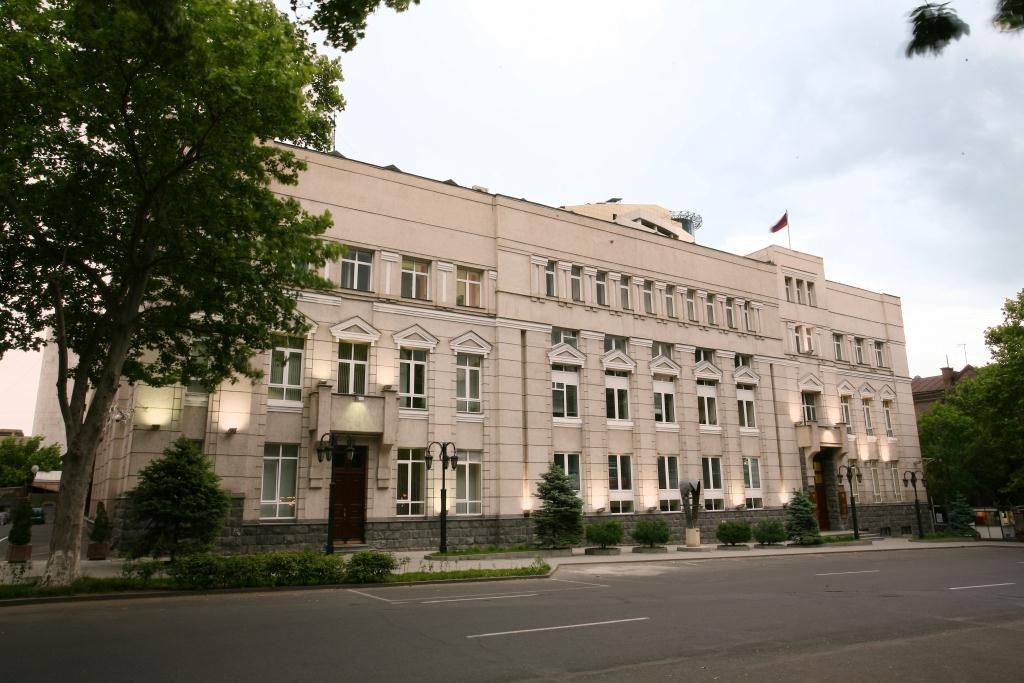
Armenische Zentralbank, 2011
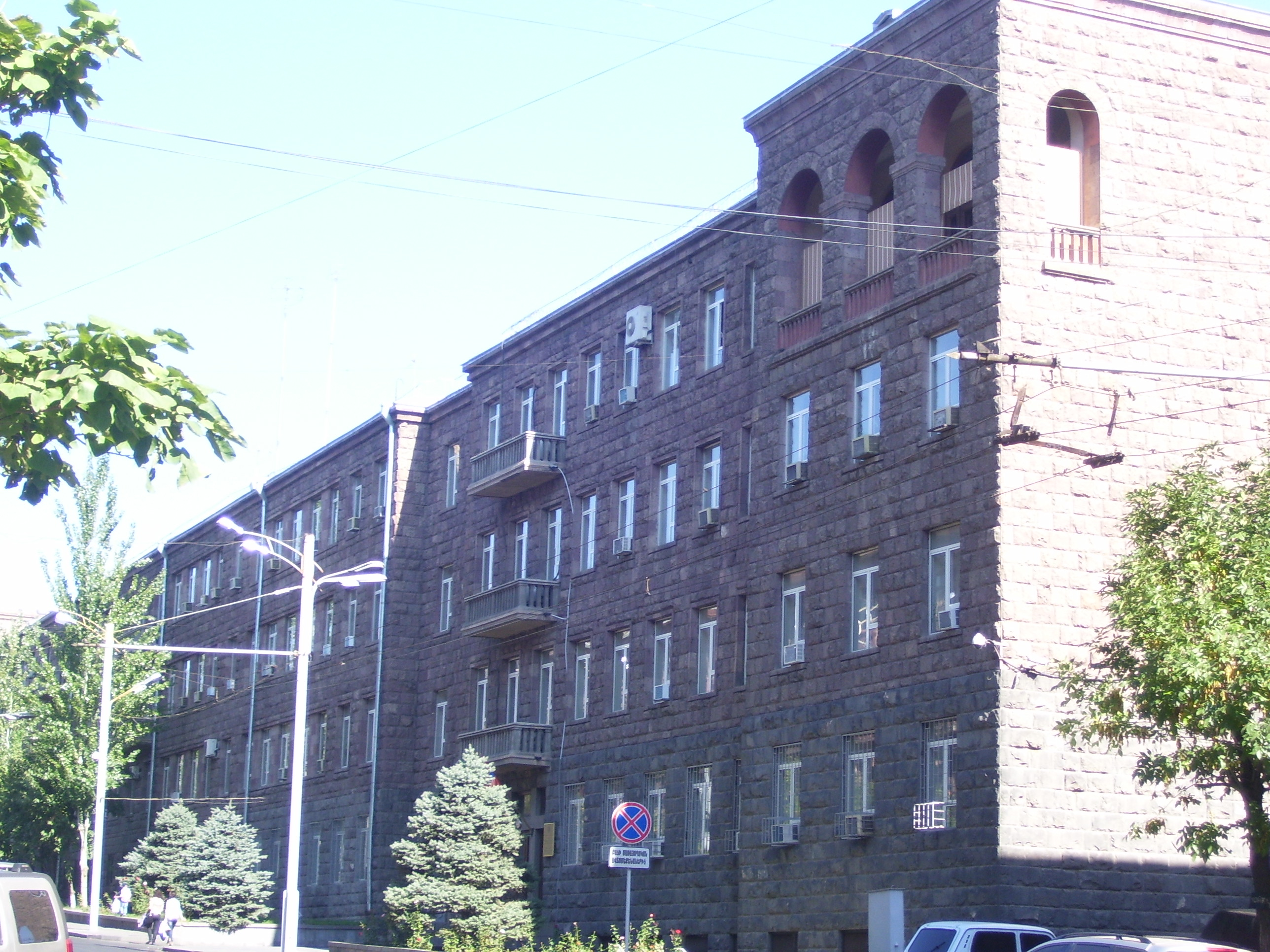
Nationaler Sicherheitsdienst, 2013
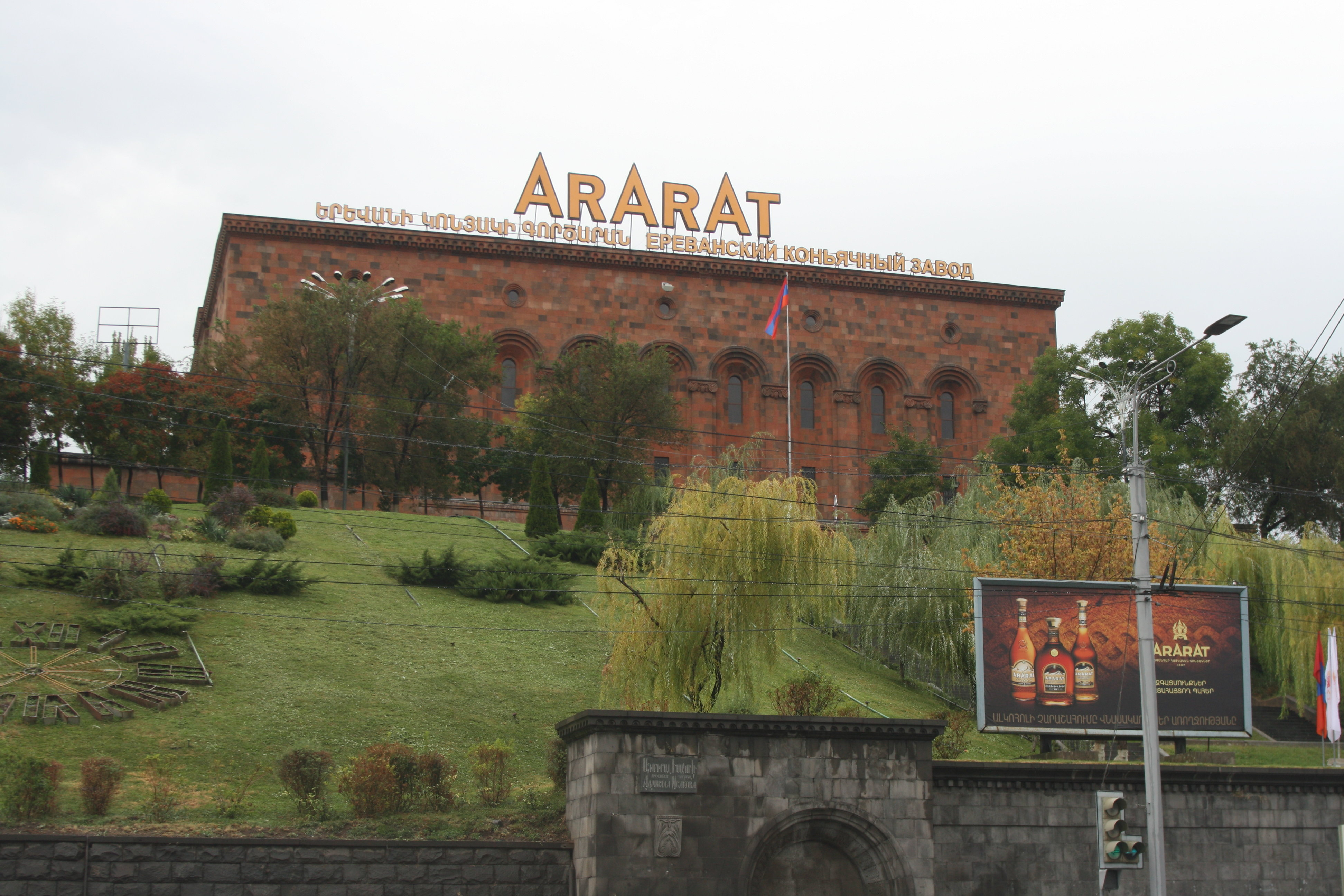
Yerevan Brandy Company, 2015
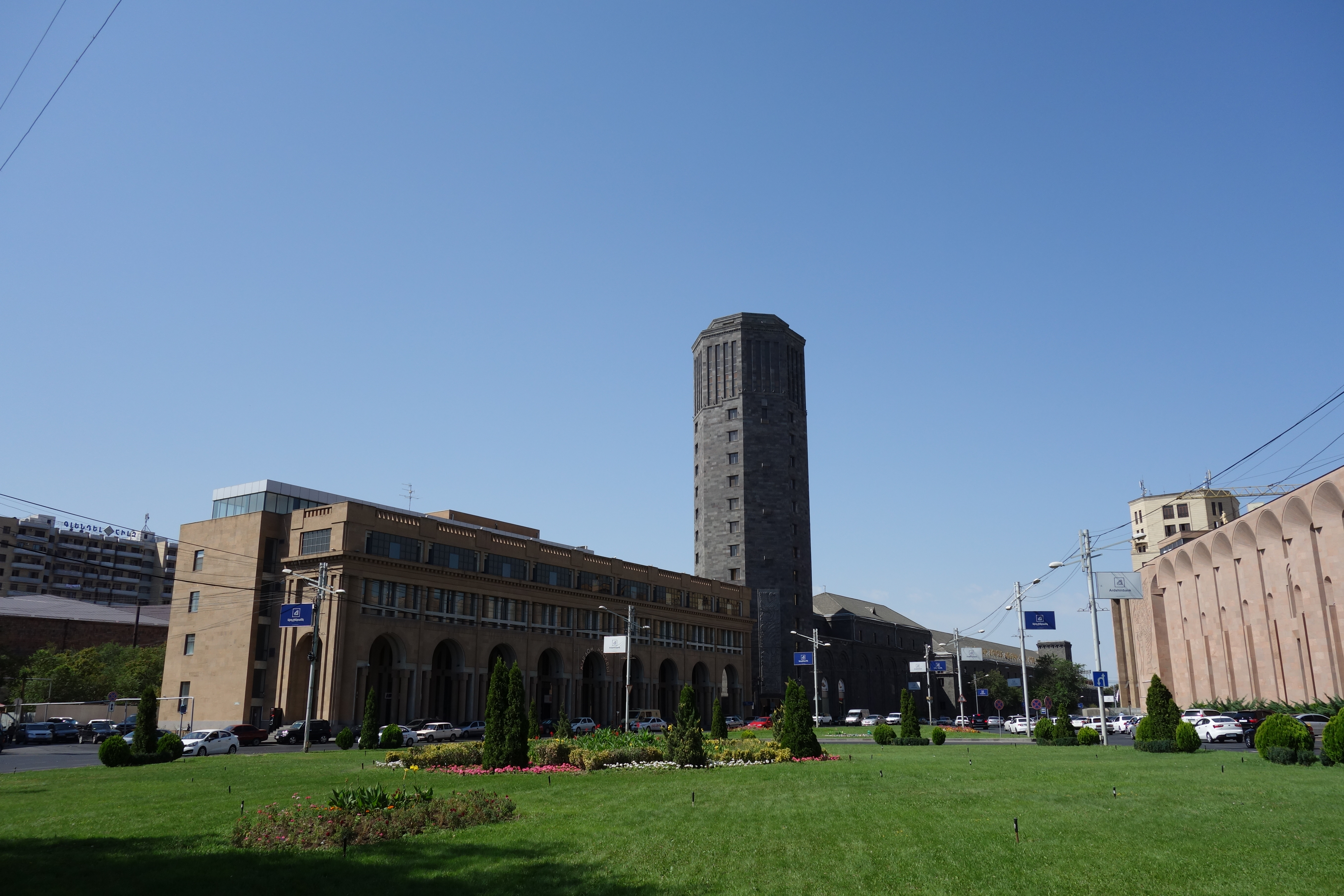
Jerewaner Brandy-, Wein- und Schnapsfabrik Ararat, 2016

## Bildung

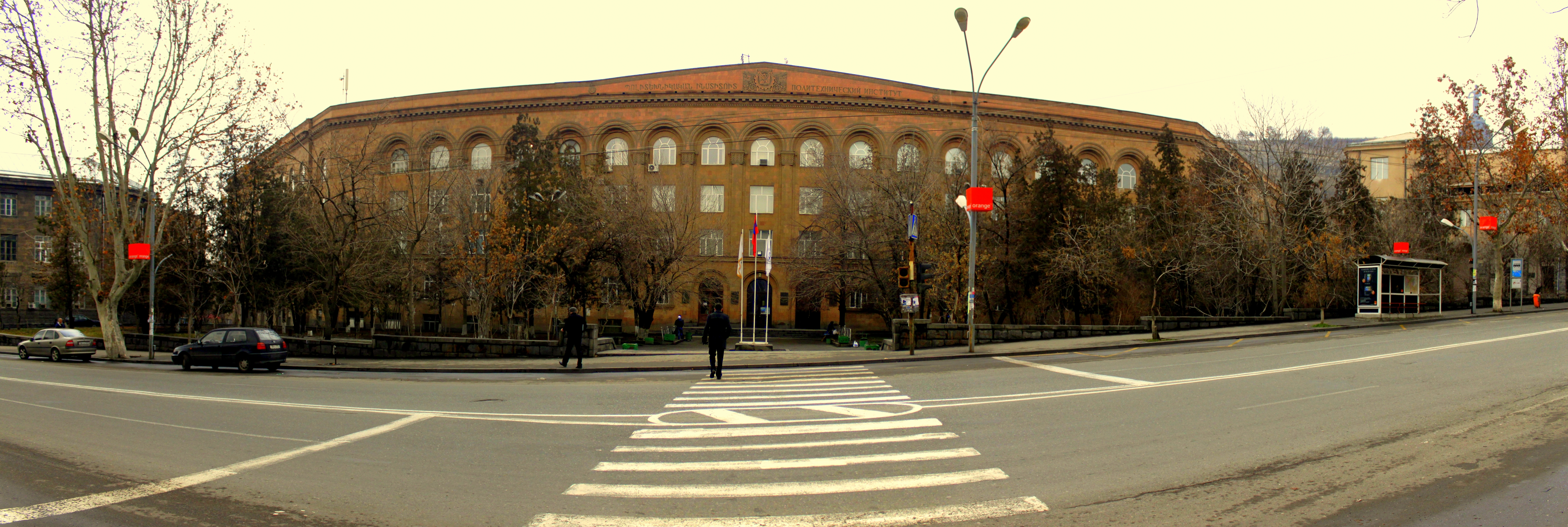
Nationale Polytechnische Universität Armeniens

An der 1919 als Handelsschule-Alexandrapol gegründeten Staatlichen Universität Jerewan (armenisch Երևանի Պետական Համալսարան, ԵՊՀ ⊙) studierten 2017 etwa 13.000 Studenten. Die Hauptgebäude wurden in den 1950er Jahren zwischen Alek-Manukean- und Tscharenzstraße im Nordosten des Ringparks errichtet.
Die Nationale Universität für Architektur und Bauwesen Armeniens (armenisch Ճարտարապետության և շինարարարության Հայաստանի ազգային համալսարան, ՃՇՀԱՀ ⊙) wurden 1921 gegründet. Die Hauptgebäude befinden sich in der Terjanstraße, westlich des Chatschatur-Abowjan-Parks.
Das Staatliche Konservatorium Jerewan (armenisch Երևանի Կոմիտասի անվան պետական կոնսերվատորիա ⊙) steht gegenüber der Armenischen Staatsoper. An dem 1921 gegründeten Konservatorium studierte nahezu die gesamte Elite der armenischen Musik.
Die Armenische Staatliche Pädagogische Universität (armenisch Խաչատուր Աբովյանի անվան հայկական պետական մանկավարժական համալսարան ⊙) befindet sich in der Chandschjanstraße südöstlich des Ringparks. An der 1922 gegründeten Universität wurde 2018 an zehn Fakultäten studiert. Im Museum der Universität gibt es ein Archäologisches Kabinett und eine Ausstellung zur Geschichte der Universität.
An der 1920 gegründeten Staatlichen Medizinischen Universität Jerewan (armenisch Երեվանի Մխիթար Հերացու անվան Պետական Բժշկական Համալսարան ⊙) studierten 2018 etwa 5000 Studenten in sechs Studiengängen. In der Universitätsbibliothek gibt es 650.000 Medieneinheiten. Die Gebäude stammen aus den 1930er Jahren.
Die Nationale Polytechnische Universität Armeniens (armenisch Հայաստանի ազգային պոլիտեխնիկական համալսարան ⊙) wurde 1933 gegründet und entwickelte sich zu einer der führenden technischen Hochschulen der Sowjetunion mit bis zu 25.000 Studierenden in 66 Fachbereichen in den 1980er Jahren. Neben den Gebäuden westlich des Chatschatur-Abowian-Parks gab es 2018 für die etwa 10.000 Studierenden Campus in Gjumri, Wanadsor und Kapan.
An der 1935 gegründeten Jerewaner Staatliche W. Brjussow-Universität für Sprachen und Sozialwissenschaften (armenisch Երևանի պետական լեզվահասարակագիտական համալսարան ⊙) gab es 2018 knapp 4000 Studierende in den Fakultäten für Dolmetschen und Interkulturelle Kommunikation, für Russische Sprache, Literatur und Fremdsprachen und für Fremdsprachen.
Die Armenische Staatliche Wirtschaftsuniversität (armenisch Հայաստանի պետական տնտեսագիտական համալսարան ⊙) in der Nalbandjanstraße nordwestlich des Ringparks wurde 1930 gegründet und 2004 zur Universität erhoben. 2018 gab es rund 7000 Studierende in den Fakultät Management, Internationale Wirtschaftsbeziehungen, Finanzen, Marketing, Informatik und Statistik, sowie Buchhaltung und Audit.
Die Armenische Nationale Akademie der Wissenschaften (armenisch Հայաստանի գիտությունների ազգային ակադեմիա ⊙) führt angewandte und Grundlagenforschung durch und koordiniert die Zusammenarbeit von wissenschaftlichen Institutionen. Die 1943 als Zweigstelle der Akademie der Wissenschaften der UdSSR gegründete Akademie residiert in Gebäuden aus dem Jahr 1955.

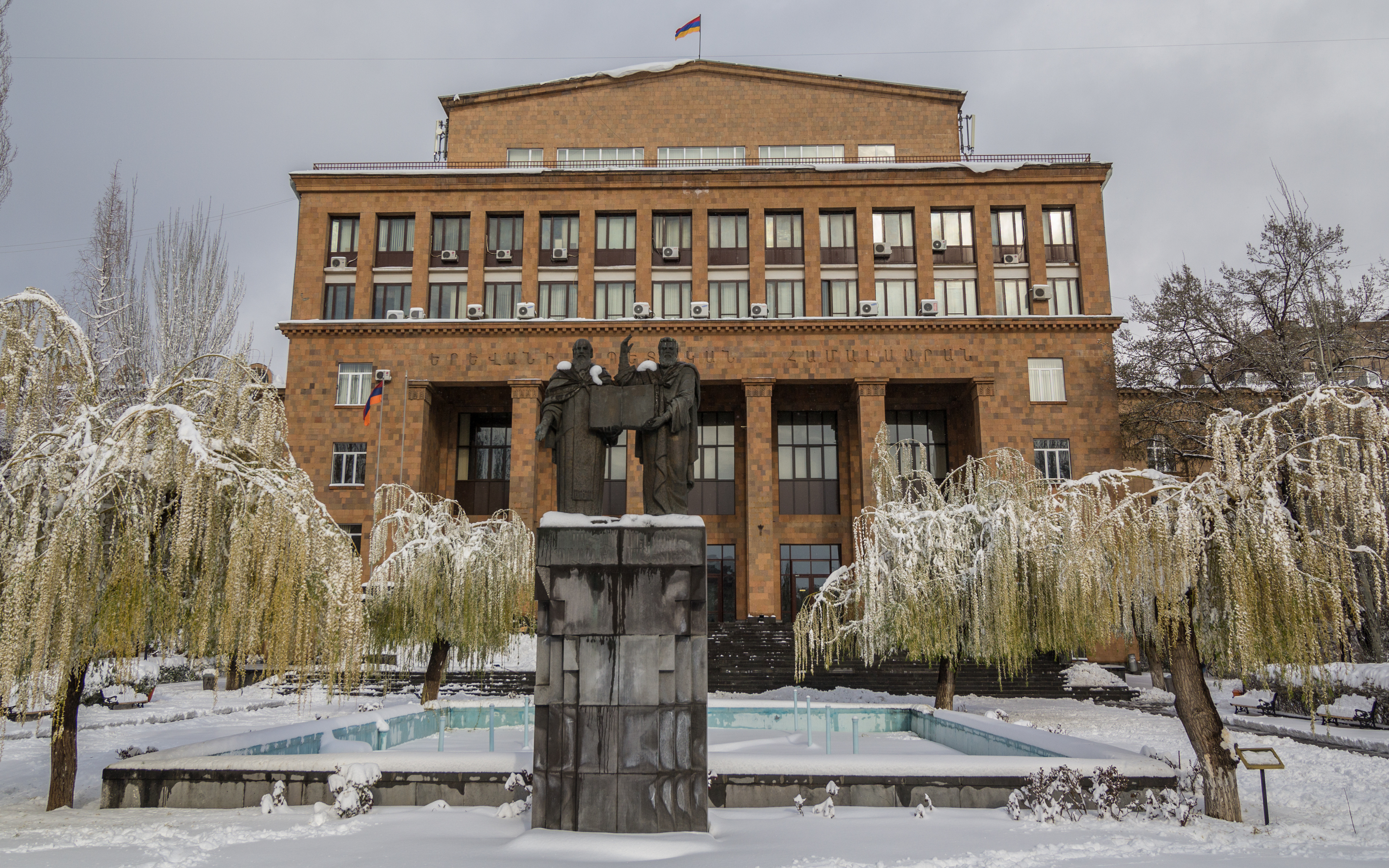
Staatliche Universität Jerewan, 2014
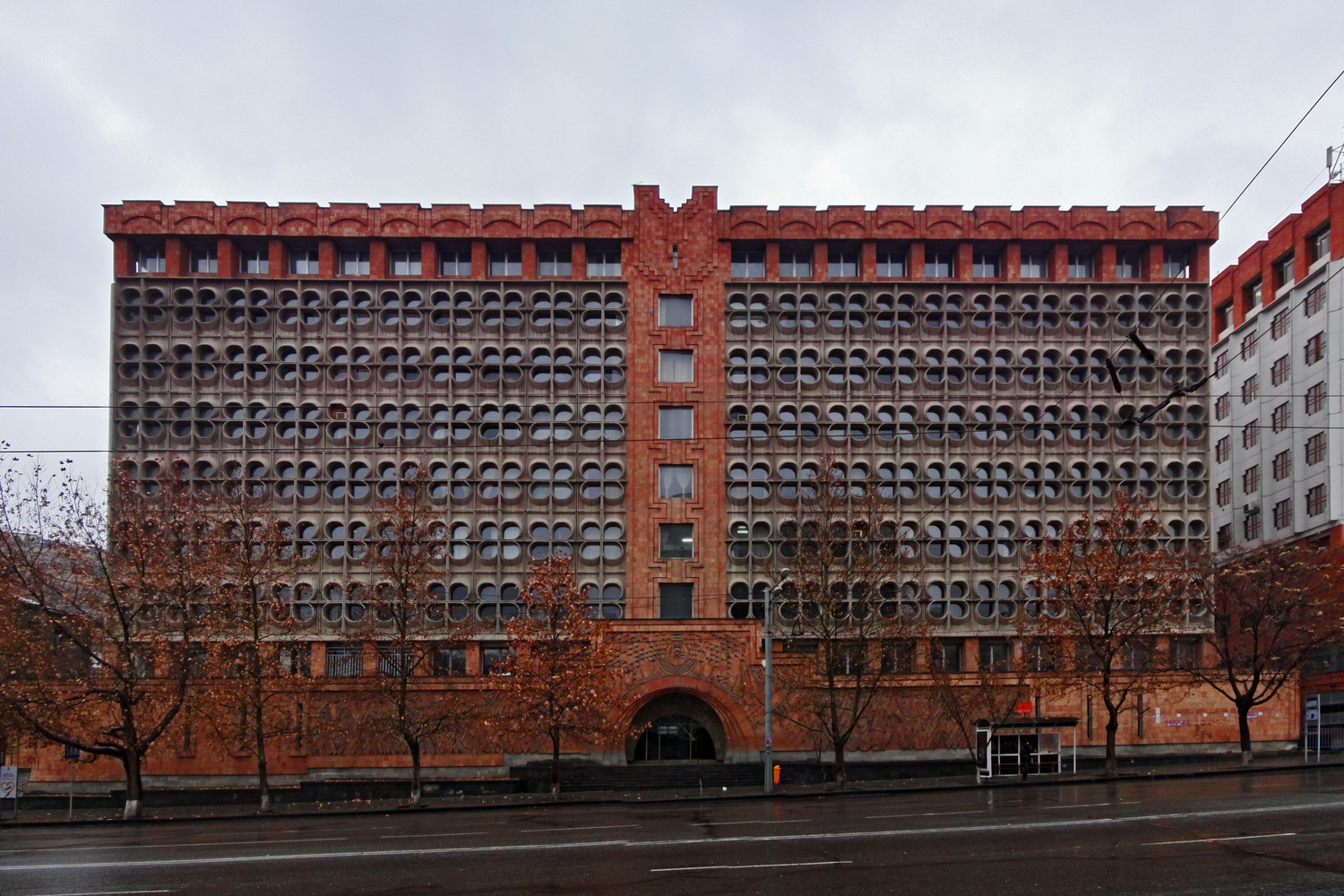
Nationale Universität für Architektur und Bauwesen Armeniens, 2011
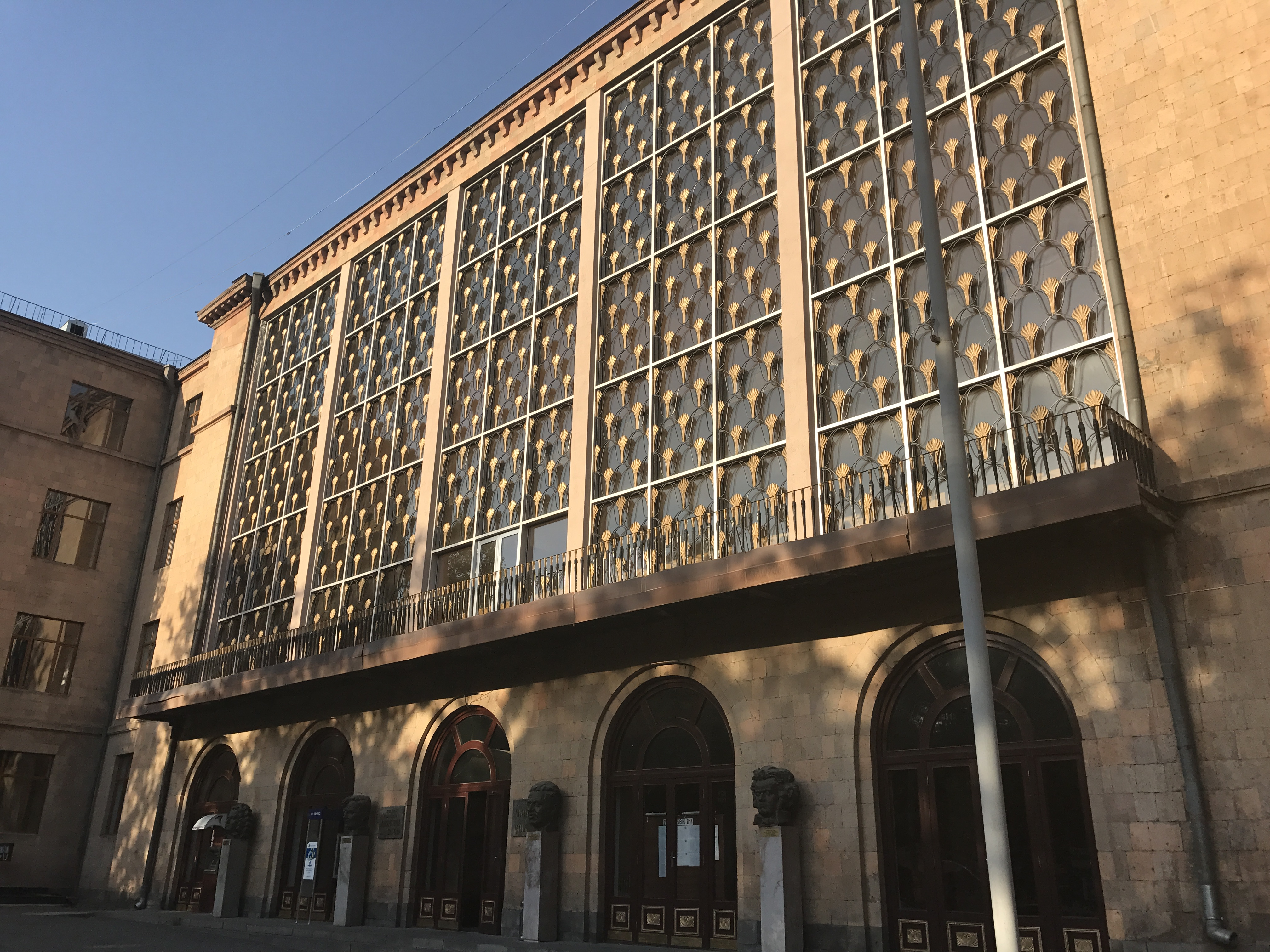
Staatliches Konservatorium Jerewan, 2017
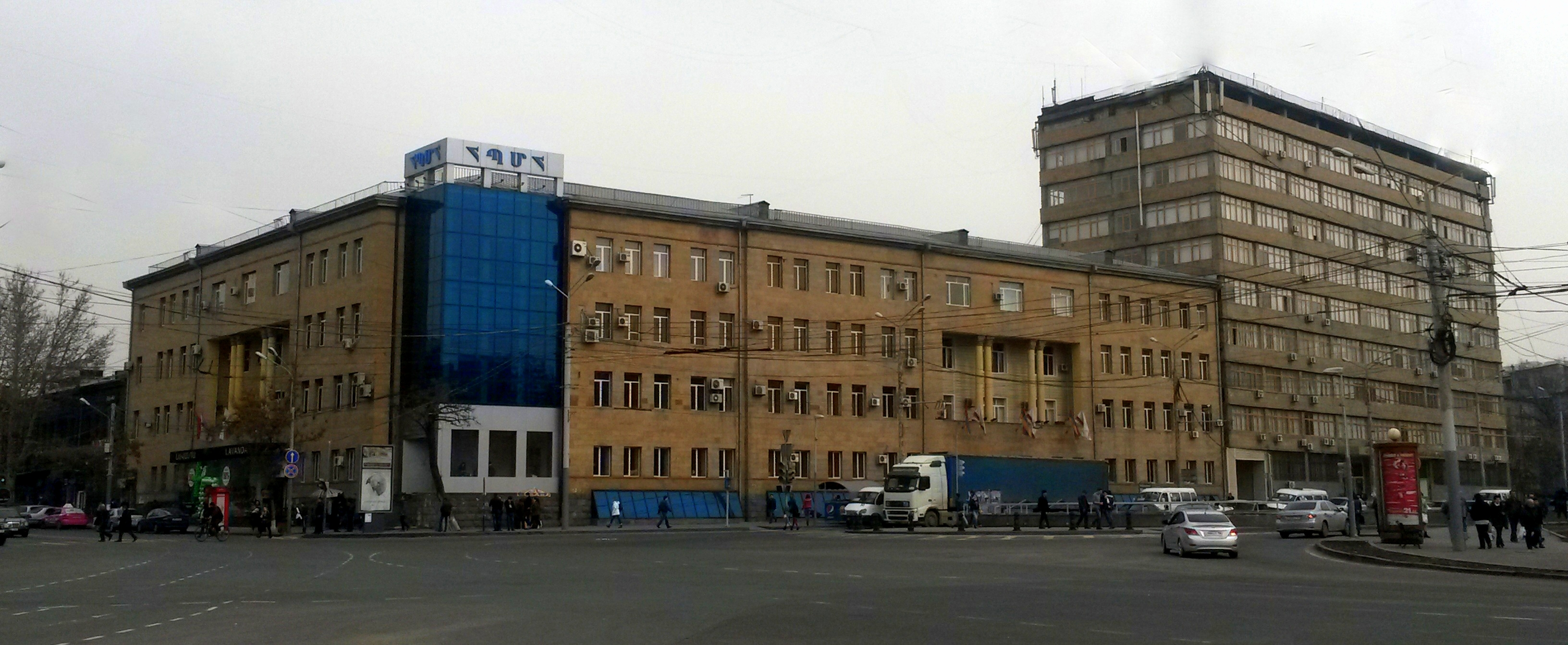
Armenische Staatliche Pädagogische Universität, 2016
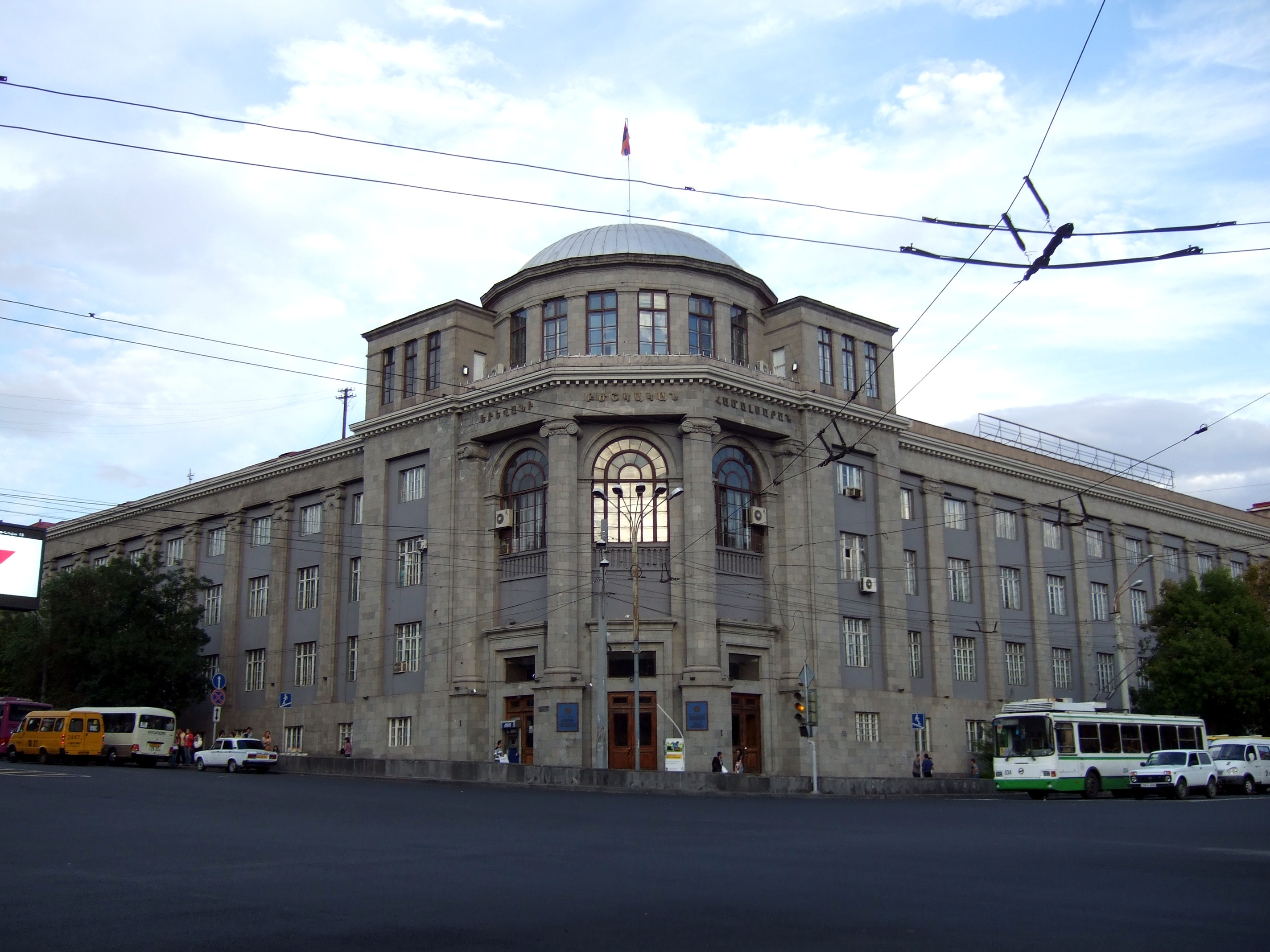
Staatliche Medizinische Universität Jerewan, 2013
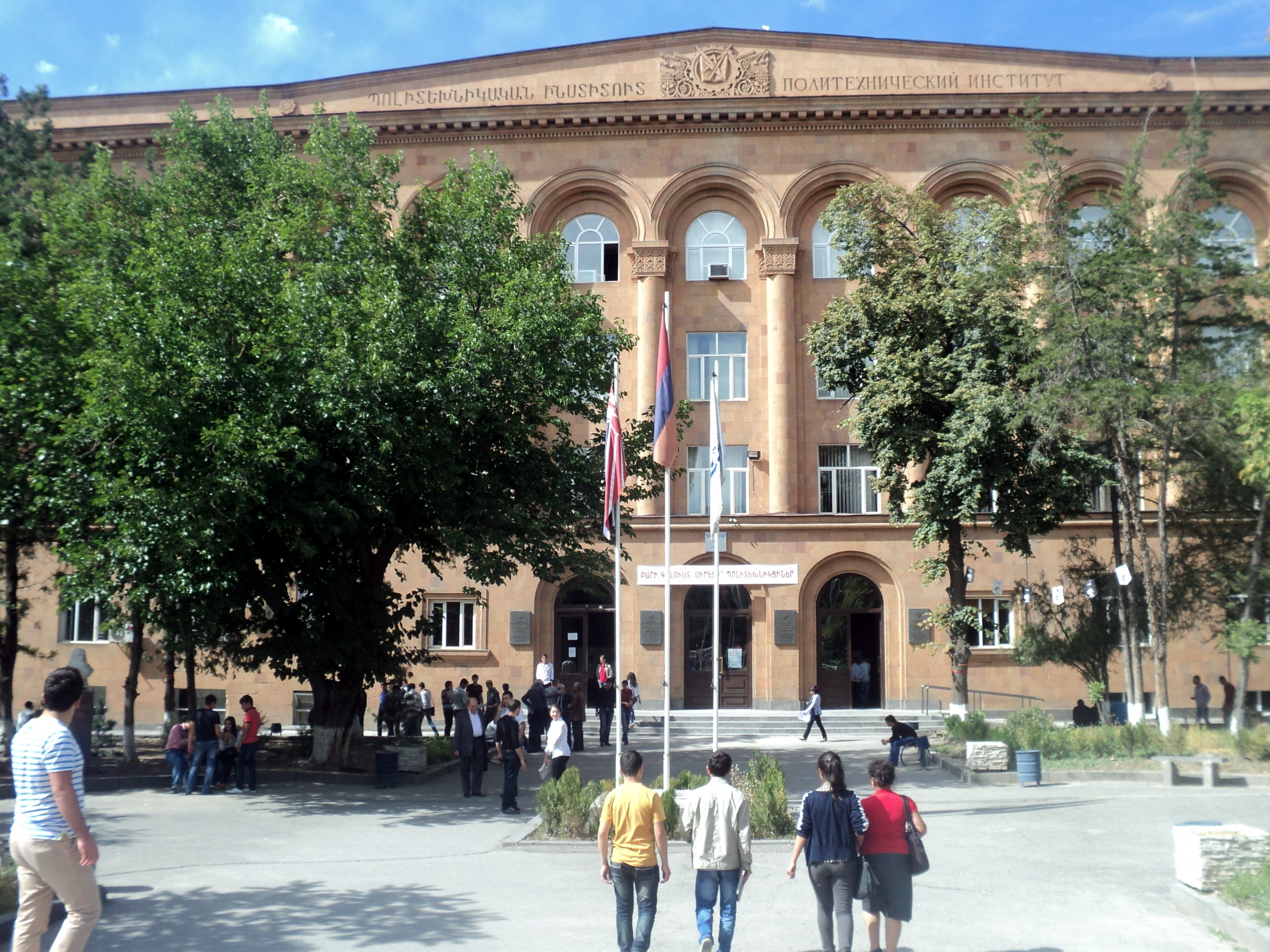
Nationale Polytechnische Universität Armeniens, 2013
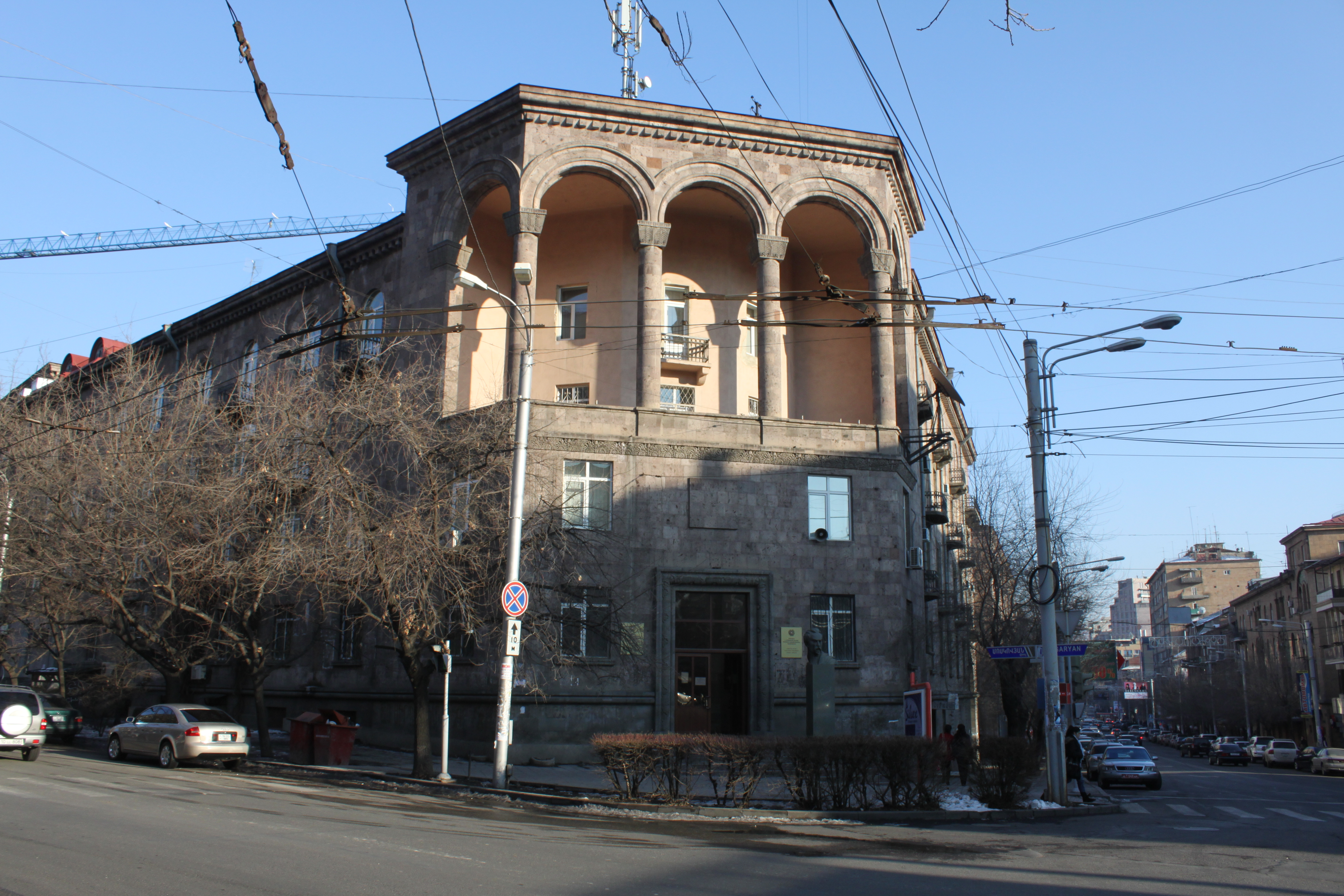
Jerewaner Staatliche W. Brjussow-Universität, 2011
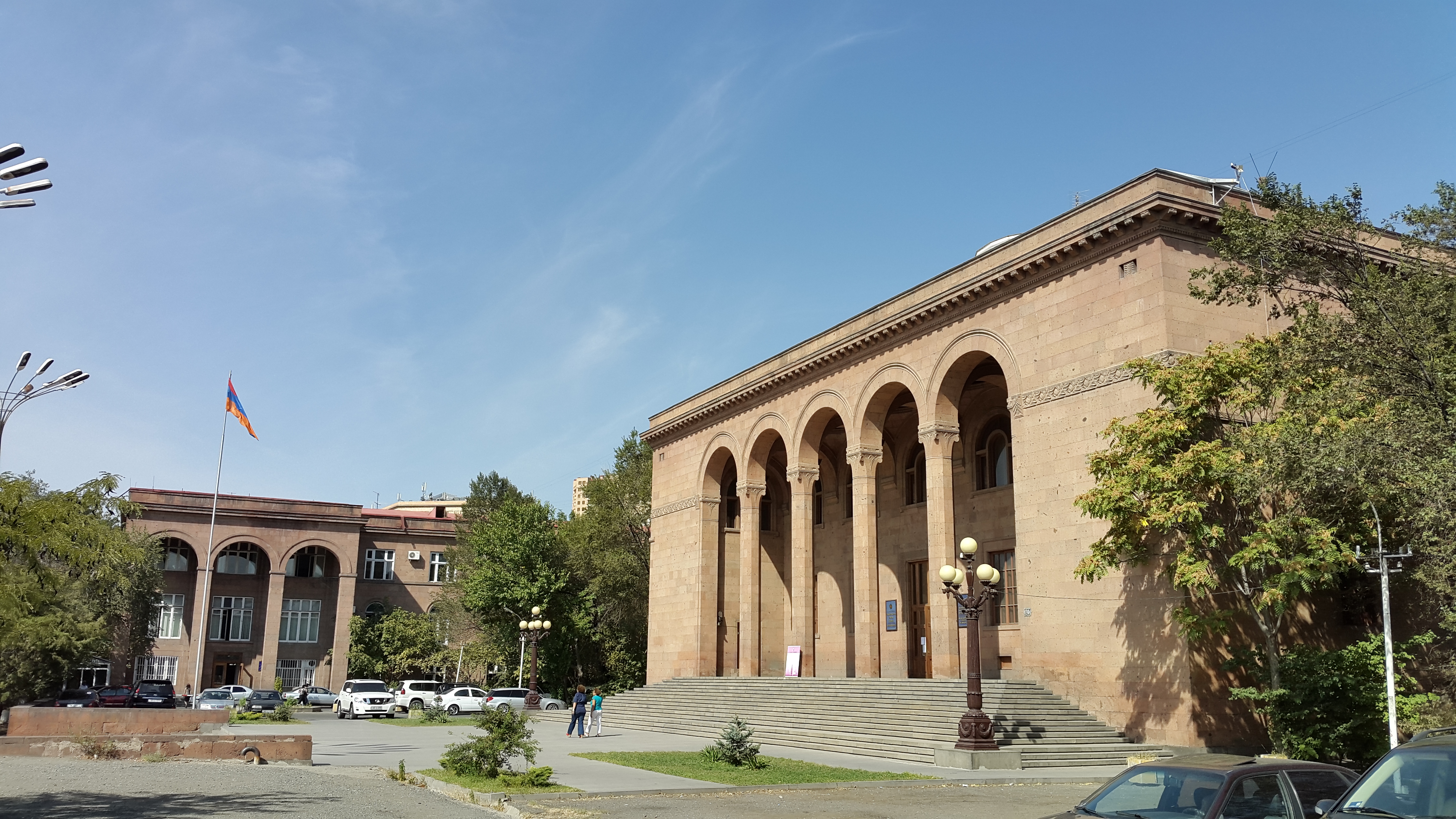
Akademie der Wissenschaften, 2015

## Sport

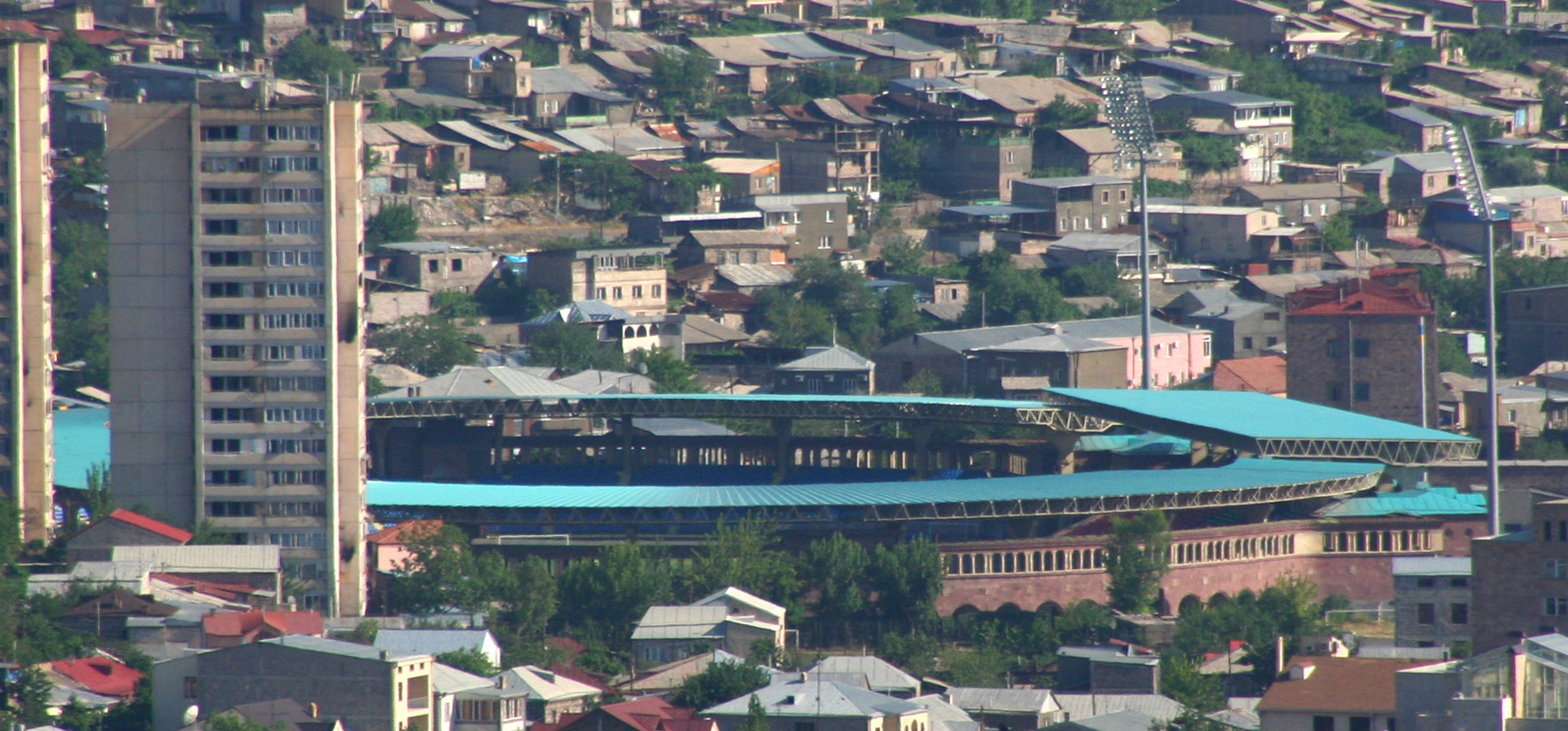
Wasken Sarkissjan Republikanisches Stadion

Im Distrikt Kentron gibt es zahlreiche Sportstätten unter anderem für die Sportarten Fußball, Schach und Tennis.
Das Wasken Sarkissjan Republikanisches Stadion (armenisch Վազգեն Սարգսյանի անվան Հանրապետական մարզադաշտ ⊙) im Südosten des Distrikts Kentron gibt es seit 1936. Das ehemalige Dynamo-Stadion wurde 1999 nach dem im selben Jahr ermordeten Verteidigungsminister und ehemaligen Sportlehrer Wasken Sarkissian benannt. Das Fußballstadion ist das Heimatstadion der Vereine FC Pjunik Jerewan und FC Ulisses Jerewan.
Das Zentralhaus für Schachspieler Tigran Petrosjan (armenisch Տիգրան Պետրոսյանի անվան Շախմատիստի Կենտրոնական Տուն ⊙) mit seinem dreieckigen Grundriss steht östlich des Zentrums in Ringpark. Der Schachgroßmeister Tigran Petrosjan legte 1970 den Grundstein für das Haus der Jerewaner Schachschule, das 1984 nach ihm benannt wurde.
Das 1972 errichtete Multifunktionsstadion Hrasdan (armenisch Հրազդան մարզադաշտ ⊙) mit 55.000 Sitzplätzen ist das Heimatstadion der Fußballklubs FC Ararat Jerewan und FC Kilikia Jerewan.
Der Karen-Demirtschjan-Sport-und-Konzert-Komplex (armenisch Կարեն Դեմիրճյանի անվան մարզահամերգային համալիր, kurz armenisch համալիր hamalir für „Komplex“ ⊙) ist eine große Ansammlung von Veranstaltungsorten entlang der Treppe zur Gedenkstätte Zizernakaberd. 1983 fertiggestellt musste bereits 1985 wegen eines Feuers der Betrieb eingestellt werden und konnte erst 1987 wieder aufgenommen werden. Kurz nach dessen Ermordung wurde der Komplex nach dem Politiker Karen Demirtschjan benannt, der sich für den Bau eingesetzt hatte. Der Komplex wurde 2005 für 5,7 Millionen USD an eine russische Holding verkauft, den ihn bis 2008 für 42 Millionen USD umbauen ließ. Hier finden zahlreiche Sport- und Musikveranstaltungen statt.

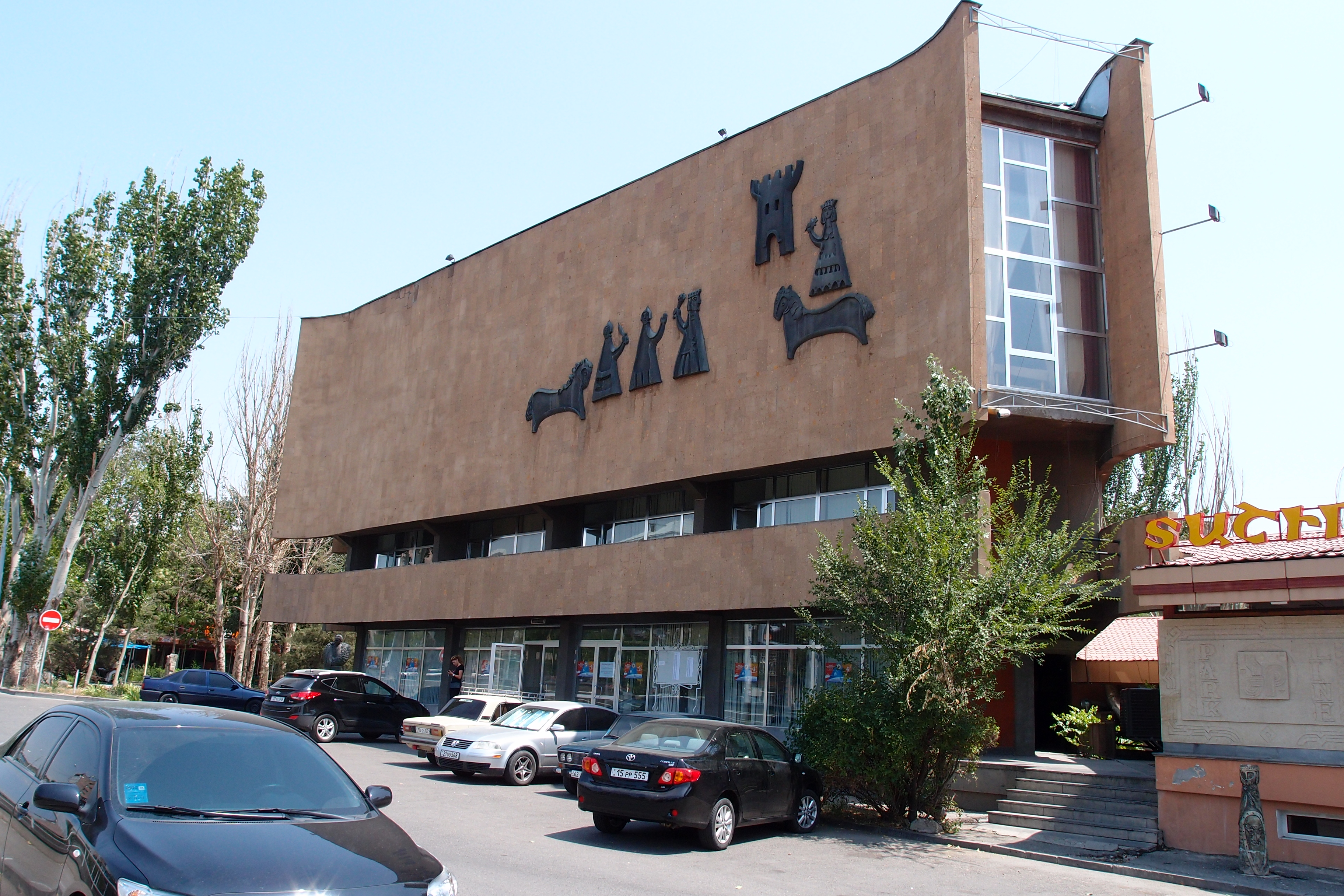
Zentralhaus für Schachspieler, 2011
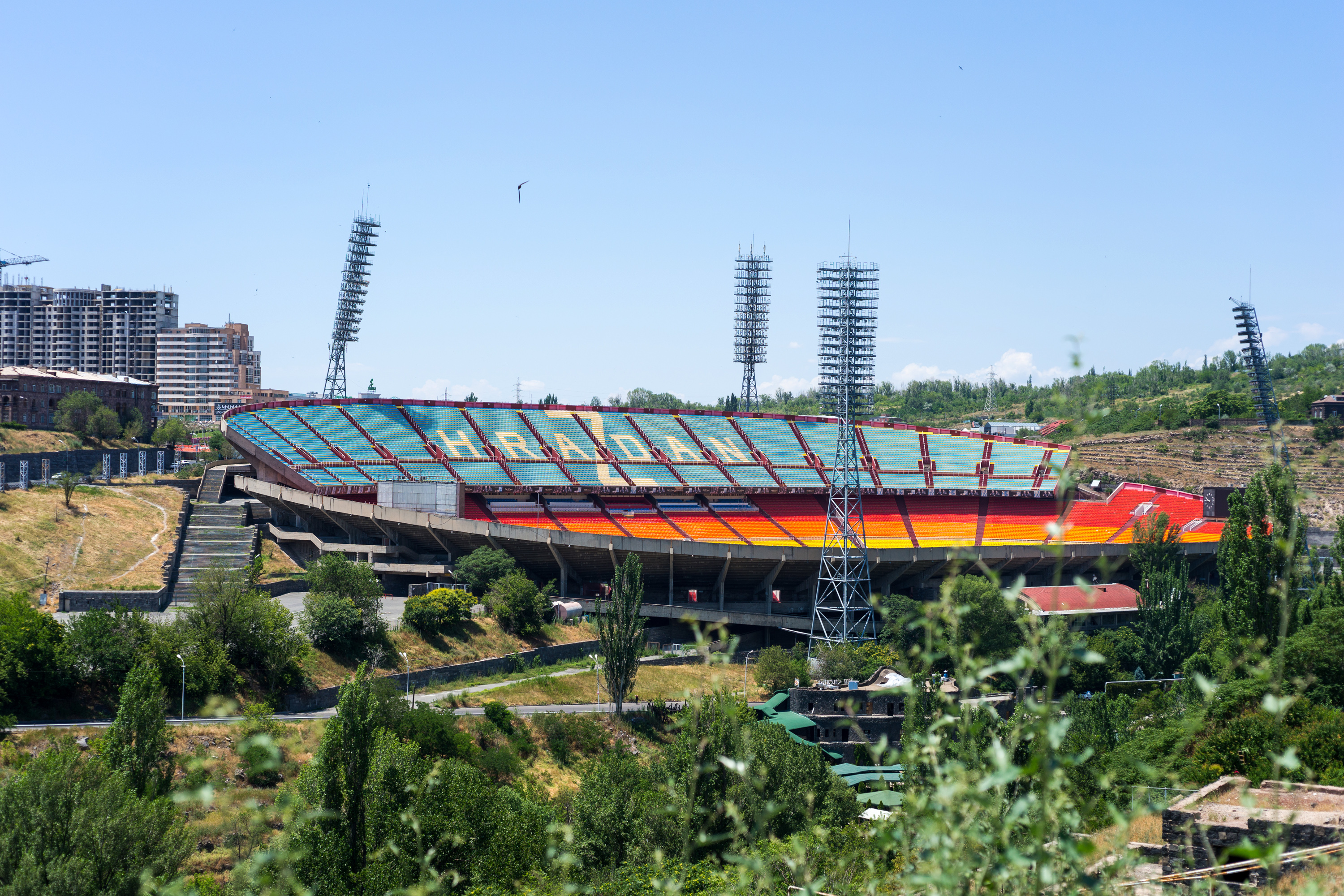
Stadion Hrasdan, 2013
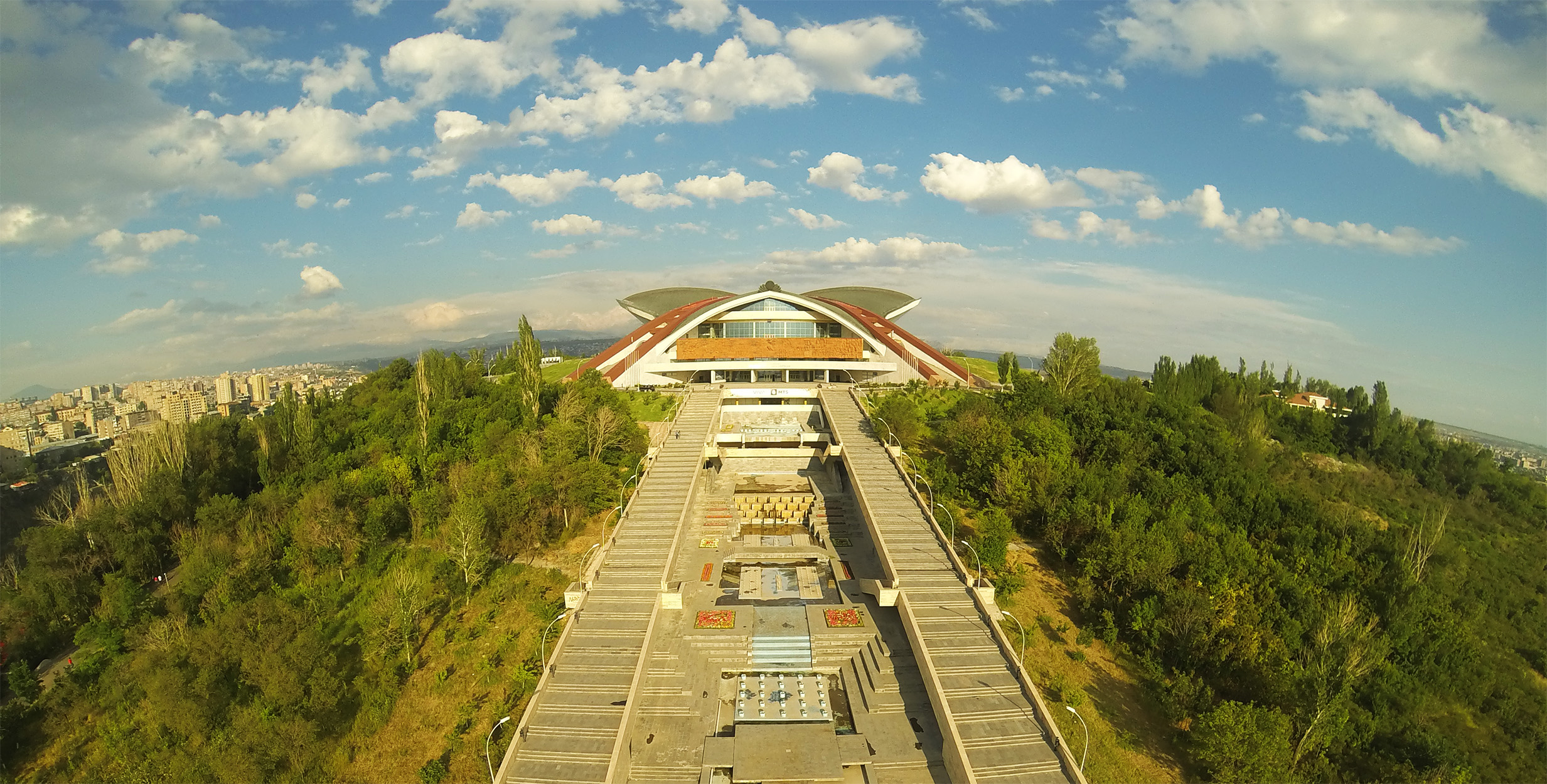
Karen-Demirtschjan-Sport-und-Konzert-Komplex, 2013